# 金色のガッシュ!!の登場人物
金色のガッシュ!!の登場人物（こんじきのガッシュのとうじょうじんぶつ）とは、雷句誠の漫画作品『金色のガッシュ!!』および同作を原作としたテレビアニメ『金色のガッシュベル!!』の登場人物の一覧である。
なお、魔物が使用する呪文は、作中で「第〜の術」と明言されていない限り登場順に表記する。
担当声優は特筆ない限りはテレビアニメ版での配役。

## 主要人物（魔物と本の持ち主）

### ガッシュペア
2人の主人公。
ガッシュ・ベル
声 - 大谷育江、吉田小南美（アニメのみの2代目）、摩味（サンデーCM劇場）
電撃系の術を使う魔物の少年。一人称は「私｣。大好物はブリ。
魔界にいたころは落ちこぼれだったが、コルルとの一件から清麿と共に「やさしい王様」を目指すようになる。
高嶺 清麿（たかみね きよまろ）
声 - 櫻井孝宏、福山潤（サンデーCM劇場）
ガッシュの本（赤）の持ち主。一人称は「オレ」。IQ190（アニメ版ではIQ180）という天才的な頭脳を持つ。
ガッシュと出会う以前は不登校だったが、彼との出会いを機に復学し、魔物との戦いを経て人間的に大きく成長する。

### ティオペア
2人のヒロイン。
ティオ
声 - 釘宮理恵
ガッシュの幼馴染みである勝気でお転婆な魔物の少女。一人称は「私｣。
守りの術に特化・後に回復呪文も習得しており、仲間のサポートを主とするが、2つ攻撃呪文がある。
原作最終章でクリアに敗北し送還。
大海 恵（おおうみ めぐみ）
声 - 前田愛
ティオの本（朱色）の持ち主。高校生（アニメ版の設定では「神楽坂女学院」）で超人気アイドル歌手。

### キャンチョメペア
ガッシュらの友達。
キャンチョメ
声 - 菊池正美
アヒルの嘴のような口をした魔物。一人称は「僕｣。お菓子が大好き。
性格は気弱かつ臆病だが、中に秘めるものは強い。また、ガッシュたちと行動するうちに精神的に大きく成長する。
覚える術は変身・小型化・分身・自分に関する幻覚を相手に見せるなど、敵を撹乱するものがほとんど。原作最終章でクリアに敗北し送還。
パルコ・フォルゴレ
声 - 高橋広樹
キャンチョメの本（黄色）の持ち主。イタリア出身の世界的映画スター。自称「絶世の美男子・イタリアの英雄」。好きな動物はカバ。
美女に目が無い好色家で、鼻の下を伸ばした情けない顔になることも多いが、肝っ玉の強さは本物。
青年期は親からすら恐れられるほどの不良少年だった過去（原作のみの設定）があり、ある出来事がきっかけで現在のように大らかな性格になった。

### ウマゴンペア
ウマゴン / シュナイダー
声 - こおろぎさとみ
仔馬の姿をした魔物。本名は「シュナイダー」で一人称は「僕｣。まだ幼い為、「メルメルメ～」としか話せない。なお、「ウマゴン」は清麿がつけたあだ名である。（理由は馬の怪獣という感じだったから。）
術は肉体強化系統で機動力に非常に長けており仲間を乗せて移動したり、スピードを活かして相手を翻弄することも出来たり、角や術によっては炎を生かした攻撃をしたりもできる。
人間界へ飛ばされるときは原作はイギリスだがアニメ版は日本だった。原作最終章でクリアに敗北し送還。
カフカ・サンビーム
声 - 郷田ほづみ
ウマゴンの本（薄いオレンジ）の持ち主。イギリス系ドイツ人。口癖は「グルービー!」。
自動車の走っていない国に自動車を普及させるという夢のため、日本の自動車メーカーに技術者として研修に来ている。基本的に温厚だが、アニメではサウザーとの口論で本気で激昂する描写がありサウザーを「クソガキ」呼ばわりした。

### ブラゴペア
ガッシュらのライバル。原作では実質的なラスボス。
ブラゴ
声 - 小嶋一成
ガッシュのライバル。魔界ではかなり名の知られた強力なエリート魔物。ティオ（アニメではウォンレイ）曰く魔物では彼の名を知らない者はおらず、魔界の王を決める戦いの優勝候補。石版編では第三勢力的な立場だったが、クリア編にて正確なガッシュの仲間となる。
重力を操る術を使い、実力者故に弱い術でも強い。
当初は自分の力を鼻にかける粗暴さが目立ったがシェリーと各地で戦ううち、真の王者にふさわしい風格を備えるようになる。原作最終章で王を決める戦いの最終決戦にてガッシュに敗北し送還された。
シェリー・ベルモンド
声 - 折笠富美子
ブラゴの本（黒）の持ち主。フランスの名門「ベルモンド家」の令嬢。
ゾフィスのパートナーにさせられた親友・ココを救うために魔物の戦いに身を投じた。
自他ともに厳しいが、岩のように強固な信念の持ち主。幼少期の英才教育で培った文武両道の持ち主でもあり、魔物たちとも生身で渡り合えるほどの腕を持つ。

## 王を決める戦いの準主要人物

### コルルペア
コルル
声 - 桑島法子
カールさせたピンク色の髪を持つ魔物の少女。人間換算年齢：6歳。
心優しい性格で、戦いを望んでいなかったにもかかわらず強制的に戦いに参加させられた。彼女の持つ術「ゼルク」は、発動すると本人の中の凶暴な部分が表に現れ普段とは正反対の凶暴な性格になってしまう。
パートナーであるしおりとは、雨の日に町中で泣いていた時に出会い、姉妹のような関係を築いていた。
ガッシュとはティオやウマゴン同様魔界学校の同級生であったが、彼の記憶が無いことを察し、知らぬふりをして平和に過ごそうとしていた。ガッシュと対峙した後、これ以上周囲に迷惑をかけてしまうことを防ぐため、自ら本を燃やしてくれるよう頼み、魔界へと帰っていった。ガッシュが「やさしい王様」を目指す切っ掛けとなるなど、彼の心に深く影響する重要人物であり、回想シーンで度々登場している。
後にクリア完全体との最終決戦において、ガッシュの金色の本の力で再登場。コルルの心を象徴するような「やさしい術」を持ってガッシュたちを守れることを心から喜ぶ姿を見せた。
家族構成：父・母・弟。好きな食べ物：魚、ホットケーキ、牛乳。趣味：ティーナ（人形）遊び、しおりと遊ぶこと。
- 呪文

1. ゼルク
コルルの中の凶暴な部分が表に現れ、同時に両手に鋭い爪が生えた凶暴な姿に肉体強化される。元の姿に戻るとその時の記憶が消えてしまう。アニメ版では爪はコンクリートの電柱を切断するほどの切れ味がある。
2. ゼルセン
両腕をロケットパンチのように飛ばす。太い木を破壊出来る威力がある。
3. シン・ライフォジオ
自分を含む任意の対象を柔らかい光で包み込む「シン」の術の一つ。
魔界で魂だけの存在になっていた時、ガッシュの「自分たちを助けたい」という思いを感じ取り、ガッシュの金色の本に現れた呪文。生まれ持った素質ではなく、コルル自身の優しく強い想いから生まれた。
金色の本の「シン」の術の中では唯一2回使用された。
4. ゼルルド
カードゲームオリジナル呪文。体に力を込め、攻撃を回避する。
5. ラージア・ゼルセン
ゲームオリジナル呪文。「ゼルセン」よりも腕を巨大にし、相手目掛けて飛ばす。
6. ジオ・ラ・ゼルド
ゲームオリジナル呪文。自分の周囲から巨大な爪が生え、近くの敵を一掃する。
7. ゼラルセン
カードゲームオリジナル呪文。爪を四方八方に飛ばして相手を攻撃する。
しおり
声 - 今井由香、小松未可子（ゲーム『永遠の絆の仲間たち』）
コルルの本（ピンク）の持ち主。黒髪のロングヘアが特徴の女子高生。裁縫が得意。
コルルとは雨の日の学校帰りに出会った。コルルのために人形・ティーナを作ってあげた。
両親は仕事漬けで、家では寂しい日々を過ごしていたが、コルルとの出会いを切っ掛けに短い時間でも充実した生活を送っていた。もし身寄りがいなければそのままコルルを妹として引き取ろうとしたが、本の運命には逆らえず、結局コルルと別れることになった。
アニメ版では24話に再登場しており、母親と買い物に行ったりするなど、両親との蟠りが無くなった様子がうかがえる。コミックス32巻でティーナを見つめていたり、コミックス最終巻ではコルルからの手紙を読んで涙する彼女の後ろに、以前コルルから贈られた花の冠が飾られている描写が追加されている。

### ゾフィスペア
ゾフィス
声 - 藤田淑子
爆発系の術を使い、人の心を操ることが出来る能力も持つ魔物。仮の名をロードと名乗る。千年前の魔物を使い悪事を働いていたが、石版編にてブラゴに倒され、それまでの報いを受けることになった。
アニメ版では彼らしき人物がチェリッシュの家族を襲撃しテッドに罪を被せた描写がある。
ココ
声 - 西村ちなみ
ゾフィスの本（濃い赤紫）の本の持ち主。貧しいながらも心優しい、シェリーの親友。
ゾフィスへの協力を拒否したために邪悪な別人格を植え付けられてしまい、操られるままゾフィスと共に悪事の限りを尽くすことになるが、後に解放された。

### ゼオンペア
ゼオン・ベル
声 - 高乃麗
ガッシュの宿敵。清麿と出会う前のガッシュを襲撃し記憶を奪った、ガッシュと瓜二つの容姿を持つ謎の魔物。後にガッシュの双子の兄であることが判明する。ファウード編終盤でガッシュに敗れた後改心し和解した。
呪文はガッシュと同じ「ザケル」などの電撃系。ただし、ガッシュと異なり雷の色は青白く、全ての術で気絶せず掌から放ち、第一の術すら凄まじい威力を持つ。
原作とアニメ版では内面の掘り下げ具合の事情により、性格に若干の違いが見られ最後までガッシュを憎み続けたまま終わる。
デュフォー
声 - 緑川光
ゼオンの本（銀色）の持ち主。年端もいかない若い男性（アポロからは少年と言われている）。「答えを出す者（アンサー・トーカー）」の力を持つ。
清麿以上とも言えるほど極めて頭脳派。性格は寡黙で冷静沈着であり、まるで感情を見せず表情も変わらない。天才的な戦闘センスも合わせ持つ。戦いの後改心し、クリア編ではガッシュ達の味方としてクリア打倒に協力する。
ゼオン同様アニメ版では原作と性格が異なり改心することも無い。

### ロップスペア
ロップス
声 - かないみか
ガッシュの仲間で人型のテントウムシのような姿をした小柄な魔物。人間換算年齢：5歳。
年齢的なものなのか「かう〜」としか喋れない。梅干しなど酸っぱいものが苦手であり、ミカンは焼かないと食べないらしい。
掌から発するロープを用いる系統の術を使い、本を狙う、大きなものも持ち上げる、投げるといった器用な術でもある。
ガッシュたちと戦って引き分けたが、後のオランダの地でゼオンに敗れ、本を更に燃やされ消滅を加速させられてアポロと別れの言葉を交わす間もなく魔界へ送還されてしまう。原作最終話でアポロに手紙を出しており、ようやくアポロに伝えたいことを伝えることができた。ゼオンを見て怒りを露わにしていたのか、彼のことは知っているらしいが関係は不明。
実はガッシュとは魔界で会ったことがあり、釣りをしてブリによく似た魚を釣ったらガッシュに横取りされた（アニメ版及び原作の7巻のアイキャッチより）。
クリアとの最終決戦では、ガッシュの「シン・ベルワン・バオウ・ザケルガ」に先陣切って力を与えていた。魔界での復活後はデモルト・コーラルQと土木作業で活躍している。
原作ではファウード編でゼオンが登場した際、ロップスのことについては一切言及されていないが、アニメやゲームでは言及された。
好きな食べ物：魚、鮭おにぎり、のりまき。趣味：旅、釣り、音楽鑑賞。
- 呪文

1. リグロン
掌から「力の糸」と称される2本のフック付きのロープを放ち、物（車や大きな岩）を持ち上げたり投げたりする。
2. ディノ・リグノオン
ロップスの最大術。掌から放つ多数の錨で巨大な岩などを持ち上げて相手に攻撃する。
対ガッシュではバオウと相打ちするほどの力を見せている。
3. リグロセン
掌から多数の矛付きのロープを放ち攻撃する。
4. リグロオン
ゲームオリジナル呪文。刃のついた鎖を複数放つ。
アポロ・ジェネシス
声 - 関俊彦
ロップスの本（空色）の持ち主。マントを羽織った旅人の青年。ロップスとは旅の途中で出会った。
おだやかな性格で冗談を言うこともある。いち早く危険などを察することが出来る天才的な勘の持ち主。加えて雨のように降ってきた岩の破片を難なくかわすなどの驚異的な身体能力を誇る。
実はアメリカの巨大財閥の御曹司で、当の本人は謙遜しているゆえ、限られた時間で自由を満喫するためにロップスと共に世界中を旅して回っていた。初めは王を決める戦いには興味がなかったが、「やさしい王様」になるという強い信念を持っているガッシュと清麿を見て、自分たちも目指すことを決意する（アニメ版では「自由な王様」という具体的な名称での目標を掲げた）。
ゼオンとの戦いで本を燃やされた挙句燃えている本を更に攻撃されたことで速攻にロップスを送還させられたため、ロップスに別れと感謝を言えなかった。ロップスを失った後は財閥の社長に就任し、清麿たちに飛行機や船を提供するなど、スポンサーとして資金面から何かと協力している。なお、社長になった後は太陽が描かれたスーツやネクタイを身に着けている。
「2」では清麿がエジプトで見つけた遺跡の後始末に悩み、助力を求めてアポロに連絡を入れている。その後、フランスにて侵略者から命を狙われたシェリーの元にヘリで駆け付け、遺跡に安置されていたミイラの1体を送り届ける。
誕生日：12月20日。年齢：26歳。

### パピプリオペア
レオパルドン・パピプリオ
声 - 山崎みちる
王族…というか王子様のような格好をしたチビっ子魔物。
幼稚でワガママ、臆病でその上セコいし卑怯な事もあるが、努力家な一面も。原作ではファウード編までは敵で最終章にて仲間になるが、クリアに敗北し送還される。
様々な効果を持った液体を吐き出す術を使う。
ルーパー
声 - 桜井ちひろ
パピプリオの本（濃いターコイズブルー）の持ち主。アフロで顔が濃いめの黒人女性。
ファウード編からはパピプリオを「パピー」と呼ぶようになった。
過去に7歳の息子を心臓の病気で亡くしており、パピプリオを我が子のように可愛がっている。

### ウォンレイペア
ウォンレイ
声 - 石田彰
ガッシュたちより年上で背も髪も長い少年の魔物。
礼儀正しく、優しく穏やかな性格。恩義は忘れない。ファウード編にてウンコティンティンと相討ちとなり（アニメではロデュウに敗北）送還される。
高い身体能力に体術系の術とリィエン直伝の拳法やカンフー（心意六合拳）を組み合わせて戦う。
ガッシュとの関わりを経て、「守る王」を目指すようになる。
リィエン
声 - 池澤春菜
ウォンレイの本（薄い青紫）の持ち主。
元気で明るく優しい性格（典型的なキレると怖いタイプでもある）で、語尾に「アル」をつけて話す。
幼い頃から拳法をやっており身体能力が高い。なおウォンレイの使う拳法は彼女直伝。
香港マフィアの首領の娘という境遇ゆえにまともに男と付き合ったことが無かったが、ウォンレイと出会い相思相愛の仲となる。

### バリーペア
ヴィンセント・バリー
声 - 置鮎龍太郎
角が生えた青年姿の魔物。粗暴な性格だったが竜族エルザドルとの戦いの影響で正義感の強い魔物となる（原作のみ）。
基本はビーム系の術を操るが、体術っぽいものや盾の術もある。
圧倒的な強さを誇るものの、目指すべき王の形を見つけられず、ただひたすら強さだけを追い求めていた。ファウード編にてトラップから自らガッシュ達を守るために送還される（アニメでは同編の展開変更により最後まで送還されず）。
グスタフ
声 - 石塚運昇、土師孝也（ゲーム『永遠の絆の仲間たち』）
バリーの本（コバルトブルー）の持ち主。いつも葉巻を咥えている。
彼に戦いの意味を見つけさせるため、ガッシュたちと戦わせる。

### キッドペア・MJ12
キッド
声 - 岡村明美
おもちゃの人形のような姿をしたチビッ子魔物。当初は敵で後に仲間となるがベルギム・E・Oと相討ちになり送還。
機械とビームの属性の術を使い、中にはトリッキーな術もある。
ナゾナゾ博士に「ウ・ソ」と言われる度にかなりのショックを受けている。
ナゾナゾ博士
声 - 納谷六朗、山寺宏一（ゲーム『永遠の絆の仲間たち』）
キッドの本（灰色）の持ち主。
老齢でおじいちゃんのような見た目をしている。「2」にて本名がハワード・フリードマンと判明する。名前通り博識で結構気さくで見た目に反し行動力のある人物。サンビームからはDr.ナゾナゾと呼ばれている。
自らを「何でも知ってる不思議な博士」と名乗り、それはやや誇張ではあったものの、魔物の戦いについては実際にかなりのことを把握していた。
作中では千年前の魔物のことをいち早く把握したり、ガッシュ・清麿とティオ・恵に新しい呪文を読めるようにさせていた。
MJ12（マジョスティック・トゥエルブ）
ナゾナゾ博士に従うアメリカの12人の超能力者集団。
だが、ビッグボイン以外はほとんど登場せず、なぜナゾナゾ博士に従っているのなど謎が多い。アニメ版異世界編では清麿たちが奈良県へ行く途中に新幹線の中で見送った。

### アースペア
アース
声 - 梅津秀行
金色の鎧と黄色いマントに身を包んだ大柄な騎士姿の魔物。
エリーに従うように行動し、その命令には逆らわない。これはエリーと共に戦う時に決めた約束によるもので、「某（それがし）」という一人称や侍のような口調もその時から使い始めた（本来の一人称は「俺」）。「魔界の法を守る一族」の出自であり、魔界が平和になるような法律を作るために王を目指す。
普段から武器として持つ「ヴァルセーレの剣」から主に剣を利用した術を使う。また、この剣は術とは別に触れた魔物の力を奪い蓄える能力がある。剣道のすり足を使い高速で移動する事が出来る他、魔物としての気配を消す技も習得しており、この技でザルチムのような魔物を察知する魔物を欺いたりもした。
ファウードに並ぶ脅威であると危険視していた「バオウ」を抹殺するためガッシュと戦うが、彼を助けるために現れたテッドに苦戦しこの時点での「バオウ」の力を見極めたことで一時退却。ファウード内部でカルディオと共に気配を消したところでガッシュたちと再戦するが、リオウに呪いをかけられたエリーの命を救い、ファウードを魔界に帰すために彼らに協力することになる。
ファウードの主がゼオンに変わった後はカルディオと共に「ファウードを魔界に帰す装置」の死守に向かった。カルディオの決死の協力により心臓を打つ魔物を倒し、破損したファウードを魔界に帰す装置の修復作業を完成。ファウードを魔界へ送還させることに成功した。
残りの魔物が10体になった直後にゴームと戦うが、彼の術の前に完膚なきまでに敗れ、その術で襲われるエリーを助けつつも本を燃やされる。消えゆく中、一族を守れなかったことと自身が消滅すること（＝死）に絶望し涙するも、エリーの一喝で希望を取り戻し彼女が今までパートナーでいてくれたことに感謝を抱きながら魔界へ帰った。
その後はクリア完全体との決戦でガッシュの金色の本を通して出現。クリア完全体の尻尾を切り飛ばすなどの活躍でガッシュを助けた。ガッシュの戴冠後は王の教育係としても活躍している模様（ガッシュを「王様」と呼び敬語で接している）。
アニメ版では代々ファウードを封印した一族という設定で、人間界にファウードを持ち出したリオウの一族が許せず、リオウと戦い最初は圧倒する。その後、リオウに回復液で何度も回復され、反撃する力が尽きるが、リオウがかけた扉により体内魔物に苦戦するガッシュたちを見て、ガッシュに全てを託すつもりで扉の解除に向かう。リオウからの攻撃に耐えながらガッシュたちを足止めしていた扉を解除したが、それと引き替えにリオウの最大呪文を受けて本を燃やされガッシュに後事を託し魔界に送還された。
- 呪文

1. ソルド
ヴァルセーレの剣を強化し、相手を切り裂く。
2. ソルセン
ヴァルセーレの剣から剣閃と共に実体となった刃状のエネルギーを放つ。
3. ゴウ・ソルド
「ソルド」の強化版。
4. ジャン・ジ・ソルド
エネルギー状の巨大な剣を降らせて攻撃する。
5. ボルセン
自身の幻影を前方に飛ばす。フェイントや攻撃の回避などに使われる。
6. ウルソルト
ヴァルセーレの剣を振るスピードを上げる。移動にも使用している。
7. ジェルド・マ・ソルド
居合いの構えを取り、間合いに入った敵を瞬時に切り裂く。性質上「待ちの技」だが上記のすり足を使うことで相手に接近できる。
8. バルバロス・ソルドン
「3つの奥の手」と呼ばれているアースの呪文の一つ。巨大な腕に握られた剣（ヴァルセーレの剣と若干似た形）を出現させ横に斬り裂くように攻撃する術で、「〜オウ」系の術に対して最もその威力を発揮する性質を持つ。
術を放つ前に前口上があり「我が封神の型をとりて、一心に彼奴の術を打ち破らん!!!」と叫ぶ（前口上無しで術を使ったこともある）。
9. ギャン・バギャム・ソルドン
「3つの奥の手」と呼ばれているアースの呪文の一つ。術自体の攻撃力でいえばアースの最強呪文。巨大な腕の一方が柄を握りもう一方の手が拳の形で剣の上に添えられた片刃剣が出現し、上から前口上の通り叩き割るように攻撃する。
術を放つ前の前口上として「一打粉砕に怒渇の心力を込め、万物を叩き割る剛剣の刃を生み出さん!!!」と叫びながら、ヴァルセーレの剣を手刀で何度も打つ（前口上無しで術を使ったこともある）。
10. ゴディマ・ソルド
ヴァルセーレの剣に巨大な気を纏わせ、相手を切り裂く。
11. ヴァルセレ・オズ・マール・ソルドン
「3つの奥の手」と呼ばれているアースの呪文の一つで最大術。威力は今までにどれだけ魔物の力を吸い取ったかに比例する。
今までヴァルセーレの剣で吸い取った魔物の力を一気に放出し、ヴァルセーレの剣から様々な形の剣を前口上の通り千本放ち攻撃する（その中には「バルバロス・ソルドン」や「ギャン・バギャム・ソルドン」の際に現れる剣も含まれている）。
術を放つ前に前口上があり、「ヴァルセーレの剣に吸い込みしよろず魔物の魔力を放ち、万物を砂塵へと変える千手剛剣とならん!!!」と叫ぶ。
12. シン・ヴァルセレ・オズ・マール・ソルドン
「ヴァルセレ・オズ・マール・ソルドン」の強化版で「シン」の術の一つ。魔界へ戻り魂だけの存在になったが、ガッシュの「自分たちを助けたい」という思いを感じ取り、ガッシュを助けたいと思った時に、ガッシュの金色の本に現れた呪文。
エリー
声 - 吉田小南美
アースの本（マゼンタ）の持ち主。
彼を臣下のように従える幼女のように小柄な少女で、一人称は「余（よ）」もしくは「俺」。
本来の一人称は「私」であり普通の女の子の口調だったのだが、アースに頼まれてずっと男っぽい口調で話していた。
アースとは夜中に病室で出会った。
その幼さに反して常に冷静で、状況判断に長ける。自分の命を犠牲にしようとしてまでファウード復活を食い止めようとした強固な信念の持ち主。
元々は呼吸器系の難病に冒されており（ゴームとの対決直前までは影響は無かった）、徐々に発作に襲われるようになり、治療法も無かったために生きる希望を失っていたが、自分にも出来ること（アースを王にすること）があると気付き、彼と共に戦う道を選んだ。ゴーム戦の後は病院に搬送され、ガッシュにアースの思いと彼を生き返らせて欲しいことを伝えた。

## モチノキ第二中学校

### 生徒
主に清麿のクラスメイト。
スズメ / 水野 鈴芽（みずの すずめ）
声 - 秋谷智子
清麿の同級生で、彼の友人の1人。
ショートヘアにカチューシャが特徴の少女。合唱部に所属。
ガッシュが来る前から清麿のことを理解し、気にかけていた唯一の人物。
清麿に好意を持っている。かなりの天然ボケだが、まっすぐで純粋な性格をしており、優しい心の持ち主だが、アニメ（58話）では恵のコンサートチケットを見せて金山、山中、岩島と共に意地悪なことを言う一面も持つ。
一般人である為、魔物の戦いについては何も知らないが、清麿が自分たちとは何か違うことをやっているとは感じている。
料理は全く駄目だが、包丁捌きだけはなぜか得意でよく果物に顔の絵を描いている。訪れた病院内で何度も迷うなど、極度の方向音痴（アニメでは香港からイギリスに迷い清麿から呆れられている）。勉強は苦手で、難しい問題があったりすると清麿に答えを教えてもらっていた。また、石版編などで清麿が長期欠席をした際には、彼のためにプリントを家に持って行ったり、授業内容の板書をしている。恵の大ファンであるが、清麿のことになると恵をライバル視する。中学卒業後は清麿と同じ高校に進学できず泣いていたが、清麿曰く「結構いい高校」に進学した。
原作では、イギリス編や石版編などの清麿が不在の際はほとんど登場しなかったが、アニメでは若干出番が増えている。
人気投票では順位が奮わなず嘆く描写があった（一度人気投票の表紙から外れたこともある）。なお作者のお気に入りのキャラであり、単行本の折り返しには彼女が主役の四コマが掲載されている回数が1番多い（サブエピソードの場合がほとんどだが全く別のツッコミ回もある）。なお、ここの四コマがアニメのエピソードに登場した回がある。
誕生日：5月5日。年齢：15歳。血液型：AB型。身長：156cm。趣味：絵、歌、昼寝。好きな食べ物：みかん、リンゴ。好きなタイプ：清麿。
金山 剛（かねやま たけし）
声 - 高木渉
清麿のクラスメイト。
強面で年齢の割には大柄で清麿（172cm）より背が高く、体格もがっしりしている。
当初は暴力的な不良であり、屋上で常習で恐喝を繰り返していた。第1話では清麿を愚直に信じるガッシュを嘲笑しながら暴行を加える敵役だったが自然と改心して気の良いキャラになり、山中や岩島に続く清麿の親友になる（他のクラスメイトとの関係も良好である模様）。ツチノコ探しが趣味。
清麿のせいでツチノコは実在すると信じ込んでしまい、ツチノコを求めて山で遭難し激痩せしてしまったり、体力測定で岩島に負けて自分の人生に自信を無くしたり、背中を痛めてまで勝負に勝って手に入れた給食のケーキの権利がパティのせいで台無しになった（しかも他の給食のメニューを賭けた勝負には全て負けたため給食を食べることすら出来なかった）上にその後クラスで唯一パティに襲われるなど、散々な目に遭っている。よく清麿をツチノコ探しに誘っている。アニメ版では前の席が嫌なのか先生に気易くしている場面があり、最後まで交渉し続けている。
アニメでは恵のファンという設定が追加されており、清麿に恵のグッズやコンサートチケットを自慢している（清麿と恵の関係は知らない）。
山中 浩（やまなか ひろし）
声 - 田中一成
清麿のクラスメイト。
強盗の逮捕に貢献した清麿の活躍を一番に称え、彼と友達になった。家はモチノキ商店街にあるが、何の店かは不明。身長は清麿（172cm）と同程度で中学2年としては長身な方。
体育会系な野球部の投手であり、「野球部の強肩」と呼ばれる割には身体測定のハンドボール投げで清麿に10cm差で敗れたり（ただし50m走では同着1位）、スケートで上手く滑れず豪快に倒れたりしている。「炎が出て消える魔球」を目指している。なお、夏休み中の清麿との特訓では「ザケル」によってボールが燃えて消滅し、魔球が完成したことになっていた。だが作者のブログによると「そんな魔球はもちろん完成せず、中体連は惨敗した……」となっている。マリ子の誕生日パーティーに山でハイキングをした際、自分だけ誕生祝いを用意していなかったためその場に生えていたシイタケ（アニメでは毒キノコも混ざっていた）をプレゼントしたが、マリ子を怒らせてしまい、制裁を受けた。中学校の卒業式では清麿に今までの感謝を込めた言葉を送った。
アニメでは恵のファンという設定が追加されており、清麿に恵のグッズやコンサートチケットを自慢している（清麿と恵の関係は知らない）。
岩島 守（いわしま まもる）
声 - 沼田祐介
清麿のクラスメイト。
清麿の友達でかなりの変人。トゲトゲヘアに太めで小柄な体型。
不思議ミステリー研究部に入っている。かなりのUFOマニアで、夜な夜な謎の呪文「アーブダークショーン!!」（abduction＝「誘拐」という意味）を叫んでUFOを呼び寄せようとした（実際にこの呪文でUFOが集まった）。UFOに乗ってそのままどこかに連れ去られたり、UFOの運転手になるのが夢。一見運動が苦手に見えるが実はかなり俊敏（特に反復横飛びは残像を作るほど得意でクラスメイト全員を唖然とさせた）。マリ子の誕生日パーティーに山でハイキングをした際、ガッシュたちと共に巨大な凧でUFOを探していたが、落っこちてしまった。中学校の卒業式では山中と同じく清麿に今まで楽しかったと感謝の言葉を送った。
アニメでは恵のファンという設定が追加されており、清麿に恵のグッズやコンサートチケットを自慢している（清麿と恵の関係は知らない）。
仲村 マリ子（なかむら マリこ）
声 - 埴岡由紀子
清麿のクラスメイト。スズメの幼馴染みにして、無二の親友でもある。スズメと同じ合唱部に所属している。スズメとは対照的に一応「しっかり者」だが、かなり強いボケ要素も持つ。料理が上手い。
金子（かねこ）
声 - 森訓久
清麿のクラスメイト。清麿に次いで成績優秀で学年ナンバー2の成績を持ち、清麿をライバル視している。髪型のせいか頭がかなり大きく、回を重ねるごとに大きくなっている。家は本屋。
テストの点数での勝負は、70戦1勝34敗35引（この1勝は清麿が遠山に陥れられた時だけである）。遠山の出した無茶苦茶なテストで清麿に勝利した際は彼にノートを貸さないといった嫌味な態度をとっていたが、遠山とモンモンが組んできた時は「負けたくない」という理由で自ら協力を申し出た。また、アニメでのハイキングの時にも勉強していたが、ウマゴン&岩島組に問題集を踏まれて台無しになり、最後まで落ち込んでいた。
鈴木（すずき）
声 - 中山りえ子
清麿のクラスメイト。かなりのやつれた顔をしている。妖怪になりたいらしい。
井上（いのうえ）
声 - 不明
清麿のクラスメイト。清麿と昆虫採集の約束をしていた。網のついた麦わら帽子を被っているため、原作では顔は不明。
田井（たい）
声 - 小栗雄介
清麿のクラスメイト。清麿と釣りの約束をしていた。
野口（のぐち）
声 - 内藤玲
3年の時の清麿のクラスメイト。2年の時は清麿の隣のクラスに在籍していた。夏休み前には清麿とアサガオの種植えをする約束をしていたらしい。3年になって清麿と同じクラスになり喜んでいたが、あまり面識がないので思い出してもらってはいない。
岡田（おかだ）、阿部（あべ）、石川（いしかわ）
声 - 飯田利信、鳴海エリカ、中山りえ子
清麿のクラスメイト。

### 教師・関係者
中田 秀寿（なかた ひでとし）
声 - 山口健
清麿の担任で、担当教科は数学。
昔はまともに学校に来ない清麿のことを不満に思っていたが、清麿が学校復帰を果たした現在では良き担任となる。ワイフを溺愛しており、時には学校の教室の前まで連れてくることもある。3年の担当になった時は、受験や進路などの重要な時期に生徒と接することから、それまでの愉快なキャラから眼鏡を外し真面目な性格（?）の第2形態「TM・リー」となる（体型や見た目などが変わる）。卒業式では元通りの人物になっている。
このTM・リーのエピソードは作者自身の想いが込められており、中学生時代に、自身の進路相談の際に漫画家という「特殊な道」への志願を当時の担任から真っ向に否定されたことに対するアンサーであるとしている。実際に作者は「13歳のハローワーク」に「漫画家」として寄稿するなど進路問題に対しかなり関心が高い。
ワイフ / 中田 鯖江（なかた さばえ）
声 - 寺田はるひ
中田の妻。ガッシュ曰く「太っちょ」。
なぜかどこにでも出没する奇妙な人物。自分の作るカレーには自信があるらしく、ファウード日本襲来の際にはカレーを皆に振舞っていた。なお、3サイズはB100・W100・H100。コミックスのおまけコマでは特殊な眼鏡をかけると美人な顔つきになる。
誕生日：4月28日。年齢：43歳。血液型：O型。身長：168cm。趣味：踊り、買い物。好きな食べ物：肉、ケーキ、桃。好きなタイプ：ブラッド・ピット。
遠山（とおやま）
声 - 中多和宏
歴史の教師。自他共に人間が出来ていないと認めており、授業をよく欠席する清麿を目の敵にして無理難題を押し付ける。千年前の魔物の戦いから戻ってきた時点では清麿の心を読めるようになっていた。無茶苦茶な設問ばかりのテストを出すため、生徒からは顰蹙を買っている。清麿に赤点をつけたことがある。
洌才（れつさい）・モンモン
声 - 安達まり
国語の教師。思春期である生徒が悶々している姿を見るのが異常に好きな女性。本人は遠山が嫌いだが、悶々している姿を見るために手を組み、彼の味方となる（その時のテストは俳句の作成という無茶苦茶なものだった）。名前は『キテレツ大百科』のキャラとそのアニメ版のEDから由来しているらしく、それと一部同じ歌詞の歌を歌う。「悶々してる?」とテスト中に聞いてくる。
校長
声 - 塚田正昭
かなりの高齢らしいが、正確な年齢は不明。温厚だが怒らせると怖く、アニメでは教頭の代わりに滅茶苦茶なテストを出した遠山に怒ったシーンがある。
教頭
滅茶苦茶なテストを出した遠山に怒った。アニメには登場しない。
保健室の先生
声 - 鳴海エリカ
保健室を管理する女教師。面倒見が良く、学校に来たガッシュを見て微笑んでいる。動物が苦手であり、見た目が可愛くて大人しいウマゴンでも怯えるほど。

## 高嶺家
高嶺 華（たかみね はな）
声 - 山崎和佳奈
清麿の母。料理上手なパート主婦。
多少の物事には動じないかなりのんびりとした性格だが、子供の教育に関しては厳しくガッシュと清麿の喧嘩を咎める場面も多い。しかし基本的には彼らや周囲の人たちを心配し温かく見守っており、清麿もそれを理解しているので復学後は頭が上がらない場面が多い。気前も良く、ガッシュたちの友人を家に泊めることを簡単に承諾している。ガッシュや女の子に対しては「ちゃん」、他の男の子に対しては「くん」付けで呼んでいる。
高嶺 清太郎（たかみね せいたろう）
声 - 置鮎龍太郎
清麿の父。イギリスの大学の考古学教授。
清麿から王を決める戦いのことを聞いて以降、魔物のことについても研究している。
イギリスの森の中で倒れていたガッシュを助け、不登校だった清麿を案じてガッシュを遣わした張本人。華同様にかなりのんびりとした性格で、イギリスのホーバーグ・キャッスルで清麿と再会した際も、本人はバルトロに捕まっていたにもかかわらず同じ牢屋にいた村の子供たちに授業をしていたため、清麿の反感を買ったが、ガッシュとの出会いから人間的に成長した清麿を認めており、その後も清麿への援助を行っている。原作では石版となった魔物が登場したのを最後に登場しなかったが、アニメではファウード編で登場している。モチノキ町の住人たちを船に避難させており、妻の華と対面している。

## 子供たち
ナオミちゃん
声 - 溝脇しほみ
近所の公園に出没するモーレツ幼児。
足こぎ式の真紅の愛車「ジュッテーム・ベーゼ号」を乗り回す。常に着ている服には「研」（アニメでは「な」）と書いてある。いつもむき歯であり、家族一同顔がそっくりである。モデルは研ナオコ。
ガッシュの日常生活における天敵。ジュッテーム・ベーゼ号で追いかけ回したり、新しい遊び場を教えなかったりと、日常的にガッシュをいじめるが実はひそかな恋心があった。切り立ったがけを一気に登るなど、幼児や人間、一介の魔物にさえあるまじき不可思議な身体能力を持つが、進一をモンスターと間違えて泣き叫んで逃げ出したり、ライオン（ガブリオ）を見て泣き叫んだり、バリーに蹴り飛ばされて（アニメ版ではバリーが地面を割ったのを見て）泣き叫んだり、ファウードを見て泣き叫んだりと怖がりな一面を持つ。
アニメでは学校にガッシュを連れてくる（がついてくる）清麿に対抗する金山に連れてこられたり、劇場版にてスズメと遊園地に行ったり、ティオと顔合わせをしたりと、ガッシュやその他の友達以外との交流もある。
GBAゲームでは使用キャラの一人となっており、作者とのペアで魔物たちを恐るべき強さで倒していた。また、「DX赤い魔本」でもレベル8-3の敵として登場しその強さは原作者自らかなり鍛えたガッシュで挑んでも、スコップ砂であっさりとガッシュを負かし「バオウ・ザケルガ」を放ってもそれをよけてしまうほど（そして作者はそのいずれにおいても完敗している）。同ゲームの魔物図鑑では「魔物じゃないのにとても強い」と表記され、玩具の車ではなく三輪車に乗っている。
誕生日：10月30日。年齢：6歳。血液型：B型。身長：105cm。家族構成：父、母。趣味：ドライブ、ガッシュいじめ。好きな食べ物：カレーライス、コーラ。好きなタイプ：ガッシュ。
よし子
声 - 城雅子
ナオミちゃんの友達。優しい性格で、ガッシュを「ちゃん」付けして呼び、彼のことを気にかけている。
動物園から逃げ出したライオンに遭遇したナオミちゃんが自分を助けに向かおうとして崖から落ちそうになったガッシュを必死で助けようとしていたことを密かに気付いていた。
ヒデアキ、コゴロウ、かずえ
声 - 乃木まこと 、中山りえ子、塩味かをる
ナオミちゃんの友達。

## バルカン・その他
バルカン300
清麿が5分で作ったガッシュの「友達」。
菓子の箱と割り箸製の「ハイパーボディ」で、空気ミサイルを300発撃てる（という設定の）ロボット。
最初は糊付けもされていない状態だったため、ガッシュが清麿に泣きながら改造を懇願した。作中で3代目まで作られた。ボディーカラーは水色、緑、オレンジ。このほか、キャンプ用バルカンと医者のバルカンなどもある（前者はガッシュ、後者は清麿が改造）。ガッシュの足止めのために高い場所に放置されたり、火炙りにされたりなど散々な目に遭わされることも多い。
魔界に持ち帰られたようで、ガッシュの机やベッドにはバルカンの姿が確認できる（しかし、のちに寝惚けたガッシュに踏み潰された）。
バルンルン
ティオ専用バルカン。ボディーカラーはピンク色で、メーターを示す部分はハートの形になっている。これも清麿の手作り。
バルカン（4代目）
映画『メカバルカンの来襲』に登場するロボット。製作者はDr.M2。#『メカバルカンの来襲』を参照。
トイバルカン
未来の清麿が作ったバルカン。リモコンで操作できる。
ロボガッシュ
単行本のカバー折り返し部分のオマケ漫画「ガッシュとスズメ」に登場するミニロボット。
「高嶺君とガッシュ君がいないと寂しい」ということで、スズメが清麿に頼んで作ってもらった。
バルカンの系譜を汲んで割り箸の腕に筒状の体で製作されているが、自分の意思を持ち喋るなどバルカンよりも遥かに高性能である。しかし、スズメとの日々は苦難の連続で、ファウードが日本に攻め込んだ際には避難時にスズメに忘れ去られ、危うく破壊寸前まで追い込まれる。のちに、ゼオンによって記憶に関する力を取り戻したガッシュにスズメとの記憶を分け与えるが、ガッシュいわく「いい思い出がまったくない」とのこと。
キッド・ロップスのバルカン
アニメオリジナル回で登場。
キッドやロップスと別れたナゾナゾ博士とアポロを元気付けるためにガッシュとティオが作ったバルカン。完成した後、2人に送った。顔はキッドやロップスになっている。
ガッシュが作ったバルカン
踏み潰してしまった3代目バルカンの代わりとして、番外編でガッシュ自身が作ったバルカン。
魔界には菓子の箱が存在しないため、木の実になっている。ガッシュとしてはかなり造形に不満があるようで、最終的に「お主はバルカンではない」と嘆いていた。
バルカン3000
GBAで展開されていた『友情のザケル』シリーズにて登場する、バルカン300そっくりなロボット。
ビーム、ロケットパンチ、誘導ミサイル、巨大衛星レーザーなど、相当数の武装を持つ。その性能は完全な戦闘ロボットであり、もはや菓子の箱で作ったというレベルではないハイスペックロボットになっている。魔物の子供相手にも対等か、それ以上に渡り合う性能を有していた。ナオミちゃん同様、こちらも作者とコンビを組んで戦っていた。
ティーナ
しおりがコルルの為に一週間もかけて作った女の子の人形。コルルが魔界に帰った後、しおりが大切に所持している。

## 魔界
ダウワン・ベル
現在の魔界の王で、ガッシュとゼオンの父。
見上げるほどの巨体で、息子たちと同じく目の下に線があり彼は三本である。
千年前の王を決める戦いの優勝者であり、その過程で最強の術「バオウ・ザケルガ」を生み出した。
まだ幼いゼオンに対し詠唱無しで強力な雷を落としていたことから、彼単独でもまだ多少なり魔法が使えた模様。
作者のブログによればゴーレンを倒したのは彼とその仲間の魔物3体であるとのことから、息子と同じくパーティを組んで戦っていたということになる。かなりの高齢で「バオウ・ザケルガ」を抑えられなくなり、ゼオンは修羅の心を持つゆえに「バオウ」を受け継げず、止むを得ず「バオウ」をガッシュに託し、彼を手放すことで涙ながらに「バオウ」を隠した。最終回の戴冠式では立派になった我が子の姿に涙していた。
魔界の王妃
ガッシュとゼオンの母で、魔界の王の妻。巨大な体を持つ夫とは違い、大きさは人間大。映画版との関連は不明。
ラジン
魔界の中将で、ゼオンの教育係。魔界の王ほどではないがかなりの巨体を持つ。まだ幼いゼオンのことを何かと気にかけていた。
ユノ
貧乏な家に住む老婆。ガッシュの養母に当たる。
幼く物心が付いたばかりだったころのガッシュを容赦なく殴りつけて叱ったり、使用人のようにこき使うなど、彼が隠匿した王族の者と知りながらも児童虐待同然の仕打ちをしていた。さらに口止めのためとはいえ本当の両親の存在を問うガッシュに対して「お前に両親はいない」と非情なことも言っていた。ガッシュが寝静まった時に魔界の王から召使いを通じて養育費と口止め料を受け取っていた。
ガッシュが王となった際にかつてのガッシュへの仕打ちが全て発覚したようだが、ガッシュ自身は彼女に極刑を与えずに城の召使いとして雇っている。また、ゼオンは弟の記憶の片鱗を見たため、彼女に「牢獄暮らしでもおかしくない」と激しい怒りを見せ、徹底的にこき使うようにしていた。
ウマゴンパパ
ウマゴン（シュナイダー）の父。
ウマゴンが2歳のころ、猛毒の「マダラグメ蛇」に噛まれるが、ガッシュとウマゴンの協力により一命を取り留める。パレードで背中に乗せていた魔物（頭にデモルトの角のようなものがある）とは深い信頼関係にある。
ウマゴンママ
ウマゴン（シュナイダー）の母。
当初は人型の魔物と仲良くしないウマゴンを心配していたが、ガッシュたちが夫を助けた時に友達の絆のことを教えた。『どうぶつの国』にも登場している。
マダラグメ蛇
四つの目とマダラ模様が特徴の毒蛇。毒は強力であり、数時間内に解毒剤を撃たないと死んでしまう。
ハンソデ
キャンチョメの兄。キャンチョメと同じ髪型と嘴だが、がっしりとした体格をしている。最終話に登場している。
続編にあたる「2」では魔界が正体不明の存在からの襲撃を受けた際、両親と共に「ポルク」が閉じ込められた瓶をキャンチョメに託し、キャンチョメと末弟のコンソメを敵の魔の手から逃したが、その後の生死は不明。
ムーム
「金色のガッシュ!! 外伝」に登場。ゴミ捨て場に住んでいる魔物。
小柄で頭に魚の空き缶を乗せている。
姉と暮らしており、王様（ガッシュ）に向かって食べ物をくれるよう祈っていたが、願いが叶わず姉を喪ってしまう。それ以来ガッシュを恨んでおり、ジーザの頼みで彼の「王杖」を奪う。しかし、友達になったはずのジーザに裏切られ殺されそうになるがガッシュに助けられた。その後、ガッシュと和解し、彼の通う学校に来るようになった。
ジーザ
「金色のガッシュ!! 外伝」に登場。残忍な性格をした魔物。
頭部と腰付近が毛皮で覆われた巨体で頭に2本の角、肩に突起物を生やしている。
自分が新たな王になる可能性を生み出すために、ムームを利用してガッシュから「王杖」を奪い彼を抹殺しようとした。ムームの家を壊し、最大呪文でガッシュとムームを葬ろうとするが、清麿の心の力を使った「バオウ・ザケルガ」により敗北する。
- 呪文

1. ビドュロン
腕から複数の巨大な触手を出して攻撃する。
2. ビドュオセン
肩から尖った岩のようなものを複数発射する。
3. ネグロノ・ゾオウ・ビドュン
ジーザの最大呪文。両手から鋭い牙を持つ触手の怪物を出現させて攻撃する。

## その他の人間
強盗
銀行でスズメや他の客、銀行員たちを人質に取っていた強盗。
ガッシュの「ザケル」でやられて逮捕される。アニメ版ではレイコムたちに変わっているため、未登場。
秋山 勇太（あきやま ゆうた）
声 - 雪野五月
清麿と同じ病室に入院していた少年。足の骨折で半年以上も前から入院し続けていた。
それゆえにひねくれた性格となっていたが、清麿とガッシュにより改心した。
ナース
声 - 笠原留美
モチノキ町立総合病院に勤める看護師。金髪ロングヘアのスタイル抜群な巨乳美女。
ガッシュの本を奪った勇太を追いかけようとする清麿を色仕掛けで止める上で勇太を励ましてほしいと頼んだ。
木山 つくし（きのやま つくし）
声 - 浅川悠
モチノキ植物園の管理人である女性。明るく勝気な性格。
不登校期によく植物園へ出向いていた清麿を陰ながら見守り続けていた。後にガッシュとも友人となる。
大学生の男
声 - 不明
モチノキ植物園の客の1人。
スギナの「ジュロン」に襲われるも、ガッシュと清麿に助けられる。正義感が強い性格らしく、救出された後は「大学生が中学生に助けられて黙ってられない。」と逃げずに協力した。清麿との面識は不明だが、台詞を見た限り面識がある可能性が高い。
アニメ版にも登場していたものの、清麿を助け出すシーンはカットされている。
しおりの両親
声 - 上別府仁資（父）、中山りえ子（母）
しおりの回想のみの登場。夫婦ともに仕事で忙しく、娘のしおりとは伝言板で対応することが多い。
アニメ24話では声のみだが、母親がしおりと共に買い物をするシーンがある。
進一の母
声 - 高木早苗
故人。進一の小学校時代は病床にあり、気弱な進一に厳しくも優しく接していた。
馬場アンアン（ばば アンアン）
声 - 鈴木れい子
巨人症のような人間離れした巨体を持つ老婆。迫力ある風貌に対し、性格は至って温厚。
作中では息子・正（ただし）の婚約者に会うため、モチノキ町にやってきていた。
ヒロミ
声 - 永野愛
正の婚約者。派手な外見だが、根は良い人らしく無事アンアンに認められる。
プロフェッサー・ダルタニアン
声 - 玄田哲章
清太郎と同じ大学の教授。極度のヘビースモーカー。
基本的に魚や森の妖精などの衣装を着ているが（アニメ版ではガッシュたち魔物や恵のコンサート服、ロボットの衣装も着用している）、本人は「コスプレが趣味ではない」と否定している。清麿のアホな夢にも登場している。
アニメオリジナルではナオミちゃんにいじめられるガッシュとウマゴンを助けたり、ガッシュたちと一緒に遊ぶなど、子供の面倒見が良い。また、大量の葉巻や自分専用の豪華客船を持つほどの金持ち。
誕生日：12月2日。年齢：55歳。血液型：AB型。身長：180cm。趣味：コスプレ。好きな食べ物：マカジキ、ビスケット。好きなタイプ：ニコール・キッドマン。
セッコロ
声 - 三田ゆう子
両親をステングに監禁されていたボサボサの髪のイギリス人の少年。
途方に暮れていたが、ガッシュたちの活躍で再会することが出来た。やたらと足が速く、この俊足は清麿の助けにもなった。ガッシュたちと出会った当初はボサボサの髪だったが、彼らの帰国時には髪を短くしており、人間時のエシュロスのような容姿となっていた（アニメでは髪はボサボサのまま）。
セッコロの両親
正義感が強い夫婦。
悪事を働くステングに抗議しようと息子の制止を振り払って古城に向かったが、捕まってしまう。
監禁されてもステングに訴え続け、地下深くの牢屋に幽閉されたが、ガッシュたちの活躍で救出された。父親は長く幽閉されていたためか、長髪で髭を生やしており、救助後は髪を切って髭を剃っていた。
コック
声 - 松山鷹志
ステングに監禁され、古城で食事係をさせられていた人物。
バルトロ（石像）に付いている花の位置を清麿たちに教えたり、ステングに石をぶつけて呪文の詠唱を邪魔したりと清麿たちに協力した。
ジェムの家族
声 - 熊谷ニーナ（母）
ジェムの母親と祖父。ヨポポを家族の一員として受け入れている。
キクロプの襲撃を受けて負傷するが、のちに回復（清麿たちが日本に帰国する際、母親がジェムと見送りに来ていた）。最終話ではジェムと一緒にヨポポの手紙を見て涙していた。
シェリーの母
声 - 荘真由美
ベルモンド家の当主。
当時まだ幼い娘のシェリーに超絶なスパルタ教育を強いてきた末、「なんであなたみたいな未熟な子が生まれてきたの?」と責め、彼女を自殺未遂にまで追いやった。
作者によると、シェリーの才能が開花した現在は良好な親子関係を保っており、むしろ家庭内ではシェリーの方が強いとのこと。
爺
声 - 北村弘一
シェリーの執事。シェリーが幼少のころからベルモンド家に仕えており、彼女の良き理解者。
母親から過酷なスパルタ教育を強いられていたシェリーの苦しみや自殺を図ろうとした彼女の命やその後の人生を救ってくれたココの人柄の良さを理解し、ココに対して強い敬意を抱いている。
ブラゴが魔物であることや王を決める戦いのことを知っており、ブラゴの王としての素質を最初に見抜いた。最終話ではシェリーと一緒にブラゴからの手紙を読んでいた。
実は元軍人という経歴の持ち主で、ボディーガードも兼ねている。
「2」においても変わらずシェリーに仕えている。シェリーの命を狙う侵略者が子どもたちを人質に取った際、正確なライフル狙撃を放ってジャンを救出した。
ボス
声 - 上別府仁資
ゴルドーの持つシェミラ像を奪おうとした強盗団のボス。シェミラ像を奪うが、ガッシュやダニーたちの活躍で阻止される。
アニメ版では警察に逮捕されそうになった際、隙を見てトレーラーに乗って逃走するが、ゴルドーの車に衝突し失敗に終わる（これが原因でゴルドーはダニーと別れることになる）。
マリル・カルノア
声 - 豊口めぐみ
即位したばかりのカルノア王国の女王。恵と似た容姿をしている。普段はおとなしいが、敵に対しては鋭い眼差しを見せる。
何度も執事のカラオムの前から逃げ出しており、これまで699回逃げたことがあるらしい。日本を訪問中に偶然出会った恵と服を取り替え、一時の買い物時間を楽しもうとした。反対派から命を狙われつつも孤軍奮闘していたが、ティオとの短い交流を経て味方の大切さをかみしめる。
カラオム
声 - 塚田正昭
マリルの執事。彼女の財布は彼が持っている。早とちりしたり話を聞かないところがある。
恵を取り押さえたり、ティオの話を聞かなかったため、ティオに2回も首を絞められた。
暗殺者
声 - 水内清光
マリルの命を狙う黒服の男。
マリルのドレスを着た恵を捕まえてマリルの居場所を吐かせるが、マリルの鋭い眼差しに恐れ、ティオの「サイス」で倒される。
リィ・バクロン
声 - 筈見純
香港マフィアの首領で、リィエンの父。一見恐ろしそうに見えるが、気前の良い面がある。
今までリィエンの恋人となった男たちはその素性を知った途端に恐れをなし、彼女の前から姿を消していた。魔物であるウォンレイとの仲を断じて認めず、彼を孤島の檻に閉じ込めた上でリィエンも一時日本（彼の母親の国）へと引き離し、その間に国外追放させるつもりでいた。
清麿たちの助力によって強い決意を固めたウォンレイの心を悟り、二人を認め自由にさせた。
アニメ版では王を決める戦いのことを知っている様子であり、「娘を勝手な戦いに巻き込んだ上、傷を付けたこと」がウォンレイたちの仲を認めない理由の一つとなっている。アニメオリジナルでは、リィエンにマフィアの首領を継がせようとしていた。
矢吹（やぶき）
声 - 森訓久
モチノキデパートで開催されているヒーローショーでカマキリジョーの着ぐるみの中に入っていた人物。
テレビのカマキリジョーと違い臆病な性格だったが、悪人である用心棒に立ち向かう強い精神を見せた。
店長
声 - 長島雄一
モチノキデパートの店長で、ニコニコスマイルの悪徳商人。
洋ナシちゃんのぬいぐるみや万能ナイフの偽物を売りさばいていたが、用心棒を倒された後に本物と取り替えた。
用心棒
声 - 一条和矢
モチノキデパート店長のボディーガード。いかつい容姿だが、れっきとした人間。
矢吹を圧倒するがワイフにカボチャ（アニメでは気絶した矢吹）を投げ飛ばされ、倒される。
ルシカ
声 - 川田妙子
キャンチョメが迷子になっている間に友達になった少女。キャンチョメのことを「兄ちゃん」と呼び慕う。
両親とはすでに死別しており、羊達が唯一の財産であり友達であった。キャンチョメがバーゴにやられそうになった時、一人でフリトに立ち向かった。
リリ
声 - 峰あつ子
両親が亡くなった後、ルシカの面倒を見ていた老婆。アニメでは実の祖母になっている。
サーカスの団長
声 - 大川透
スペインの地で迷子になってしまったキャンチョメを一時引き取り、ショーに出演させた。
商売には厳しいが、キャンチョメがミスをしても客が喜んでいればそれでいいという考えなのか、そうなっても彼を褒めるなど根は温厚な人物。
ドロンマ / 泥馬小太郎（どろうま こたろう）
声 - 安原義人
キザな馬面男。名の知れた怪盗（積丹曰く「伝説のくそったれ怪盗」）で、ウマゴン（アニメではガッシュも一緒）を騙して大量の宝石類を盗み出し、ビッグダイヤ・スーパー1を手に入れるが、警察に捕まる（後に脱走したのか、原作29巻で一コマのみ登場していた）。ウマゴンは彼をパートナーだと思っていたが別に何でもなかった。
積丹（シャコタン）
声 - 石井康嗣
ドロンマを追っている警部。
ドロンマを包囲した際にスーパー1を自分たちに渡しに来たウマゴンを褒めていた。
ジェフ
声 - 菊池こころ
雪山に住んでいる少年。地上げ屋から助けられた後、ブラゴから強さの必要性を教えられる。
アニメ版では両親を熊に殺されたという設定になっており、その後に登場する地上げ屋に立ち向かうという描写も追加されている。
ジェフの祖父
声 - 松岡文雄
職業はハンター。孫と共に住んでいる山小屋をタチの悪い地上げ屋に狙われていた。
執拗に狙われた挙句、襲われたところをブラゴに窮地を救われた。
地上げ屋
声 - 水内清光、小野大輔、藤本たかひろ
地上げ屋の3人組。ジェフ達の山小屋を狙う。アニメでは立ち向かったジェフに対しても暴力を振るうなどの残忍な性格も見られた。ブラゴに撃退されると雪山に仕込んだスイッチ式ダイナマイトを爆破させ雪崩を起こしブラゴ達を殺そうとしたが、駆け付けたシェリーにより「ディオガ・グラビドン」によって雪崩を止められ、恐怖のあまり逃走した。アニメでは恐怖で3人ともおもらしをした。
リィエンの祖父母
声 - 松岡文雄（祖父）、大橋世津（祖母）
中国に住むリィエンの祖父母で実はリィ・バクロンの実親らしい。夫婦ともに心優しい性格の持ち主で、畑仕事をしている。
ウォンレイを「婿殿」と呼んでおり、彼に「リィエンを幸せにしてくれ」と告げている。
ジル
声 - 百々麻子
カイルの家に仕える中年女性。
あくどい性格で、主人であるはずのカイルにも横柄な態度を取る。彼の親の遺産を横領して私腹を肥やしていたが本来は気弱な性格らしく、勇気を身に付けたカイルの一言に圧倒されて改心し、以後は真面目に働くようになる。
ちなみにアニメの最後の取替えっこでは、取替え相手のガッシュの髪と取替えっこし、結構気に入っていた。（改心した姿なのか、それとも改心前なのかは不明。）
セバスチャン
声 - 園部啓一
カイルの親の代からの執事。
ジルに「仕事を奪う」と脅迫され、彼女の悪事を見過ごしていたが、カイルの勇気に触発され、彼を手助けしてゆく決心を固める。最終話ではカイルと共にレインからの手紙を読んでいる描写がある。
事務所の社長
声 - 不明
恵が所属する芸能事務所「マリンスター」の女社長。着物を着ている。厳しそうな顔をしているが、心は優しく、恵を温かく見守っている。
アニメでは恵が清麿と仲が良いことを知っている様子があり、「休みを取る理由は恋人（清麿）のため?」と、からかう面があった。
研究者（原作）
怪しげな風貌をした老人であり、冷酷な性格をしたマッドサイエンティスト。デュフォーの運命や心を狂わせた張本人。
デュフォーを数年間、研究所の狭い部屋に閉じ込め、彼の能力を戦争や人殺しの道具に利用していた。最終的にはデュフォー諸共、北極の研究所を捨て、爆破した。回想のみの登場であり、その後はどうなったのかは不明。
ミス・グレース
研究者の助手を務める女性。
デュフォーに同情しており、話し相手になっていた（その同情は本心であるかどうかは不明）。デュフォーの能力を調査する途中、行方不明となる。
フォルゴレの両親
フォルゴレが不良のころ、恐れるあまりに猟銃を突き付けて彼を家から追い出し、勘当した。
フォルゴレ本人によれば、改心してスターになった現在でも彼のことを恐れており、避けている。
ウィリー
ダウワン・ベルの千年前のパートナー。顔の数カ所に傷がある青年。千年前のため現在は死亡しているが、ガッシュカフェでは本の持ち主として生きていた頃の年齢と姿で登場している。
千年前とは異なり、髭を生やしているダウワンを見て、「王様っぽくなってる」と茶化すなど、久々の再会を喜んでいた。

## 作中劇
カマキリジョー
声 - 小嶋一成
ガッシュの大好きなテレビ番組に登場するヒーローで頭部が人間、顔から下はカマキリの体をしている。
洋ナシちゃん
声 - 松来未祐
スズメがファンであるアニメに出てくる洋梨の姿をした正義の味方で魔法使い。
スズメ曰く「アイドルに変身して歌ったり、怪力女に変身して戦うこともできる」とのこと。
チュリプュア
声 - 不明
ティオの大好きなテレビアニメ番組「ひとりでチュリプュア」に登場。チューリップの姿をしている。

## 邂逅編の魔物と本の持ち主

### レイコムペア
レイコム
声 - くまいもとこ
氷属性の術を使う魔物の子で、ガッシュと清麿が原作で初めて戦った相手。人間換算年齢8歳。
そのまま自分が強くなれるという理由で、細川が悪に染まることを喜んでいた。そのため自分が道具として利用されていたり、細川に蹴られても全く動じない。氷の術の使い手だからなのか、凍った魚を丸ごとバリボリと食べるのが好き。
ガッシュの「ラシルド」で反射した自分の術（電撃が付加されたもの）が本に当たって燃え、泣きながら本の火を消そうとしながら魔界に帰っていった。清麿が始めて本と魔物の関係を知ったのもレイコムである。なお、ガッシュがクリアに激怒しているシーンで初めて戦った敵であるためか彼の姿があった。同様の理由で、ほとんど全てのゲームに登場する。
アニメ版では戦いの有様をブラゴペアに監視されていた他、同じように本の火を消しながら魔界へ送還されたが泣いていなかったという差違がある。
好きな食べ物：魚、冷凍食品、ミントガム。趣味：悪いこと、ドライブ（助手席）。
- 呪文

1. ギコル
口から氷を発射する。地中からの奇襲も可能。
2. フリズド
冷気を放ち、相手の足元を凍らせる。
3. ギシルド
ゲームオリジナル呪文。氷の盾を出して攻撃を防ぐ。
4. ラギコル・ファング
5. ギコル・ガルゴ
ゲームオリジナル呪文。氷の棘柱が地中から襲う。
6. ガンズ・ギコル
ゲームオリジナル呪文。氷の弾を乱射する。
7. ラージア・フリズド
4,7はフリガロの術を参照。前者はゲーム版で、後者はアプリゲーム版で使用。
8. ラージア・ギコル
アプリゲームオリジナル呪文。範囲に氷の弾丸を放つ。
細川（ほそかわ）
声 - 山口健、山口キヨヒロ（ゲーム『永遠の絆の仲間たち』）
レイコムの本（青）の持ち主。
元は運送会社の従業員だったが、社長にタメ口を聞いたことでクビにされた。レイコムとは仕事の時に出会った。
レイコムを拾った時に本の力を見たところでそれを利用して、まず手始めにその上司を病院送りにし、以降宝石強盗などの悪事（本人曰く「貧乏への復讐」）を次々と働いていた。当時の清麿と同様魔物の戦いのことについて全く知らず自分のさらなる欲望を叶えるためにガッシュを利用するべく彼らと対峙する。レイコムに対しても道具としか思っておらず、彼を盾にしたり、蹴り飛ばすなど、冷酷な扱いをしていた。ガッシュ達に敗北した後レイコムの消滅に絶望する。
なお、休憩を挟まずに「ギコル」を10回、「フリズド」を2回唱えるという脅威の心の力を見せている。
アニメ版では上記の悪事に加え、術の力で一般人から車を強奪し、その後に銀行強盗を行ったがガッシュと清麿に阻止されている。

### ゴフレペア
ゴフレ
声 - 小野大輔、埴岡由紀子（子犬の時）
小犬のような姿の魔物。強化属性の術を使う。人間換算年齢7歳。
可愛い犬のフリをしてガッシュに近づき彼の本を狙っていたが、偶然清麿の家を訪問していたブラゴにあっさり倒された。
完全版に収録されたオマケ漫画「ガッシュカフェ」第1巻のゲストとして登場。流暢に会話したり、縄跳びが途中で目に当たるという下手さだったり、意外にもフリーダムな部分を持つという一面などを見せており、清麿から「お前ゴフレじゃねーだろ！」とツッコまれている。後にあまりにはっちゃけすぎた為、カフェの外に繋がれてしまった。
好きな食べ物：魚、ドッグフード、鳥、赤飯。趣味：フリスビー遊び、可愛い子犬のマネ、縄跳び。
- 呪文

1. ドルク
鉱物状の鎧で全身を覆い強化する。
2. ドルセン
「ドルク」によって複数になった尾から岩状の小石を放つ。威力はさほど高くない。
連次（れんじ）
声 - 御園行洋
ゴフレの本（薄茶）の持ち主。
面白半分でゴフレの話に乗る。ブラゴの強さを目の当たりにし、恐れて本を置いて逃げるように立ち去って行った。
完全版に収録されたオマケ漫画「ガッシュカフェ」第1巻のゲストとして登場し、ゴフレのために縄跳びを回していた。

### スギナペア
スギナ
声 - 御崎朱美
手に持つ種のような物を使い植物を操る術を使う魔物の子。劇中では一人称を言うことも無く中性的な外見で性別は不明である。人間換算年齢7歳。無口で慎重だが本性は暴力的な性格で人を傷つけた際はニヤケ顔をしている。
木に手を当てることでその周囲にいる魔物の気配を感じ取ることが出来る。
モチノキ植物園に訪れていたガッシュたちと戦い、最終的に「ラシルド」で跳ね返った電撃が付加された自分の術の種で魔本に火がつき、魔界に送還される。
人間界で現れたのはスペイン。ガッシュカフェによると自他認めるオタク気質で、食玩のオモチャを買い集めている。
好きな食べ物：魚、シイタケ、ミカン。趣味：ファミコン、ゲイラカイト。
- 呪文

1. ジュロン
木の根を自由に操り敵を直接攻撃したり、拘束する。
2. ラージア・ジュガロ
スギナの最大攻撃呪文。巨大な花を呼び出し、そこから複数の大きな種子を発射する。
3. ジュガロ
ゲームオリジナル呪文。花の種を飛ばす。
4. バルジュロン
ポッケリオの術を参照。ゲーム版で使用。
5. ディオジュガロ
ゲームオリジナル呪文。花粉を吹き飛ばして相手を攻撃する。
6. ガンズ・ジュガロ
ゲームオリジナル呪文。花の種や葉っぱを複数飛ばす。
春彦（はるひこ）
声 - 森久保祥太郎
スギナの本（緑）の持ち主。ニット帽を被ったタレ目の青年。
性格はあまり良くないと思われる。数を数える時はスペイン語を使う癖がある。
作中で術を出すためのエネルギー源である心の力について言及した最初の人物。（これにより、ガッシュと清麿はエネルギー源である心の力のことを理解し、威力や回数などを考える切っ掛けとなった。）
勝手にモチノキ植物園を修行の場とし、成果を試すべく平気で植物園の客に襲いかかった。また、過去にガッシュ同様口から術を出すタイプの魔物の子と戦ったことがあるらしく、弱点を理解していた。
スギナを失うとパニックを起こし逃走したが、クリア編ではモチノキ植物園を訪れていたり、最終回でスギナからの手紙を読んでいたことから、パートナーであったスギナを大切に思っていた模様。
作者によると春彦は戦い以降は植物を愛する良い人間になったとの事。そのため、つくしとは和解していると思われる。

### フェインペア
フェイン
声 - 若本規夫
風属性の術を使う、ピエロのような風貌（ガッシュ曰く「おかしな格好」）をした小柄な魔物。人間換算年齢11歳。
普段はオネエ言葉で話すが、荒っぽく話す一面もある。自身の術に巻き込まれ倒れている一般人を清兵衛と共に蹴り飛ばす等暴力的な性格。
自分が魔界の王になった暁には誰にも文句を言わせず、なおかつあらゆることを自分の思い通りにするという野望を持っていた。
廃ビルでガッシュたちと戦い、自身の「ウルク」のスピードで翻弄するが、「ジケルド」で体を巨大な鉄製の看板（アニメ版では貯水槽）に貼り付けられ倒される。
好きな食べ物：魚、どら焼き、ブドウ。趣味：弱いものいじめ、クネクネダンス。
- 呪文

1. ウイガル
口から小さな竜巻を放つ。
2. ウルク
超高速移動をする。
3. ウイシル
ゲームオリジナル呪文。空気の壁で攻撃を防ぐ。
4. ギガノ・ウイガルガ
ゲームオリジナル呪文。竜巻を発生させて相手を攻撃する。
5. オル・ウイガル
ゲームオリジナル呪文。誘導する空気の衝撃波を発射する。
6. ガルウルク
ゲームオリジナル呪文。超高速の回転体当たりを繰り出す。
清兵衛（せいべえ）
声 - 川田紳司
フェインの本（薄紫）の持ち主。モヒカンが特徴の不良で「スカっとする」という理由で本の力で周囲をねじ伏せる粗暴な性格。
フェインと共に四国からタクシーに乗ってモチノキ町にやってきた。
フェインの術で車ごと運転手を吹き飛ばし代金を踏み倒したり、ガッシュと清麿を見つけた時に街中で術を使い、周りごと吹っ飛ばしている。

### フリガロペア
フリガロ
声 - 上別府仁資
イエティに似た姿をした魔物。人間換算年齢13歳。レイコム同様、氷属性の術を使う。
ドイツにてブラゴと対戦。ブラゴの左腕を切断（アニメでは切断されず軽傷）する善戦ぶりを見せたが、結局送還された。
なお、原作ではエシュロスの登場直前で登場したがアニメ版では石版編開始直後に登場し、ブラゴと戦う時期が異なる。それゆえかブラゴの彼に対する評価も異なり、原作ではブラゴには強さ面で一定の評価をされていたが、アニメ版では弱者扱いされている。
好きな食べ物：魚、ハンバーグ、アイスクリーム。趣味：ウー（雪男）のマネ。
- 呪文

1. ラージア・フリズド
凍てつく冷気で周囲一帯を凍らせる。範囲は真夏の小さな町一つを白銀の世界に変えてしまうほど。
2. スケイプ・ギシルド
氷でドーム状の盾を形成する。
3. ラギコル・ファング
口から氷の狼のような獣を放ち相手に襲い掛かる。地中からの奇襲も可能。ブラゴの左腕を切断した。
4. ガンズ・ギコル
アニメオリジナル呪文。口から氷の槍を乱射する。ブラゴに素手で防がれた。
ゲルハルト
声 - 加藤将之
フリガロの本（薄水色）の持ち主。国籍はドイツ。
原作では死角を取られるまでは冷静な表情をしながら戦っているが、アニメ版ではブラゴの強さに終始動揺しており、フリガロ送還後ブラゴたちに恐怖し逃走した。

### エシュロスペア
エシュロス
声 - 甲斐田ゆき
大地を操る術を使う魔物。人間換算年齢11歳。普段は人間と見分けがつかないが、戦闘時は顔の半分が変色する。
魔界ではエリートだったらしく、そのためか王を決める戦いの早い段階から8つの呪文を身につけていた。
弱い進一の心につけこんで利用するべく、彼と共にその出身地であるモチノキ町へと北海道からやって来た。ガッシュの説得に戸惑う進一に暴言を吐いたことで清麿に殴られ、臆病さを克服し始めた進一に叱咤された。ガッシュを追い詰めるも進一の裏切りに遭い、絶望のあまり座り込んだ。清麿たちに本を渡されて燃やされ、魔界に帰っていった。
好きな食べ物：魚、フライドチキン。趣味：人をバカにすること、チェス。
- 呪文

1. グランダム
左右から土壁を出し、挟み撃ちにすることで押し潰す。
2. クレイシル
ドーム状の土壁で防御する。
3. グランバオ
自分の周りの地面を爆発させて攻撃する。
4. グランガルゴ
土の槍を地面から出す。
5. クレイド
粘土状になった土で相手を捕まえる。
6. グランセン
拳を地面に叩きつけて土の大砲を出し、弾丸として岩石を飛ばす。
7. グランクラッグ
地面を一気に隆起崩壊させて攻撃する。アニメ版では未使用。
8. グランバイソン
土から巨大な蛇を生み出して攻撃する。脆いが威力自体は強い。
秋山 進一（あきやま しんいち）
声 - 飛田展男
エシュロスの本（黄土色）の持ち主。
魔物と間違えられるほどに強面かつ巨人症ばりの大柄な外見だが、実は母親思いで、臆病な性格ではあるが大変優しい心の持ち主。劇中では身長は3mほど（エシュロスの2倍以上）で描かれている（「激闘!最強の魔物達」では普通の人間と同じ体格になっている）。
小学生のころからイジメに遭い続けてきた過去を持ち、それをエシュロスに利用されかつて通っていた小学校を破壊しようとしたが、ガッシュたちとの戦いを通じて臆病さを克服しエシュロスと決別した。その後は心身ともに強くなり、友達も出来た。
ナオミちゃんにモンスターと間違えられた。

### ロブノスペア
ロブノス
声 - 吉田小南美
光属性の術を使う、巨体で三つ目のアンドロイドのような姿をした魔物。人間換算年齢6歳。一人称は「我」（「激闘!最強の魔物達」では「僕」も使用）。
歌うことと弱い者いじめが好き。彫刻が得意で、それを利用して本物そっくりのスズメの彫刻を使い人質にしたと言い（実際は嘘で人質には取っておらず、スズメ本人は風邪で寝込んでいた）、ガッシュたちをおびき寄せた。昔からガッシュのことは知っていたらしく、現に彼を名前で呼んでいた。
なお、性格は良いとはいえないが、人質も実際には取らず、周りの人間にも害も及ぼす描写はないため邂逅編にて登場した他の敵対魔物たちと比べるとそこまであくどい魔物ではないと言える。
ガッシュと出会う前に一度ロップスと戦っていた（アニメ版では恵と出会う前のティオも狙っていた）が、相手にしてもらえず打倒ガッシュを決意し、彼を倒すためだけに遥々日本へ来た。後述の「レリ・ブルク」によって元の姿に戻ると「ザケル」を片手で消すという実力を発揮したが、激闘の末に頭部のエネルギーを「ザケル」の威力の倍増に利用され倒された。消え行く中ガッシュに似た魔物（ゼオン）を見たと言い残し、魔界に帰っていった。
アニメではマルスと登場順が逆になっている。
好きな食べ物：魚、メンマ、ピロシキ。趣味：弱い者いじめ、彫刻、歌。
- 呪文

1. ビライツ
目から光線を撃つ術。意外と使い勝手が良い。
分身時は威力は弱いが、分身を利用した死角からの攻撃や壁などに当てて反射できる。元の姿では頭部に集めたエネルギーを利用し強力な威力の破壊光線を放つ。
2. レリ・ブルク
2体に分裂したり、元の姿に戻ったり出来る術。相手の術により拘束されても発動可能である模様。
3. ビライ
ゲームオリジナル呪文。光のエネルギー弾を発射する。
4. ビレオルード
5. ギガノ・ビレイド
バーゴの術を参照。ゲーム版で使用。
6. ガンズ・ビライツ
7. ダイバラ・ビランガ
4,6,7はエルジョの術を参照。ゲーム版で使用。
リュック
声 - 金尾哲夫
ロブノスの本（ターコイズブルー）の持ち主。二本の巻き髭が特徴の男。国籍はモンゴル。
性格は弱い者いじめを楽しむ等、意地悪だが実際は臆病な性格。所謂、弱い奴に強気になるタイプといえる。敗北後は清麿に責められ大泣きしながら謝った。

### マルスペア
マルス
声 - 竹内順子
鋼属性の術を使う、カールさせた金髪（ガッシュ曰くはぐるぐるした髪の毛）を持つ魔物。人間換算年齢10歳。
普段は穏やかな口調だが、感情が高ぶると一人称が「僕」から「俺」「俺様」に変わり乱暴な口調になる。鬼のような悪人面だが、魔界時代は普通の少年のような顔立ちで描かれていた。
10歳という年齢に似合わない筋肉質な体つきをしている。タフさにも優れており、ガッシュの「ザケル」を4発受けても倒れなかった程。
本来はティオの友人だったが王を決める戦いの中で性格が歪んでしまい、彼女を裏切り、執拗に追い続けていた。ついにはティオが「私を倒していいからコンサートには手を出さないで」という懇願を聞き「ティオを倒してからコンサートを台無しにする」と返し嘲笑いティオに攻撃を加えるなど冷酷な性格でそのことでガッシュからも激怒された。
決着をつけるべく、恵のコンサートでティオが一人になったところを襲ったが、偶然会場へ訪れていたガッシュと清麿に倒された。
なお、魔界で蘇った後はティオと仲直りしたらしいが、強くなった彼女に怯えている（作者のブログより）。
好きな食べ物：魚、コロッケ、チューリップ。趣味：リバーシ、数学。
- 呪文

1. ガロン
手から何重にも連なるヌンチャク状の棘付き角型棍棒を放つ。
2. ガンズ・ガロン
両手から鉄球を多数発射する。
3. エイジャス・ガロン
手から放った鎖付きの鉄球を操る。地中からの奇襲も可能。
4. ギガノ・ガランズ
マルスの最大呪文。棘付きの巨大なドリルを放つ。
5. ガシルド
ゲームオリジナル呪文。鉄の壁で相手の攻撃を防ぐ。
6. ダライ・ガロン
ゲームオリジナル呪文。相手の頭上に巨大な鉄球を落とす。
レンブラント
声 - 中田雅之、白熊寛嗣（ゲーム『永遠の絆の仲間たち』）
マルスの本（濃い灰色）の持ち主。国籍はオランダ。残忍な性格。
マルスの悪行に協力しており、相手が女子供であろうと容赦なく攻撃する。初登場時の「本の持ち主が芸能人なら探すのは楽だ」以外は呪文以外全て台詞が無い。マルスの本が燃やされた後、ガッシュたちに恐れて逃走した。
ゲーム版『金色のガッシュベル!! 激闘!最強の魔物達』では「行けマルス!」など言葉を喋っているほか、アニメでの回想シーンでは普通に喋っており、丁寧な口調である。

### バルトロペア
バルトロ
声 - 梁田清之、藤原貴弘（ゲーム『永遠の絆の仲間たち』）
ある花を介しそれを貼り付けた物体を操る術（操り属性）を使う、一見可愛らしい子獣の姿をした魔物。人間換算年齢：5歳。首にはよだれかけを着けている。
獣系だが人間の言葉を話せる模様。小さな体の割に凶暴な性格で力も強く、清麿（アニメではフォルゴレ）を瞬時KOした。
古城ホーバーグ・キャッスルでの戦いで、自分の術を利用して巨大な石像を自身の姿に見せかけていたが、清麿に術の仕組みを見破られガッシュに敗れた。清麿が清太郎たちを解放した直後に「ゼベルオン」でホーバーグ・キャッスルを崩壊させ、ステングと共に逃走したがゼオンによって魔界に帰される。その際ゼオンに恐怖していた。
最終話ではヨポポらと仲良く踊っている様子が描かれた。
『永遠の絆の仲間たち』では本体の姿でも言葉を喋っており、外見には似合わず低い声で喋っている。
好きな食べ物：魚、パン、サボテン、ザリガニ。趣味：ボクシング、ガーデニング。
- 呪文

1. ゼベルオン
花を付けたものを自由自在に操る。
2. ゼベルセン
操った巨大な石像の胸元から、複数の黒い球体を発射する。本体のまま使用するとどうなるのかは不明。
ステング
声 - 矢尾一樹
バルトロの本（苔色）の持ち主であるプロボクサー。鞭を武器に持つ。国籍はイギリス。
バルトロとはボクシングの試合の時に出会った。
半年も前からホーバーグ・キャッスルを根城にして、バルトロの術で操った騎士の鎧たちを使って何人もの人間を攫い奴隷にするなどの悪事を重ねていた。清太郎の誘拐については、ゼオンから金をもらって行ったとのこと。逃走後は別の場所を根城にしようと画策するが、現れたゼオンに清太郎を誘拐させたのは清麿が本の持ち主だと知っていたかどうか問うが、一瞬でボロボロにされる。

### ヨポポペア
ヨポポ
声 - 江森浩子
音属性の術を使う、羽の付いた緑色の帽子と腹部に音符が描かれた緑色の服と頬のピンクのチークが特徴の魔物。人間換算年齢4歳。魔物を呼び寄せる力を持つ踊りも出来る。
素直な性格で、すぐジェムや彼女の家族と仲良くなれた。見た目は小さいが丸太を軽々と持ち上げることが出来る。
幼さゆえか基本的に「ヨポポイ」としか喋れない（否定する時は「ノポポイ」と言う）が、送還直前にはジェムに彼女の名前で呼びかけた。
大好きなジェムを守るべくキクロプに敢然と立ち向かい、相討ちとなった。最後にジェムに大好きと言われたことで涙を流しながら魔界へ帰る。
クリア完全体との戦いではガッシュの金色の本を通して出現。シンの呪文でクリア完全体に自分の踊りと同じ動きをさせ、ガッシュたちが一時退避する時間を作った。魔界で復活後はリーヤ・バルトロ・バランシャ・ゾボロンの動物系魔物と仲良く踊っている様子が描かれた。
『DX赤い魔本』では敵として登場することは無くゲームを進めることで対戦モードで使用することが可能となる。
好きな食べ物：魚、サンドイッチ、クリームシチュー。嫌いな食べ物：じゃがいも。趣味：ダンス、かくれんぼ、お手伝い。
- 呪文

1. ミケル
服の音符マークに音の力をため、口から強力な音波を放つ。
2. ドレミケル
「ミケル」の強力版。
アプリゲーム版では回復効果付きになっている。
3. シン・ヨポポイ・トポポイ・スポポポーイ
周囲の魔物に自身と同じダンスを踊らせる「シン」の術の一つ。
魔界へ戻り魂だけの存在になったが、ガッシュの「自分たちを助けたい」という思いを感じ取り、ガッシュを助けたいと思った時に、ガッシュの金色の本に現れた呪文。
作者曰く「あれはれっきとした技です!」とのこと。
ジェム
声 - 寺田はるひ
ヨポポの本（若葉色）の持ち主である少女。
おてんばで気持ちを素直に出せない性格。ヨポポとは自宅で出会った。
ヨポポを弟のように可愛がっていたが、ヨポポの本を目当てに襲ってきたキクロプに家族を傷つけられたため、互いに気まずい状態にいた。最後はヨポポと家族愛にも似た真の愛情を通わせた。父親は離婚しているかどうかは不明だが、登場しない。
コミックス最終巻の追加シーンでは、ヨポポから贈られた手紙を家族と共に読み涙する彼女の姿が書かれた。
嫌いな食べ物：ニンジン。

### キクロプペア
キクロプ
声 - 上別府仁資
格闘属性の術を使う、甲殻類を彷彿とさせる質感の強固な赤い殻を身に纏った巨体の1つ目のサイクロプス系の魔物。人間換算年齢5歳。
パートナーのイギリス紳士の考えで一つ目の顔が気味悪がられるからということで、両目を書いた紙を顔に貼りつけている。
イギリス紳士と共に海岸でヨポポを襲い、彼の本に火を着けたが、ガッシュの「バオウ・ザケルガ」でその殻を砕かれ、まだ消えていなかったヨポポの最後の術で本を燃やされて魔界に送還された。最終話の魔物の集合写真では年齢相応の雰囲気でピースサインをしている。
好きな食べ物：魚、ホタテ、イカ、寿司。趣味：ゴリラのマネ。
- 呪文

1. アムルク
腕を巨大化させてパンチを放つ。
2. アムド・シザルグ
両腕を組み合わせて巨大な鋏に変化させる。
3. アムルセン
肘の先から先が鋭く尖った岩を砲弾のように発射する。
4. エムルロン
拳に炎を纏った状態から腕を伸ばし鞭のように操る。
イギリス紳士（本名不明）
声 - 二又一成
キクロプの本（濃い青紫）の持ち主。
やたら首が長く、コルセットのようなもので覆っている。
イギリス紳士風の出で立ちでオネェ口調に聞こえる紳士のような喋り方をするが、性格は見かけや口調とは正反対で残虐。
そのため、ヨポポの本を狙ってジェムの家族を襲うという紳士的ではない行動を取った。本を燃やされた後はヨポポに怯えて逃げていった。後に登場するヴァイルとは声優は同じで、彼も魔物のデモルトを失うとイギリス紳士同様「許してくれ！」と捨て台詞を吐き逃走した。
最終巻の追加ページでキクロプから贈られた手紙を読んで泣いている辺り、彼との信頼関係はあった模様。

### ポッケリオペア
ポッケリオ
声 - 飯田利信
顔が切り株で人形の樹木の姿をした魔物でスギナと同じ植物を操る術を使う。人間換算年齢9歳。
ブラゴたちと持久戦を展開し、ジャングルを逃げ回るが、熱で動けなくなったシェリーを庇うブラゴを追い詰める。しかし立ち上がったシェリーの「アイアン・グラビレイ」によってベリコ共々地面に埋まり、その後に薄く潰れた本を奪われ燃やされた。
最終回ではレイラと同じ学年で仲良くやっている様子が描かれた。
アプリゲームではCVが実装されていない。
好きな食べ物：魚、シシカバブー。趣味：砂遊び。
- 呪文

1. ジュロン
スギナの術を参照。カードゲームでは登場していない。
2. バルジュロン
木の戦士を多数出現させる。
3. ジュルク
草木で自分の周囲を囲い身を隠す。『DX赤い魔本』では盾の術として使用。
ベリコ
声 - 鶴岡聡
ポッケリオの本（焦茶色）の持ち主。国籍はブラジル。
長めのウェーブがかった髪で褐色肌をしている。
貧しさから逃れるため、本の力で金儲けをしていた。気の弱い性格で常に涙を流しているが戦闘で優勢に立つと力を過信したような傲慢かつ粗暴な性格に変貌する。

### ダニーペア
ダニー
声 - 山口勝平
剣山のように高く逆立った銀髪（作者曰く「天然」）が特徴の長身の魔物。人間換算年齢15歳。
術は格闘属性で自身への回復術しか持たないが、素早い動きと格闘技の肉弾戦で戦う。ガッシュカフェによると格闘技の観戦や格闘技関係の本を読み模倣した我流の格闘で戦っていたという。
腕っぷしが強く、気のいい性格。また、原作では自動車の運転もしていたが、アニメでは港で会話をするまでのシーンへと状況変更されていた。
偶然知り合ったガッシュの兄貴分となったが、ゴルドーの所持する重要文化財・シェミラ像を守るために自分の本が燃えてしまうのを覚悟でガッシュに呪文を撃たせる。その行為により、それまで「若造（ボーイ）」としか呼んでもらえなかったゴルドーに一人前と認められ、満足したまま魔界へ帰った。
後のクリア戦では最初に金色の本を通して現れ、ガッシュのピンチを救った。魔界で復活した後はウォンレイたちと同じ学校に通っている。清麿のアホな夢の中でもひそかに再登場している。
『DX赤い魔本』ではレベル3-3のボスとして登場し、攻撃は「なぐる」という技名で突撃する攻撃をする。
好きな食べ物：魚、たい焼き、チョコミントアイス。趣味：格闘、ファミコン、ドライブ。
- 呪文

1. ジオルク
自分の体を瞬時に再生・回復する。
クリアとの戦いでも本に現れ、力を奪われ細くなったガッシュを回復していた。
ゴルドー
声 - 家弓家正、辻親八（ゲーム『永遠の絆の仲間たち』）
ダニーの本（紫）の持ち主。国籍はリビア。
芸術を愛する資産家で、小人症を思わせる小柄なメガネを掛けた老人。
本人によると、ダニーとは港で出会った模様。
最後まで仕事をやり終える“本物”の厳しさと誇りをダニーに教えた。また、彼がシェミラ像を守るまでは半人前として扱い「ダニーボーイ」と呼んでいたが、本当は実の息子のように大切に思っていた。本が燃えることを厭わず仕事を果たしたダニーを一人前と認め、別れ際には燃える本に火傷もいとわず手を触れ、「ジオルク」でダニーの体を再生し、初めて「ダニー」と呼んで見送った。

### ゾボロンペア
ゾボロン
声 - 無し
爆発属性の術を使う、胸のスペードマークとデベソが特徴のイグアナのような姿をした魔物。実は性別は女性。人間換算年齢7歳。
本当は喋れるがある理由で無口になっているが怒りや恐怖等、感情表現はある。ヒゲにリードで繋がれている（この行為はヒゲ曰く「常識」らしい）。
パピプリオたちと行動し彼らと最強コンビを名乗っていたが、ガッシュたちとの遊園地の戦いで敗れて魔界へ帰り、その際ヒゲとの別れに涙を流した。
好きな食べ物：魚、虫。趣味：歩くこと。
- 呪文

1. ドグラケル
巨大な紫色のエネルギー弾を口から発射する。速度は遅いが威力は絶大。
2. オル・ドグラケル
「ドグラケル」の強化版。速度と威力が上がっており、追尾能力もある。しかしそれでも避けられるスピード。
ヒゲ（本名不明）
声 - 石井康嗣　　　　　　　　　　　
ゾボロンの本（ブラウングレー）の持ち主。国籍はイタリア。
古代エジプト感のある服装に顔一杯に濃い髭を蓄えている、年齢が分かりにくい男性。
パピプリオを術を防ぐための盾にしたり、ティオを殴ろうとするなど、酷い行為を平気で行うが、原作ではゾボロンの本を燃やされて泣いている辺り、愛情はあった模様。
甘いもの好きなのか、遊園地では100円を入れると動くパンダの乗り物に乗りながらソフトクリームをなめていたり、クリア討伐の際はキャンディをなめていた。
最終回の手紙を受け取るシーンにおいてもソフトクリームを舐めていたりする。
「2」ではエジプトへ出稼ぎに来ており、清麿が滞在していた村で土木作業をしていた。その際、偶然清麿と再会して声をかけたが、清麿本人は覚えていなかった。加えて、相変わらずソフトクリームをなめていた。

### ザバスペア
ザバス
声 - 葛城七穂
目元まで覆われたヘルメットを被り（ヘルメットの下は美形）背中には鎧代わりにもなる翼を持った魔物。フェインと同じ風属性の術を使い探知能力も持つ。性格は傲慢。人間換算年齢12歳。
「ザケル」が通じず素早い空中殺法でガッシュを苦しめたが、檻から出たウォンレイに圧倒された挙句、最後は新たに発動したガッシュの「ザケルガ」で翼を破壊されて止めを刺され送還された。
好きな食べ物：魚、ナポリタン。趣味：サイクリング。
- 呪文

1. ガルウルク
翼に身を包み高速回転で相手に突進する。
2. オル・ウイガル
「ウイガル」の強化版と思われる風を放つ呪文。発動後もザバス自身が操作できる。
3. ウイガル
アプリゲームオリジナル呪文。風の塊を飛ばす。
ガリオント
声 - 川島得愛
ザバスの本（ブルーグレー）の持ち主である青年。国籍はスイス。
ザバスの感知能力を頼りに遥々海を越えてやって来た。ウォンレイが檻に閉じ込められているのをいいことにガッシュたちとまとめて始末しようとした。

### バランシャペア
バランシャ
声 - 山口由里子
ゴフレと同じ強化属性の術を使う、額のピンクのハートマークと3本の尻尾が特徴の濃紫色の豹の姿をした魔物。人間換算年齢14歳。性別は女性。
動物系魔物には珍しく人間の言葉を話し、性格はパートナーのガルザ同様に勝気でクールだが動揺しやすい。遠方を見る能力と並の獣を超えた運動能力を持つ。
温泉旅行に来たガッシュたちを狙い、罠を張って苦しめるも、その罠を逆手に取られて追い詰められ、バオウ・ザケルガの直撃を受けて敗北する。この時は本を燃やされず、ガルザに担がれて逃げ延びた。アニメ版ではバオウ・ザケルガの直撃前にガルザと共に川に落下して逃げ延びた。
その後タイ南部の地で、ビョンコ率いる千年前の魔物たちのグループに襲われ、多勢に無勢で負け本を燃やされてしまった。
魔界復活後はヨポポ、バルトロらと仲良く一緒に踊っている辺り、年齢相応の幼さも併せ持ってはいる模様。記念写真では自分の背中をカルディオに乗せられていた。
好きな食べ物：魚、フルーツ。趣味：走ること、キリンとたわむれること。
- 呪文

1. ウォケル
口からリング状の衝撃波を放つ。
アニメでは威力は相手との距離で変化する描写があり、近距離だと強く遠距離だと威力が弱まる模様（遠距離から清麿に当てた際、清麿は技の割に威力が低いと答えている）。
2. ドルク
ゴフレの術を参照。こちらはサーベルタイガーのような牙なども出来る。アニメでは未使用。
3. ボルク
自分の残像を作る。主に囮用として使われる。アニメでは未使用。
4. グ・リアルク
自身の姿を消し、周りの風景に同化させる。ただし、自身に付着した匂いまでは消せない。
5. ギガノ・ガドルク
バランシャの最大強化呪文。尾を含む全身を強固な棘付きの鎧で覆う。
アニメではこの術を使うと声色がくぐもって反響したような感じに変化する。さらに術含む岩などに対して回転して削るように攻撃することも出来、千年前の魔物との戦いではギガノ級呪文を削り負かしている。
6. ウォケルガ
ゲームオリジナル呪文。「ウォケル」の強化版。
ガルザ
声 - 三宅健太
バランシャの本（メキシカンイエロー）の持ち主である黒人男性。国籍はウガンダ。
一流のハンターで、頭にシカやキリンの帽子を被っている。ハンティングの時は被っている帽子で相手に動物と思わせる。
性格は勝気で慎重で作成をねり込む頭脳派だが、動揺しやすくどこか抜けている。そのため、相手を追い詰めるのを得意とするが、逆に自身が追い詰められると、動揺してしまう他、逃げ道封じに壊した吊り橋に自分たちが追い詰められる抜けっぷりである。
福引賞品の温泉旅行をエサにガッシュたちをおびき寄せ、山中で得意のハンティング作戦に陥れたが、清麿の作戦に追い詰められ逆転される。
その後は千年前の魔物たちとの戦いに敗れ、本を燃やされてバランシャと別れることになる。
その後はサンビームと共に働いているらしい描写があったり、バランシャそっくりのぬいぐるみを大切にしている描写があり、最終回の手紙を受け取るシーンにもぬいぐるみが登場しているため、信頼関係はあった模様。

### バーゴペア
バーゴ
声 - 園部啓一
炎および息属性の術を使う、ドラゴンのような姿の魔物（竜族かは不明）。人間換算年齢6歳。
狂暴そうで怖めの外見とは裏腹に子供っぽい言動と素直さを持ち能天気で頭が弱く、キャンチョメの下手な変身（頭部が異常に長いフリト）を見抜けなかったり、食べることが大好きな大食いでもある。
スペインのとある村で食料泥棒をして村中の食料を食い荒らしていたところ、ルシカから奪った羊を取り返しにきたキャンチョメたちを終始圧倒していたが、彼の新呪文「ディカポルク」によって出現した巨大なキャンチョメの幻影を見て混乱し、フォルゴレに本を燃やされて魔界に送還された。キャンチョメたちが単独で倒した唯一の魔物。
好きな食べ物：魚、羊、豚、鳥、何でも。趣味：食べること。
- 呪文

1. フレイド
口から炎を放つ。
2. リン・フレイド
口から複数の炎の輪を放つ。
3. バレイド
口に生えている複数の牙を飛ばす。飛ばしても牙はサメのように何度も生え変わる。
4. ギガノ・ビレイド
口から極太の光線を放つ。
フリト
声 - 諏訪部順一
バーゴの本（オレンジ）の持ち主である背広姿の憎めない小悪党。国籍はスペイン。
卑劣な性格だがコミカルなシーンが多く、コポルク状態のキャンチョメにズボンを脱がされたりキャンチョメが化けた偽物に騙されたバーゴに殴られるなど散々な目に遭っている。しかし、そのことでバーゴに怒りを覚えつつも特に責めようとしなかったり（怒り顔も多少コミカルだった。）、フォルゴレに本を燃やされて泣いていたことからバーゴとの信頼関係はあった模様。

### ドンポッチョペア
ドンポッチョ
声 - 飯島肇
モヒカン頭が特徴の緑色の肌の太った魔物。人間換算年齢13歳。アニメ版のみ術を披露した。
ロシアの地にてバリーの実力に圧倒され、命乞いをして逃げ出そうとしたが、そのまま倒された。（アニメ版ではバリーのギガノ・ゾニスで圧倒されたことで致命傷を負うも、勝手に本が燃えたので魔界に帰ったことで一命を取り留めている。）
原作でのテッドの回想では、彼の同族らしき魔物たちが水を求めていたチェリッシュたちの攻撃で逃げる姿が描かれている。
なお、最終回の集合写真でもしっかり写っていた。
好きな食べ物：魚、肝油、チーズ。趣味：パンク・ロック、歯みがき、相撲。
- 呪文

まるかじりブック内では詳細は不明だが音属性の術を使うと書かれている。
1. ギレイド
腰のベルトに並んだ突起物を発射する（DVD設定資料より）。
ゴーマン
声 - 鶴岡聡
ドンポッチョの本（黄緑）の持ち主。緑色のコートが特徴。国籍はロシア。
原作ではドンポッチョと共に屋根の上で戦っていたがアニメ版では建物の近くで唱えていた。

## 石版編の魔物と本の持ち主

### パティペア
パティ
声 - 松井菜桜子
魔界にいたころガッシュに片思いしていた魔物の少女。人間換算年齢7歳。
水の術を使い、「ザケル」などの電気を吸収してしまうが、逆に強力な炎を受けると蒸発してしまう。
ツインテールを変形させたような特徴的な髪型（後にショートヘア）を持つ。
普段は明るい性格だが、怒らせると怖く、腕っ節も素手で岩を砕くほど強い。怒る時は鬼化した清麿ばりの恐ろしい顔で「怨怒霊（おんどれ～）」と叫ぶことが多い。
ガッシュの柄入りのパンツを履くほど彼にベタ惚れしているが、手に入れたいもののためには手段を選ばないワガママな面があり、ガッシュが記憶喪失ゆえに自分を覚えていなかったことに激昂し、襲って来た。デザートを700個も食べるほどの大食い（その前にも何か食べていた模様）。
前述の相性からガッシュと清麿を追い詰めるも、「バオウ・ザケルガ」の前に敗北。その挙句、ビョンコの誘いを受けてゾフィスの悪事に荷担してしまう。後にレイラの涙やガッシュの説得によって自らの過ちに気付き、ビョンコと共にデモルトへと立ち向かう決心を固め、犯した過ちを何としてでも償うべく戦う。デモルトの不意打ちで本に火がつき消えゆく中、命を捨てる覚悟で「月の石」の破壊に成功した直後、デモルトの術で命を散らす寸前にガッシュとウマゴンに助けられ、悪事を働いてきた自分とビョンコを「友達」と認めてくれたガッシュに涙を流しながら魔界へ帰っていった。
クリア完全体との戦いではビョンコと共にガッシュの金色の本を通して現れ、彼との連携でクリア完全体の動きを止めガッシュたちを一時退避させた。
最終話ではビョンコと共にガッシュと同じ学校の同じクラスに転校した。
後々、ガッシュが清麿と王の特権のことで会話をしている時に「パティとティオを抑える法律が必要」と発言していることから、ティオ同様ガッシュにとって恐怖の存在となっている模様。魔界では家が相当裕福と考えられ、プライベートビーチを所持していることや着用している服がドレス調であること、ビョンコによれば親に頼み込んでガッシュと同じ学校の同じクラスに通えるようにしている。
原作とアニメでは、服と髪の色に大幅に違いがある（原作での髪の色は銀色だが、アニメでは水色）。
「DX赤い魔本」ではレベル5-4のボスとして登場し発売当時の原作のキャラクターでは最も新しい。
好きな食べ物：魚、甘い物全部、スルメイカ。趣味：ガッシュを追いかけること、歌、妄想。
- 呪文

1. アクル
手から強力な水流を放つ。
2. アシルド
渦を巻いた水の塊による盾を作り出す。
3. アク・スプレイド
「アシルド」で吸収した攻撃を、水ごと相手へ返す。
4. オルダ・アクロン
多数の鞭状の水を自在に操って攻撃する。ただし自動追尾機能は無く、パティ自身が操る。
5. アクル・キロロ
両手から水の刃を作り出し連射する。
6. アクロウク
手足に水の爪を纏い攻撃する。
7. スオウ・ギアクル
パティの最大呪文。巨大な水竜を出現させて攻撃する。同じ竜でも「バオウ・ザケルガ」とは若干デザインが異なる。
8. アクルガ
「アクル」の強化版で、手から螺旋状の水流を放つ。
9. ガンズ・アクル
両手から多数の水弾を放つ。
10. シン・スオウ・ギアクル
「スオウ・ギアクル」の強化版で「シン」の術の一つ。
魔界へ戻り魂だけの存在になったが、ガッシュの「自分たちを助けたい」という思いを感じ取り、ガッシュを助けたいと思った時に、ガッシュの金色の本に現れた呪文。
ウルル
声 - 鳥海浩輔
パティの本（濃いオレンジ）の持ち主。21歳。基本的に敬語で話すが、真面目になった時はタメ口に変わる。目に瞳が描かれていない。長髪の青年。国籍はオーストラリア。
貧しい家庭環境で妹がいる。パティとは家族を養うために仕事を探している時に出会った。
ワガママなパティに従い盗みなどの悪事に加担させられていたが、彼女が改心してくれることを願っていた。パティが自身の過ちに気づき、デモルトに立ち向かった際は、ヴァイルに殴られながらも身を挺して彼女をサポートし、パティ送還には涙を流す。
千年前の魔物との戦いの後はイギリスのレストランのコックに就職し（勤務先はアニメ版より）後にパティを模したケーキを作っている描写もある。（クリア・ノートの件らしき手紙を口で加えていた。）
原作ではアルヴィンと会話するシーンはないが、アニメでは会話するシーンが描かれており、彼のことを「御老体」と呼んでいる。

### ビョンコペア
ビョンコ
声 - 高戸靖広
両頬が膨らみ、頭にクローバーが生えたカエルの姿をした魔物の子。人間換算年齢7歳。語尾に「ゲロ」を付ける。
頭頂部のクローバーは本来4つ葉だったが、アルヴィンがそのうちの1枚を抜いてしまい3つ葉になってしまっている。このことが原因で大泣きして、そのおわびとしてアルヴィンからクッキーをもらい、美味しかったからか四六時中クッキーを要求するようになり、「おやつは3時」とアルヴィンに宣告されて以来「四六時中3時であること」のPRのためか、手作りの紙製の3時固定の時計を首から下げている。
妄想上で「ギガノ・ゲロスト」という最大呪文を身につけていたつもりになっていたことがある。
目の前の欲に心動かされ、パティよりも先にゾフィスの悪事に加担していた（魔物を封じた石版の大半、および500人近くのパートナー候補は彼が集めた）が、レイラの苦悩する姿を見て過ちに気付き、ゾフィスを裏切る。デモルトの攻撃からパティとパートナーたちを守るも本が燃え、いつの日かガッシュたちと仲良く遊べることを夢見ながら魔界へ帰って行った。
最終話ではパティと共にガッシュと同じクラスに編入することになった。
好きな食べ物：魚、虫。趣味：オシャレ、何事もがんばること、こびへつらうこと。
- 呪文

1. ギガロロ・ニュルルク
手足が長く巨大になり、攻撃や移動に用いる。
2. ラージア・ニュルセン
口から泡を放ち、滑りやすい足場を作る。
3. ギガノ・ニュシルド
ビョンコの最大防御呪文。ジェル状の大きな盾を出現させる。デモルトの「ディオエムル・ゼモルク」を多少防げる威力。
4. シン・ニュシルド
「ギガノ・ニュシルド」の強化版で「シン」の術の一つ。
魔界へ戻り魂だけの存在になったが、ガッシュの「自分たちを助けたい」という思いを感じ取り、ガッシュを助けたいと思った時に、ガッシュの金色の本に現れた呪文。
アルヴィン
声 - 塚田正昭、島田敏（ゲーム『永遠の絆の仲間たち』）
ビョンコの本（もえぎ色）の持ち主。56歳だが老け込んだ老人のような外見をしている。農夫で、総入れ歯が無ければまともに喋れず呪文を唱えられない。国籍はマダガスカル。
最初は王を決める戦いに協力するつもりはなかったが、ビョンコの純真な子供っぽさを見て、彼のために王を決める戦いに協力することを決める。
しかし、ゾフィスの悪事に加担するビョンコの姿に憤りを覚え、「入れ歯を無くして呪文を唱えられない」と嘘をついていた。ガッシュたちに協力しようと改心したビョンコを見て、ついに入れ歯を取り出し参戦。ビョンコ送還の際には涙し「かっこよかったぞ」と見送る。デモルト送還後にビョンコを倒したヴァイルに対して怒りを見せた。戦いの後も枕元にビョンコの4つ葉のクローバーの一片を置いている。
アニメではウルルから「御老体」と呼ばれたりする他、重体のウォンレイを心配するリィエンに「魔物はワシらが思っているより丈夫だ」と元気付けている。

## ファウード編の魔物と本の持ち主

### コーラルQペア
コーラルQ
声 - 神代知衣
原作のファウード編でガッシュが最初に戦った魔物。変形（肉体強化）の術を使う。
頭部と胴体が正方形の形をした小さなロボットのような姿をしている。頭の両側にある2つのアンテナと胸の「Q」の文字が特徴（本人曰くクエスチョンの「Q」とのこと）。体内に魔物の位置が分かる特殊なレーダーを持っており、ガッシュたちや他の魔物たちを強い者と弱い者を区別して調べていた。
機械的な口調で話し、口癖は「ピッポッパ」で、語尾によく「○○ピヨ」を付ける。清麿のことは「ピヨ麿」と呼ぶ。攻撃を受けると「ノォーーッ」という悲鳴を上げる。
性格自体は微妙なところだが、パートナーのグラブが周りから孤立していることに薄々気づいており、気に掛けている優しさもある。
体を多彩な形態へと変形させる術を持ち、その変形っぷりはデタラメと呼べるほどであまりにも滅茶苦茶な変形は一度清麿を大泣きさせた。変形は途中まではコーラルQの形が変わる程度だが、最後の段階で突然凄まじく形が変わる。ただし本人はことあるごとに自分を「ポンコツ」と自嘲的なことを言い、事実そのような描写もあった。
そのため、千年前の魔物の存在やそれを巡るデボロ遺跡での戦いもひそかに把握していたが、彼の計算上では勝てる確率が無かったため、ゾフィスの悪事を知りながらも見過ごしたまま、自分のためだけに訓練を重ね自身を強くしていた。また、その戦いに参戦したガッシュたちに罵声を発し、上記の理由でガッシュの怒りを買った。
戦いでは変形術を駆使してガッシュと清麿を追いつめるも、「ザグルゼム」の可能性に気付いた清麿とガッシュの進化した「バオウ・ザケルガ」の前に敗れた。魔界に送還される前に「魔物の感じはするが魔物ではありえないもの」（ファウード）のことを清麿に伝えた。
最終話では、ロップス・デモルトと共に開拓作業をしており、トラックのような姿に変形している。
「2」ではナゾナゾ博士により『10名の生き残り』以外の初の味方魔物として登場。全体的に体格が大きくなり、それに合わせて術も強化されている。危機状態の清麿に助太刀しようとするが、清麿にとってはあまりいい思い出が無い魔物だったせいか、罵られて臍を曲げてしまう（直後に清麿のお世辞により考えをすぐに改めた）。
アニメ版では「ロボルク」時、「変形体操」という曲を歌った。消えゆく中、パートナーのグラブに思いやりを見せていた。また、劇場版第2作のパンフレットのメカバルカンについての解説コーナーにも登場している。
- 呪文

1. ロボルガ
頭からビームを放つ。
2. ロボルク
巨大なロボットに変形する。
作中での扱いはただ大口を叩くだけの見かけ倒しで、「『ザケルガ』は効かない」と言っているが実際はかなり効いており、グラブに弱音を吐く始末だった。
「2」でも登場し、以前と同じ容姿に背中が翼が生えたアップグレードバージョンで登場するも相変わらず何もできない見掛け倒しだが、ガッシュのマントでも防げない攻撃に数回耐えて戦闘を続行出来てるため、本来は耐久力を底上げする呪文の可能性もある。
3. ラ・ロボガルグ
巨大な盾を装着したロボットに変形して、直線的な放出系呪文を跳ね返す。「ザケル」「ザケルガ」対策。
4. ビーザム・ロボルガ
胸から分離型の2連ミサイルを発射する。1弾目で相手の盾呪文を粉砕して、2弾目で目標を攻撃する。「ラシルド」対策。
「2」では複数の敵用として、1発目を囮にし2発目に本命の敵に撃ち込むという戦法が使われた。
5. ムロム・ロボルク
ゴム製ロボットに変形し、磁力を無効化する。「ジケルド」対策。
6. ディゴウ・ロボルク
下半身に巨大なバイクを持つロボットに変形し、力とスピードの両方を上げる。「ラウザルク」対策。
7. ギガノ・ロボルガ
コーラルQの最強術。頭のアンテナから強力なエネルギーを放つ。
グラブは「バオウ・ザケルガ」を出させる目的で放ったが、清麿は「ザグルゼム」＋「ザケルガ」の連携で相殺した。
なお、アニメ版ではブラゴの「ディオガ・グラビドン」に匹敵するほどの威力という設定になっていた（しかし、これはグラブが言っていただけであり本当の威力は不明）。
8. ガンジルド・ロブロン
UFO型の下半身を持ったロボットに変形し、周囲に展開した無数の盾を操作して攻撃と防御を行う。
盾は強く、盾を全部並べれば「バオウ・ザケルガ」（「ザグルゼム」による強化前）でも防げる。「バオウ・ザケルガ」対策。
アニメ版においてはさらなる強敵との戦いのための術だったらしく、ガッシュたちが予想以上の強さを見せたことで使用したということになっている。
グラブ
声 - 陶山章央
コーラルQの本（ハバナローズ）の持ち主。IQ190の天才で、眼鏡を掛け白衣を着た青年。
コーラルQの術でガッシュを倒すべく、またそれに合った場所に誘い込むべく知恵を絞っていた。
アニメ版では、かつての清麿のように周囲から孤立している学生姿が描かれ、周囲の人々を「クズ」と見下すなど無愛想であったが、清麿たちに敗れた後には彼らの影響からか周囲と打ち解ける姿も描かれコーラルQに感謝した。
「2」ではナゾナゾ博士が連絡を取った魔物のパートナーの一人として招集されていた。眼鏡を外し、白衣からオーバーオール姿となっているなど当時から大きく印象を変えた容姿となっている。

### テッドペア
テッド
声 - 竹内順子、野島健児（サンデーCM版）
金髪をリーゼントヘアにした魔物の少年。肉体強化の術を使う。
魔界にいたころから家族同然に育ったチェリッシュを探すために旅を続けていた。
ジードの指導方針もあり「自分のことは自分でする」をモットーとしている。幼いながらも性格はクールでハードボイルドだが、卵焼きが大好物という外見相応の一面もある。
短慮で言葉遣いが悪く、度々ジードから咎められているが即座に訂正する殊勝な面もある。友達思いで、アースたちに追い詰められたガッシュたちを助けた。魔界にいたころは捨て子であり、ゴミ捨て場でチェリッシュと出会い、孤児たちと共に育った。
使う術は肉体強化系のみで、いわばエンジンのギアチェンジの如く一段階ずつ戦闘力を上げていくもの。加えてボクシングのようなパンチと素早いフットワークにより、相手を少しずつ追い詰める戦闘スタイルを取る。また、気迫とアクションを利用して残像を作り出すことも可能。
寝床を探していたところでガッシュと偶然知り合い、友達になる。アース戦からしばらく後にアポロと合流して、ファウード体内での戦いに途中参戦し、チェリッシュと再会すると同時にギャロンと戦う。ゼオンの雷の恐怖に怯えて戦いを強制させられていたチェリッシュを助けるために、自らの魔界送還と引き替えにギャロンの持つ「雷の結晶」を破壊してチェリッシュを救った。チェリッシュへの思いが強いあまり、男装していたニコルに対してヤキモチを焼いてしまう姿も見せた。
クリア完全体との決戦にはガッシュの金色の本を通して登場。チェリッシュとの連携攻撃でクリア完全体の「力の球」のある額まで駆け上がった。最終話ではチェリッシュ・レインと共に孤児たちの家を作っていた。
「2」では最終話で作成していた孤児院（テッドハウス）が完成し、孤児たちと暮らしていた。魔界が正体不明の存在に襲われた際、レイン・チェリッシュと共に孤児院を襲撃しに来たワイグと交戦。術を奪われるも最後まで生身で抵抗するも敗北。ゼリィの発言から命を落としたと思われたが、後に動けない状態ではあるものの、ガッシュの最後の術で辛うじて一命を取り留めたことがガッシュの口から語られた。
アニメ版では、アースと共にコーラルQよりも先行して登場。原作と同じようにナゾナゾ博士とアポロと合流してファウードの内部に突入。リーヤとアリシエのピンチに登場し、トップギアでザルチムを撤退させる。その後、チェリッシュと再会し、彼に両親を殺されたと思い込み心を閉ざした彼女の攻撃を受けながらも説得を続け、最終的に和解する。その直後に現れた心臓を打つ魔物にチェリッシュの本を燃やされるが、新呪文で心臓を打つ魔物を一撃で倒す。最後まで本を燃やされることなく出番を終えた。また、バリーと対決するオリジナルエピソードが描かれ、彼の圧倒的な強さに苦戦を強いられるものの、最終的に痛み分けという形にもつれ込んだ。のちにファウード内でバリーと再会したが、相手にされなかった。
好きな食べ物：卵焼き。
- 呪文

1. ドラグナー・ナグル
始動用の強化呪文。以後の術を重ねていくごとに一段階ずつ力と素早さを上げていく。
2. セカン・ナグル
2番目の強化呪文。「ドラグナー・ナグル」後に心の力を溜めないと使えない。
3. サーズ・ナグル
3番目の強化呪文。「セカン・ナグル」後に心の力を溜めないと使えない。
4. フォルス・ナグル
4番目の強化呪文。「サーズ・ナグル」後に心の力を溜めないと使えない。
5. フィフス・ナグル
5番目の強化呪文。「フォルス・ナグル」後に心の力を溜めないと使えない。
テッドが「トップギア」と呼ぶ事からもわかる強力な呪文で、体への負担がかなり大きい。
6. ドラグノン・ディオナグル
最後の強化呪文で最大呪文。「フィフス・ナグル」後に心の力を溜めないと使えない。
テッドが「ファイナル・ギア」と呼ぶ協力な呪文でファウードの力を得たギャロンを一瞬で打ち倒すほどのパワーとスピードを併せ持つが、使ったテッドが瀕死になるほど反動も大きい。
7. シン・ドラグナー・ナグル
「ドラグナー・ナグル」の強化版で「シン」の術の一つ。
魔界へ戻り魂だけの存在になったが、ガッシュの「自分たちを助けたい」という思いを感じ取り、ガッシュを助けたいと思った時に、ガッシュの金色の本に現れた呪文。
8. ターボ・ファズ・ナグル
アニメオリジナルの強化呪文。トップギア。ザルチムの最大呪文を一瞬にして消し去るほどの威力を誇る。
9. マキシマム・ナグル
アニメオリジナルの呪文。強化系ではなく、自身が巨大化したようなエネルギーが直接攻撃する呪文。
心臓を打つ魔物を一撃で倒すほどの威力を持つが、使ったテッドを気を失ってしまうほど反動も大きい。
ジード
声 - 石井康嗣
テッドの本（サックスブルー）の持ち主である男性。
テッドとの出会いは路地で出会った模様。
テッド同様、クールでハードボイルドのナイスミドル。大型バイクでテッドと共に旅を続けている。
テッドに対しては自分を除く目上の人物に失礼な態度を取った時にはゲンコツをふるって即座に訂正させるなど厳しく接しているがそれも自分の家族のように思ってのことであり、お互いに信頼を置いている。
テッドが魔界に帰る際は、涙しながらも「オレとお前はもう山ほど語り合った」とチェリッシュに場を譲った。
その後の戦いでは、ルーパーを柱に拘束してパピプリオを無理矢理に協力させガッシュたちを援護した。
「2」ではナゾナゾ博士が連絡を取った魔物のパートナーの一人として招集されていた。

### カルディオペア
カルディオ
声 - うえだゆうじ
ウマゴン同様、馬に似た獣型の魔物。術はウマゴンと同系統の肉体強化系だが、術の属性が氷である点が異なる。
馬のような見た目だが色は紺色で頭に2本の白いガゼルのような角が生えている。
ウマゴンと同じで人語を喋れず「パルパルモーン」「パルゥ」などと鳴き声しか発音できないが、サウザーとは完璧に意思疎通ができており、ウマゴンの言葉も理解できる。また作中では心情を現すモノローグとしての台詞はあり（その際の一人称は「俺」）、アニメではそれが多くなっている。
北海道でウマゴンと対決し一度は追い詰めるも、ウマゴンの新呪文と凄まじい気迫に押されて痛み分けに終わる。以降ウマゴンのことをライバル視するようになる。その後ウマゴンの匂いを追ってファウード付近に到着し、アースと対決するがリオウの呪いにより弱ったエリーを放っておけずファウードに同行する。「ファウードを魔界に帰す装置」を巡ってガッシュたちとも戦いかけたがアースと同様、彼らの仲間になる。その後はファウードを魔界に帰す装置を守り通すため、アースと共に心臓を打つ魔物と対決する。絶体絶命の危機に陥るが、エリーを守るためにサウザーが本を燃やしてもらい、魔界に送還されながらも捨て身の最大呪文で心臓を打つ魔物を倒し、そのまま魔界へと帰っていった。
アニメ版ではウマゴンと共にファンゴ・ジェデュンと対決する。最初はサウザーとサンビームの息が合わなかったことと自身の氷とウマゴンの炎による属性の相性の悪さに苦戦するも、最後はエリーの説得でサウザーがサンビームとの共闘を受け入れ、息の合ったコンビネーションを見せつけて勝利する。最後まで本を燃やされることなく出番を終えた。
- 呪文

1. ギドルク
全身を鎧で覆い、強化する。移動速度も上がる。
2. ゴウ・ギドルク
「ギドルク」よりもさらに強化する。
3. ディオギコル・ギドルク
全身に強力な冷気の鎧を纏い、攻撃や防御に利用する。
ただし、ウマゴンの「ディオエムル・シュドルク」同様、力の制御ができなければパートナーにも危険が及ぶ危険な術。
4. ディオウ・ギゴリオ・ギドルク
カルディオの最大呪文。「ディオギコル・ギドルク」よりもさらに全身を強化しより強大な冷気で攻撃する。
しかし、カルディオ自身も命を落としかねないダメージを受けるほどの威力を持つ諸刃の剣の術。アニメ版では未使用。
サウザー
声 - 渡辺久美子
カルディオの本（ブルーウォッシュ）の持ち主である少年。国籍はモンゴル。
カルディオとは故郷の村で出会った模様。
過去に一度戦ったコンビの魔物が卑怯な手を使ったため、仲間と組まないと戦えない魔物たちを嫌っていたがエリーやサンビームたちとの出会いで考えを改めるようになる。エリーを気にかけているが、これはエリーに故郷の妹の姿を重ねている為。
原作ではエリー以外のパートナーの名前を呼ぶシーンはないが、アニメではサンビームのことを「オヤジ」と呼んでいる（逆に口喧嘩で激怒された際は「クソガキ」と言われる）。

### レインペア
レイン
声 - 三宅健太
魔界時代からガッシュの親友であった魔物。
本来は水色の巨大な猛獣のような姿であるが、人間の姿にも変身できる能力を持つ。普段は丁寧な口調だが、感情が昂ると一人称は「私」から「俺」に変わり少し荒い口調になる。
かつて魔界では突然変異で生まれた巨体を理由に一族に忌み嫌われ、凶暴な荒くれ者になっていた。ある時誤って崖から転落し重傷を負っていたところをガッシュに救われ、どんな力の前にも臆せず立ち向かう彼の姿を見て改心し、それ以来無二の親友となった。
パートナーであり人間界における命の恩人でもあるカイルを気遣い、彼に隠れて呪文抜きで魔物を倒してきたにもかかわらず、素の力が強いためか強力な呪文ばかり覚えていた。カイルを守るためにあえて戦いから降りることを決心。自分の本を燃やしてもらうため、そしてかつて自分が見たガッシュの「本当の強さ」をカイルにも伝えるためガッシュを呼び寄せた。ロデュウたちとの戦いの中で、カイルを変えるためには、自分こそが彼に「本当の強さ」を見せなけらばならないと決意。呪文抜きでロデュウ相手に奮闘し、カイルが奮起した後はその強大な呪文で圧倒した。戦いが終わった後、ガッシュに本を燃やしてもらい、彼に「王になれ」と言い残し魔界に帰っていった。
その後はクリア完全体との決戦でガッシュの金色の本を通して出現。ウォンレイとの連携で見事にクリア完全体へダメージを与えている。最終回ではテッド・チェリッシュに力を貸しているようで、協力しながら一緒に暮らしている様子が描かれた。
「2」ではテッド・チェリッシュと共に自身たちで作成した孤児院で暮らしていた。魔界が正体不明の存在に襲われた際、孤児院を襲撃しにきたワイグにテッド・チェリッシュと共に立ち向かうが術を奪われ、孤児たちを守りながらテッドと共に生身でワイグと交戦するも敗北。ゼリィの発言から命を落としたと思われたが、後に動けない状態ではあるものの、ガッシュの最後の術で辛うじて一命を取り留めたことがガッシュの口から語られた。
- 呪文

1. アボロディオ
両腕で十字に切り裂く動作から十字型の光弾を放つ。
光弾の速度は非常に速く、一瞬で通過した地表を削り取るほど強力。
2. アーガス・アボロド
多数の巨大な牙が現れ、周囲を貝のように取り囲んで身を守る。
3. ガルバドス・アボロディオ
レインの最大術。幾つもの爪に包まれた魔獣（レインにやや似た顔）のようなエネルギー体を放ち敵や周辺の地面を削り取る。
絶大な威力を誇り、ロデュウの「ディオガ・ラギュウル」を一方的に打ち破るだけでなく術の攻撃範囲内の地形は原形がわからなくなるほど切り裂かれる。
4. シン・ガルバドス・アボロディオ
「ガルバドス・アボロディオ」の強化版で「シン」の術の一つ。
魔界へ戻り魂だけの存在になったが、ガッシュの「自分たちを助けたい」という思いを感じ取り、ガッシュを助けたいと思った時に、ガッシュの金色の本に現れた呪文。
カイル
声 - 菊池こころ
レインの本（マラカイトグリーン）の持ち主。東南アジアのとある町に住む町長の息子。
レインとは森で出会い、負傷していた彼を助けた。
とても臆病かつ気弱で、ジルから経済的虐待による酷い仕打ちを受け、親の遺産を横取りされたも同然の境遇にありながら文句も言えずにいた。ロデュウとの戦いでも怯えて戦えずにいたが、レインの「本気の姿」から勇気を得て、ガッシュたちを守るために立ち上がったが、最大術を出した後は気絶してしまった。
その後は自分の意思を毅然と示せるようになり、味方になってくれる者もできた。
コミックス最終巻の追加シーンでセバスチャンと共にレインからの手紙を読み、喜んでいる様子が描かれている。

### モモンペア
モモン
声 - 高橋直純
ピンクの毛でサルとウサギを足して2で割ったような顔を持つ魔物。
月見団子が描かれた服とサスペンダーを着用している。嘘をつき続けるとピノキオの鼻のように鼻の下がどんどん伸びていくという特徴がある。
非常にスケベな上に女性物の下着が大好きで、下着泥棒やスカートめくりや痴漢行為などを繰り返す。それゆえ、度々ティオの逆鱗に触れてしまい、その結果ティオが最強（最凶）の攻撃術「チャージル・サイフォドン」を生み出す要因となった。
危険回避系の術が主体であるが、逃げ回ることで相手の心の力を余分に減らす長所がある。ウサギの長い耳により高い聴力を持ち、魔物の位置や魔力を敏感に察知できるため、その力を清麿に買われてファウードへの道案内を任される。
ずっと戦いに怯え続けていたためファウードが出現してからほとんど言葉を発することは無かったが、ファウード内でのエルの喝によって敵に立ち向かう勇気を得る。
ファウード内部のコントロールルームでの戦いでは、卓越した魔力に対する感覚と呪文を有効に生かしロデュウ・ジェデュンを後一歩のところまで追い詰めるも、足に怪我を負ったエルを救うためにチャンスを逃してしまい、ロデュウの「ギガノ・ラギュウル」で本を燃やされる。最後に清麿とエルからねぎらいと賛辞を受け、嬉し涙を残して魔界へ帰った。
最終話では人間界での宣言通り図書館で真面目に勉強しているようで、ロブノスやキッドと同じ学校に通っている。
「2」では20歳の青年へと成長。特徴的だったサル顔は厳つくなり、背の高いがっしりとした体形となっている。ピンク色のスーツとスカーフを纏い、魔物特有の匂いを消す香水を付けてオシャレさんを自称している。
敵に奪われた魔術を取り戻すため、鳥の魔物チューバと協力して魔界を巡りながら、占拠された施設の構造、施設内の敵と所持する魔術の瓶が記された地図を作っている。
エリオス城塞にてウマゴンの術が封じられた瓶を発見し、帰還する直前にモーセスに発見される。リブラの攻撃を受け、瀕死の重傷を負いながらもウマゴンの術を奪還。救援に現れたバリーに瓶を託して気を失う寸前にエルとの再会を果たした。
アニメではキャンチョメと共にキースと対決、戦闘中にキャンチョメとの間に友情が芽生え、自身が王になった暁にはキャンチョメを大臣にすると約束するが、何の大臣にするかは具体的に語らなかった。キャンチョメと共にキースと戦い、追い詰められるもバリーの乱入によって戦いが中断。最後まで本を燃やされることなく出番を終えた。
- 呪文

1. アムロン
腕をゴムのように長く伸ばす。「アムルク」と読まれることもあった。
2. アグラルク
地中を水中と同じように潜ることが出来る。
3. オラ・ノロジオ
両手から対象の時間の流れを遅くする（現実時間で約8秒間）ビームを放つ。術に対しても有効。
4. ミンフェイ・ミミルグ
両耳を大きく伸ばし、ローターのように回して空を飛ぶ。
5. ミミルオ・ミファノン
両耳からリング状の音波光線を放ち、敵の術をへし曲げる。
特性上「オラ・ノロジオ」と違い、こちら側が動かずとも敵の術をほぼ無効化できる。清麿の復活を感じ取った勇気から発現した。
6. フェイ・ミウルク
足に力を込めて空中に飛び上がり、自在に跳ね回れる強化呪文。
こちらも清麿の復活からの勇気で発現した。
エル・シーバス
声 - 三石琴乃
モモンの本（珊瑚色）の持ち主であるシスター。髪型はセミロングヘア。
口癖は「オヨヨ」。性格は争い嫌いで気弱だが、芯には強さを持っている。
モモンとは修道院で出会っており、下着を盗もうとしていた彼を取り押さえていた。
王を決めるために戦うことは間違った行為だと考え、他の魔物に平和を呼びかけるべく世界中を旅していた。ところが実際は、モモンが魔物の居場所を察知する度に避けていたため一度も魔物の戦いを経験したことがなく、持っている術の効果も「アムロン」を除いて知らなかった（清麿曰くある意味一番怖い）。本来は争いを苦手とするが、ファウードは避け得ない災厄と悟り、芯の強さを見せる（自らの危険を顧みず、ロデュウたちに「オラ・ノロジオ」をかけるようモモンに諭したことからも見て取れる）。ロデュウ・ジェデュン戦では足を負傷してしまい、自己犠牲で「ギガノ・ラギュウル」を受けそうになるも、モモンに救われた。
サンビームに惚れたような描写があり（ファウードの小腸で彼に助けられたのが切っ掛け）、クリア討伐後は彼と共にアフリカで暮らしている模様。
アニメ版では原作以上にサンビームに対して積極的で、崖でサンビームに助けられて以来、仲が一気に深まった様子を見せた。また、キースに対し交響曲第9番の独唱パートをドイツ語で披露して圧倒する場面もあった。
「2」では魔界にサンビームと共に転送され、エリオス城塞にて瀕死の重傷を負いながらもウマゴンの術を奪還したモモンと再会する。

### リーヤペア
リーヤ
声 - 三石琴乃
頭にカブトムシのような角を生やし、全身が黄色い羊のような毛で覆われた小柄な魔物。
アリシエによると、角で相手を突っつくのが友好の印。
当初はガッシュを「甘ったれ」と呼んでいたが、彼の正しい判断を見て「やる奴」だと認識を改める。
パートナーであるアリシエが呪いをかけられていたが、ガッシュたちと共に行動する。ファウードの体内でウマゴンと共にファンゴ・ザルチムと対決。ゴデュファの力を得たファンゴに苦戦を強いられるがウマゴンとのコンビネーションで次第に追い詰め、最大呪文でファンゴを倒すがファンゴを盾にして生き残ったザルチムの最大呪文からアリシエを庇い、本に火が付きガッシュに後のことを託して魔界へ送還される。
最終話では魔界でヨポポなどと一緒に楽しくダンスを踊っているシーンがある。
アニメ版では、清麿と恵の心の力を温存させるために単身ギャロンと戦い、圧倒的な力を見せつけ勝利。直後に現れたザルチムと原作に近い形で戦い、連戦によるアリシエの心の力の消耗とファウードのサポートシステムの前に追い詰められるが、助っ人として参上したテッドに助けられ、無事生き残る。その後メインコントロールルームにてゼオンの攻撃から全員気絶してる最中に最初に目が覚め、ゼオンのテオザケルからガッシュを庇って本に火が付き、原作と同じような形で魔界へと送還される。
- 呪文

1. ガルバニオ
頭部の角を伸ばして攻撃する。
2. ガンズ・ニオセン
腹部から鋭利な弾丸をマシンガンのように連射する。
3. ゴウ・アムルク
腕を強化して攻撃する。
4. ラージア・シルニオ
リーヤ自身が巨大な盾に変化する。
5. シャオウ・ニオドルク
リーヤの最大術。リーヤ自身が巨大な獣の姿になり攻撃する。アニメでは獣の姿をしたエネルギーを放つ術に変更されている。
6. ガルドルク・ニオルク
自身の体を高速回転させ体当りをする。
7. バルド・ニオセン
腹部から4本の薬莢体を放ち、任意で中の散弾を放出させる。
8. ディゴウ・シルシオ
前方に巨大な盾を発生させる。最大の防御呪文。アニメ版では未使用。
9. ピック・ガルニオ
腕先をピック状に鋭く伸ばして攻撃する。
10. ゴウ・ニオドルク
体が巨大化する中級強化術。
11. ニドルク
体が岩石状の鎧で覆われる下級強化術。
アリシエ
声 - 関智一
リーヤの本（パラキートグリーン）の持ち主である褐色肌の青年。
リーヤとは村の子供たちを助けている時に出会った。
砂漠付近の貧しい村に住んでいて、家族や村の人を愛し、守り続けている強き信念を持つ。戦いの際にはリーヤと共に死をも恐れぬ「戦人（いくさびと）」となり、自ら前線に立ち魔物と渡り合うほどの凄まじい気迫と戦闘力を見せつける。
リオウに呪いを掛けられていたが、彼には協力せず、ファウードを止めるためにガッシュたちと行動し彼らの案内役を担った。「ファウードに必要な力」として自身を迎えに来たザルチムとは浅からぬ因縁がある。ファウードの体内でザルチム・ファンゴと戦った際は、リーヤを失いながらも勝利し、送還されるザルチムに哀れむような言葉を掛けた。

### リオウペア
リオウ
声 - 山本圭子
鎧を着たライオンとケンタウロスを足して獣人にしたたような容貌の魔物で、ファウードの件の仕掛け人。獣系の形をしたエネルギー系の術を使う。
額にはファウードを操る力を持つ「鍵たる石」を装着している。頑丈な鎧で全身を纏っており、強化された「バオウ」をまともに喰らっても、立っていられるほど頑丈であり、またラウザルク状態のガッシュと同等の身体能力を持つ。腹部には第二の口がありそこから術を放ったり、パートナーであるバニキスを体内に隠すことが出来る。
術以外にも一族に伝わる呪術を使い、携えた杖で対象者に一定期間で死に至る「呪い」をかけることが出来る（ただし、これは自分の命を削るリスクがある）。
しかし、魔物の中でも戦闘能力が飛び抜けて高いわけではなく、ゼオンに「弱い」と罵られ、アニメ版でアースに何度も戦闘不能状態に追い込まれている（勝負自体は、ファウードの回復機能を利用したリオウの勝利に終わった）。
一族の期待を背負いファウードの力で王になるため、ザルチムを補佐役として側近に置き、復活に向けて暗躍を進めていた。ファウードの封印を解くにはその鍵を壊せるだけの強い力を持つ魔物の協力が多数必要であった。当初は、ファウードの強大な力を示唆することで、それを我が物にしようと狙う魔物たちを集めていたが、充分な数には至らなかったため、止むを得ず呪術を使うことを決意する。パートナーに呪いをかけることでウォンレイなどの協力しない魔物を無理矢理従わせ、遂にファウードを復活させることに成功した。
非常にプライドが高く、さらに一族の期待や今までの苦労があったためか、ありとあらゆる手を使い自分に逆らおうとする清麿を「自分をコケにした」として激しく憎悪している。日本を破壊しようとするファウードを止めようと、体内に進入したガッシュと清麿を仲間たちから孤立させて勝負を挑み、清麿を心肺停止にまで追い込んだ。ガッシュとの戦いの後、ファウードに侵入したゼオンと戦うが、彼の圧倒的な力の前に為す術もなく敗北し、額の鍵たる石を奪われて本を燃やされ魔界に送還される。クリア戦には他の全ての魔物たちと同様に魂の状態で登場し、ガッシュに力を貸した。
アニメ版では、封印されたファウードを代々守ってきた一族という設定であり、清麿がセットしたファウードを魔界に送還する装置や兵器の細工などを解除する程度の知識があった。ファウードの力を利用しアースを退け、その後駆けつけて来たガッシュたちを圧倒するが、途中で侵入してきたゼオンに原作とほぼ同じ形で倒された。
- 呪文

1. ファノン
腹部の口から鋭い牙を持つ獣を象ったエネルギー弾を放つ。
2. ファノン・ドロン
腹部の口から獅子の頭部を象った巨大なエネルギー弾を放ち、自在に操作して敵を攻撃・捕獲する。アニメ版では未使用。
3. ガルファノン
腹部の口から高速回転する獣型のエネルギーを放つ。
4. ゴウファノン
腹部の口から角に包まれた姿のより大きな「ファノン」を放つ。
5. グルガ・ドルファノン
腹部の口からドリル状の牙を持つ獣を象ったエネルギー弾を放ち、強力な貫通力で敵を貫く。
6. アーガス・ファノン
巨大な獣の口の形をした盾を出現させ、自身を飲み込むようにして防御する。
7. バーガス・ファーロン
腹部の口から多数の細い牙を伸ばし、敵を刺し貫く。自在に操ることが可能。
8. ウイガル・ファノン
腹部の口から強力な重力を放ち、標的を押し潰す。アニメ版では未使用。
9. ファノン・リオウ・ディオウ
リオウの最大呪文。ケルベロスのような三つ首の巨大な獣を腹部の口から放ち攻撃する。頭の一つ一つが強化した「バオウ」と相殺する威力を持つ。
10. ギガノ・ファノン
腹部の口から巨大な獅子型のシルエットの攻撃を放つ。
11. ギルファドム・バルスルク
禁呪。リオウ自身が巨大化し10倍ほどにパワーが上がるが、理性を失うぐらいに凶暴化しパートナーを攻撃する恐れがある。
バニキスはこの時のリオウを「狂戦士（バーサーカー）状態」と称している。なお、致命的なダメージを喰らうと元に戻る。
アニメ版では「ギルファドム・バルスルク」verDとして使用された。
バニキス・ギーゴー
声 - 滝知史
リオウの本（ライムライト）の持ち主である長髪の男。
サディスティックな性格であり、激怒したリオウに協力して清麿への攻撃を繰り出し、嘲った。
ガッシュと戦うまではリオウの胴体にある口の中に隠れており、その状態で呪文を唱えていた。リオウが倒された後は、脱出の直前までゼオンによりファウードのコントロールルームの柱に閉じ込められており、自分たちと戦った時より段違いにパワーアップしたガッシュを見て驚いていた。

### ザルチムペア
ザルチム
声 - 堀川りょう
リオウの腹心的存在。頭に多数の眼と手にも目を持ち、黒紫色の服装とマスクで身を包んでいる。「ヒヒヒ」という特徴的な笑い方をする。
冷静沈着で計算高い性格だが、粗暴で執念深い一面も併せ持つ。他の魔物と違ってファウードの力には興味がなく、純粋にリオウの力になるために行動し、彼からも厚い信頼を寄せられていた。
術は、自分の眼から放った光によって出来た影を実体化させて操り攻撃するもの。また、両手に付けた実験用三脚のような道具を変形させ、実体化したその道具の影を様々な武器の形にして操る。一方で眼の光が術の発生源のため、そこを遮蔽物で遮られると力が半減される。
それ以外にも遠距離にいる魔物の気配や正確な位置の感知能力に長けている（だが、気配を消していた魔物の位置を感知することは不可能）。
ファウード復活のためにリーヤたちと戦い同行を強制したが、その際戦人と化したアリシエの気迫に恐怖を覚え、それ以来彼らに対して強い復讐心を持っている。ファウードに潜入してブザライを送還し、キースを退けたガッシュたちを肝臓の部屋にて捕獲しようとするも、呪いの苦痛を乗り越えたアリシエの反撃を受け全員の捕獲には失敗する。ファウード復活後はリオウと共にコントロールルームにおり、ファウード復活以前から感じていた違和感を思い出すも、その正体を確信できなかったため、リオウに告げることが出来なかった。
ゼオンによるファウード強奪後はファウードの力を得ずにファンゴと共に現れ、再びリーヤたちと戦うが、ファウードの力によって邪悪化したファンゴに何度もアリシエたちとの戦いを邪魔される。戦いの末、ファンゴを盾にしてリーヤの最大呪文を防ぎ、アリシエの行動に合わせて最大呪文を放つことでリーヤの本を燃やしたものの、自身もサンビームの手によって本を燃やされる。消えゆく最中、リオウからゼオンに主が変わった時からファウードの力はどうでも良くなったことを思い、さらにリオウに強い友情を感じていたことに気づき涙を流す（涙は人間と同じ部位の2つの目からしか流れないようである）。その後王を決める戦いに巻き込んでしまったことをラウシンに謝罪して魔界へと帰っていった。
戦いが終わった後はキッド、モモンらと同じ学校に通っており、戦いの中では見せなかった笑顔を見せている。
アニメ版では、リィエンに変装してロデュウと共に清麿たちを欺こうとするが失敗し、ロデュウを魔界に送還し正体を現す。オルシド・シャロンでガッシュたちを捕縛して動きを封じた上で、清麿と恵の口を塞いで呪文による援護も封じ、原作とは異なりリーヤ・アリシエと1vs1で対決する。ファウードの力を最大限に活かし、最大呪文でリーヤ・アリシエを倒そうとするが、途中参戦してきたテッドに攻撃され（この時、123発のパンチを喰らったらしい）深手を負いながら一時撤退。その後、リーヤ・アリシエとの再戦を望むも、コントロールルームに現れたゼオンによって、戦闘シーンも描かれず倒される呆気ない形で魔界へ送還された。アニメでもラウシンとの絆は強いようで「パートナーとの信頼と絆」という台詞を肯定していた（その際に「それは俺たちのように実力が伴っている者こそが言える台詞」と言っている）。
- 呪文

1. オルシド・シャロン
頭の眼から光を発し、それによって生まれた相手の足元の影で拘束する。
2. シドナ・ソルド
手の眼からの光で実体化した道具の影を巨大な剣の形にして攻撃する。
3. ジボルオウ・シードン
ザルチムの最大呪文。手の眼からの光で実体化した道具の影を巨大な死神のような形にして攻撃する。
4. シドナ・シルド
手の眼からの光で実体化した道具の影を盾の形にする。
5. ガンズ・シドセン
手の眼からの光で実体化した道具の影による無数の弾を連射する。
6. オルダ・シドナ
手の眼からの光で実体化した道具の影を多数の槍にして攻撃する。アニメ版では未使用。
7. シドナ・ディップ
手の眼からの光で実体化した道具の影を短剣の形にして両手に生み出す。
8. シドナ・ディ・シザルク
手の眼からの光で実体化した道具の影を大型の鋏の形にして両手に3本ずつ生み出す。相手を捕らえることも可能。
ラウシン・モー
声 - 菊池正美（第142話・第143話）
ザルチムの本（シダーグリーン）の持ち主であるスキンヘッドの男。
ザルチムとは、現金強盗をはじめとした悪事を働き逃亡する中で出会った。
ザルチムと共にファウードを復活させるために行動する。力尽くでも同行しないアリシエに対し子供を人質に取るなど悪人ではあるが、ザルチムとの絆は本物である。
コミックス最終巻の追加シーンでは、刑務所の中でザルチムから贈られた手紙を読んでいた。

### ロデュウペア
ロデュウ
声 - 千葉進歩
ファウードの巨大な力を嗅ぎ付け、横取りを企んでリオウに協力する魔物。長髪長身と背中の翼が特徴。翼を介して攻撃する術を使う。人間換算年齢17歳。
「仲間を見捨てて逃げるアホを後ろから撃ち抜くのが一番楽しい」というサディストで、プライドが高く残酷だが完全な卑怯者ではなく、素直さもある。より大きな力を発揮することを好み、戦いにおいても最初から最大呪文で圧倒するという力任せの戦法を取る。自身の翼で自由に飛行することが出来る。
パピプリオを部下に持ち、レインやウォンレイのような強力な力を持つ魔物を直接出向いて連れて来る役割を担っていた。「ゴデュファ」の契約を受けた後は翼が大きくなり、今まで以上に邪悪な性格に変わった。コントロールルームに現れ、ジェデュンと共にガッシュたちを足止めする最後の刺客として立ちはだかる。圧倒的な力でガッシュたちを追い詰めるが、昏睡状態から復活した清麿が現れパワーアップしたガッシュの力にまるで太刀打ちできず、柱に閉じ込められたティオたちを愚弄した結果、ただでさえ仲間への残虐な仕打ちを指示したゼオンに対して怒り心頭だった清麿の逆鱗に触れ、拷問のような呪文の連続攻撃で徹底的に痛め付けられ、倒された。
その後はさらにパワーアップして復活。ゼオンからガッシュたちを始末するように命じられるが、チータの言葉でゼオンに従わさせられていた事実に気づき、「ゴデュファ」の契約によるゼオンへの服従効果を振り切る。その反動で自らの身を傷つけながらも自身の誇りをかけて反逆し、ゼオンに意地を見せながら心を閉ざしたチータに強さを与えて散っていった（本はパピプリオに燃やしてもらった）。それ故なのか、クリアに対してガッシュが激怒している時の回想に、最後まで敵だったはずの彼の姿があった。
魔界ではバリーやキースと同じ学校であるが、その様子は相変わらず威圧感たっぷりであった。
アニメ版ではファウードの力でリオウを倒すために自らリオウの部下となる（ここからが原作と話が異なるアニメオリジナルの最終章が始まる）。最初の刺客としてファウード体内での戦いに登場し、ウォンレイと戦う。彼とリィエンの信念を打ち壊すと言い放ち、ファウードのサポートシステムを使う。最初は圧倒していたが二人の絆の力により逆転され、最終手段としてチータにファウードの力を注ぎ込ませてパワーアップした最大呪文で彼を倒したが、その反動で自身も深手を負う。その後三文芝居で偽のリィエン（ザルチム）を人質に取るが、それを看破されガッシュたちの猛攻を喰らう。それでも必死で立ち上がるが、チータに見放されたような発言をされた上にザルチムに本を切り裂かれ、消え行く中にリオウからの伝言で「てめえみてえな無能で弱っちい奴にはファウードの一員にはなれねえ。とっとと魔界へ帰れ。」と悲惨なことを言われ憤慨しながら魔界へ送還された。
- 呪文

1. ディオガ・ラギュウル
ロデュウの最大呪文。翼から螺旋状の巨大な黒いエネルギー波を放つ。
2. ガンズ・ラギュウル
翼からエネルギー弾を乱射する。
3. ラギュウル・ロスド
翼を巨大な刃物に変えて攻撃する。
4. ギガノ・ラギュウル
「ラギュウル」の上位術で、翼から螺旋状の大きな黒いエネルギー波を放つ。
5. ギロン・ラギュウル
翼を変形させ、多数の槍状の攻撃を分散させて放つ。モモン曰く「中級の強さ」。
6. ガル・ラギュウガ
翼同士を絡みつけ、ドリル状にして攻撃する。
7. ラギュウガ
翼同士を絡みつけ、光線状の槍にして攻撃する。実は初登場時に放っている。
8. ディオ・バオール・ラギュウガ
翼をそれぞれ2本の巨大な光線状にし、相手を攻撃する。
9. ラギュウル
翼から螺旋状の黒いエネルギー波を放つ。
チータ
声 - 伊藤静
ロデュウの本（コーヒーブラウン）の持ち主。
ピンク色のショートヘアで、顔の右半分に仮面を付けた少女。感情をほとんど外に出さない。また原作とアニメでは性格が若干異なる。
卓越した戦闘センスを持ち、臨機応変な呪文選択で、ペース配分など全く考えずに術を要求するロデュウを上手くサポートする。ファウードの力に躊躇していたが、「ロデュウが望むなら」として彼が「ゴデュファ」を唱えるのを止めなかった。
ロデュウと出会う前は、自分の顔の右のデコから目、頬迄ある醜い傷跡により人々から迫害され心を閉ざしながら生きていた。後ろ向きな考えを持つ彼女に前向きに強く生きてほしいと願ったロデュウに仮面をプレゼントされる。仮面をつけるようになっても「今度は人が寄りつかなくなった」と前を向くことができなかったためロデュウに酷く嫌われていたが、「ゴデュファ」の契約を振り切ったロデュウの戦う姿と呼びかけにより強く生きていくことを誓う。ファウードの件が解決した後は笑顔を取り戻し、仮面を外して看護師をしている。
アニメ版では、ロデュウの指示により本人の同意の上にファウードの力を注ぎ込まれ、ウォンレイたちを倒した後ロデュウの三文芝居に付き合うことになる。しかし、らしくない行動を取った彼を非難し、パートナーとしての信頼関係が無い自分たちはガッシュたちに絶対に勝てないと見放すような発言をするなど、原作とは異なり彼との友情や絆はあまり見られず、そのことをザルチムから嘲笑われた。

### キースペア
キース
声 - 堀内賢雄、若本規夫（サンデーCM版）
リオウに協力する魔物の一体。三日月型の頭部とスプリング状の腕をした小柄の魔物。光線系の術を使う。人間換算年齢17歳。
「ブラボー」が口癖で、攻撃を受けると「オギャーン」という特徴的な悲鳴を上げる。ステッキを所持し、未成年ながら喫煙し葉巻を好む。
楽天的でコミカルな面が目立つものの、紛れもない実力者。魔界時代に西の地で「無敵の子」と言われ、清麿をして「ハンパなく強い」と言わしめたほど。
魔界時代に転校してきたバリーに喧嘩を売って負けたことを機に彼をライバル視しており、王になるまでの間に自身の手で倒すことを目的としていた。
ベートーベンの交響曲第9番を妙というか歌詞の無いレベルの謎言語で歌ったり、「一人拷問ゴッコ」なるものに興じたりと愉快な行動ぶりを見せる。
人間界に着き、ベルンと会うまではボンの日本料理店で働いていた。ファウードに侵入してきたガッシュたちの前に現れ、ブザライとの連携で彼らを圧倒するが最終的に敗北。
ファウード復活後、「ゴデュファ」によって体（主に胴体）が長頭身化した。そこから更にファウードの力を得たことで、最終的には頭に大きな角が生え、ナルトが分厚くなったような形状の胴体と術を発射するギザギザ状の形をした円盤を二つ浮かべた異形の姿へと変貌した。また、ファウードの力への陶酔心と忠誠心は見せたが、ファウードの力で邪悪になった他の魔物たちと違い性格までは変化しなかった。ガッシュたちを助けに現れたバリーと念願の再戦を果たすが、圧倒的な力量差で敗れてしまう。ファウードの支配からは逃れることが出来ず、ガッシュたちを始末する最後の手段としてファウードの罠を作動させてしまう。
本を燃やされ魔界に送還されながら、自己嫌悪の念とバリーと最後に戦えた満足感をないまぜに抱きつつ魔界へと帰った。
魔界に帰還した後は、バリー、ロデュウ、ツァオロンと同じ学校に通っており、三名のあまりの威圧感で冷や汗を垂らしていた。
アニメ版ではロデュウ同様にファウードの力を手に入れリオウを倒すためにリオウの部下になるフリをする。アース一行の前に現れキャンチョメ・モモンと戦い、さらにその直後に侵入してきたバリーとも戦う。心の力がなくなるまではバリーと互角の勝負を繰り広げ、結局は敗北するが魔界へ送還されることなく出番を終えた。また魔界時代、バリーとのいも天の大食い勝負でキースが勝ったという因縁関係が描かれた（キース自身が勝手にライバルとして扱っており、バリーを激怒させた）。
好きな食べ物：いも天。
- 呪文

1. ガンズ・ギニス
無数の長四角型の光線を乱射する。
2. ギガノ・ギニス
全身から多数の銛状の光線を巨大な束にして放つ。最終形態時は二つの円盤からも光線が出た。
3. アム・ガルギニス
腕に光線エネルギーを纏わせ破壊力を増加する。最終形態時は二つの円盤も回転しながら相手に攻撃した。
4. ゴウ・ガルギニス
体を高速回転させながら突進する。
5. ディオガ・ギニスドン
キースの最大呪文。全身から無数の銛状の光線を「ギガノ・ギニス」よりも巨大な束にして放つ。最終形態時は二つの円盤からも光線が出た。
作者によると最終形態時のこの術は通常時の3倍以上の威力を持つという。
6. ドルギニス
腕にドリル状の光線エネルギーを纏って攻撃する。
7. バーガス・ギニスガン
背中から乱反射する無数の光弾を放ち、四方八方から攻撃する。
8. キロン・ギニス
全身から出た光線を鞭状に操る。
ベルン
声 - 滝知史
キースの本（ハニースィート）の持ち主。赤い鼻が特徴の男。
キースとはボンの日本料理店で出会った。なお、彼が揚げたいも天はベートーヴェン第9がかかっていないと不味いらしい（アニメ版ではキースが歌うようになったきっかけでもある）。
職業は映画監督で、初登場時には呪文を唱える代わりに「アクション!」と叫んだことがある。
なお、好物はキースと同じくいも天であり、クリア討伐の際や最終回にも登場していたが、相変わらずいも天を口にしていた。

### ブザライペア
ブザライ
声 - 佐々木大輔
リオウに協力していた魔物。巨体で、青い（原作とカードゲーム版、アニメ版では赤い）鎧に白いマントに身を包んでいる。
武器でもある巨大な刃の部分が斧っぽい鎖鎌（清麿曰く「変な武器」）を利用した術を使用する。戦闘慣れしており高い実力を持っている（アニメ版ではカーズから「キースほどではないが、結構強い」言われている）。
キースとタッグを組んでガッシュとキャンチョメを迎え撃ち、彼との連携で追い詰めるが、ザグルゼムの連鎖のラインを利用したバオウ・ザケルガにより最大術を打ち破られ敗北。これにより、リオウがファウードの復活に集めた「必要な力」が現有メンバーでは足りなくなり、ファウードの復活のためにガッシュたちの協力を取り付ける必要が出てきた。
- 呪文

1. ガズロン
鎖鎌を自在に操って攻撃する。
2. ガズシルド
鎖鎌が盾に変化する。
3. ウルジム・ガズン
鎖鎌を回転させて竜巻を発生させる。
4. ゴウ・ガズシルド
鎖鎌が強力な盾になる「ガズシルド」の強化版。
5. バルド・ガズロン
4つの鎖鎌で同時に攻撃する。
なお、アニメ版では「ジケルド」により無力化された模様。
6. ラージア・ガズン
鎖鎌を叩き付けて広範囲にダメージを与える。
7. ギガノ・ガズロン
巨大な12枚の刃を回転させ、敵を押し潰す。
8. ゴウ・ガズルク
鎌を両腕に装備させ、鎧を変形させる肉体強化呪文。
9. ディオガ・ガズロン
ブザライの最大呪文。巨大な鎌で出来た独楽のような武器で相手を攻撃する。
カーズ
声 - 寺田はるひ
ブザライの本（グレイプ）の持ち主である短髪の女性。
ブザライが倒された後はファウードの体内にいた。アニメではセリフが増えていたり、テコンドーを体得したりしている。

### チェリッシュペア
チェリッシュ
声 - 永野愛
魔界時代、テッドと家族同然に過ごしてきた魔物の少女。女性の人間型の魔物にしては珍しく10代半ばほどの外見。帽子とウェーブのかかった長い金髪が特徴。宝石のような石を放つ術を使う。
心優しく気丈な性格。テッドからは「宝石のように輝いている女」と称されている。原作とアニメ版では性格や設定が全く異なる。
原作では、途上国に住む孤児たちの母親代わりとなり（彼女自身も孤児であるため）、世間や大人たちを恨んで荒んでしまった子供たちの心に希望を与えていた。
戦いになった中でパートナーであるニコルがリオウによって呪いを掛けられてしまったため、止むを得ずリオウに協力していた。ウォンレイとは仲間関係にあり、最初ティオ達と戦い敗北した際は救出される。
ゼオンがファウードの支配者となった後は、ザルチム同様「ゴデュファ」の契約を受けなかった。ゼオンへの絶対的服従を拒むも、「バルギルド・ザケルガ」の激痛によって激しい呪縛を与えられ、戦いを無理強いさせられてしまう。挙句の果てにはようやく再会したテッドにまで攻撃を強制させられるが、彼の願いを受けて、苦痛と恐怖に屈しない心を取り戻し、ガッシュたちにゼオンへと繋がる道を示す。「雷の結晶」による呪縛で心が砕ける寸前まで追い詰められるも、テッドの捨て身の行動によって呪縛から解放され、テッドが魔界へ帰る直前に彼にキスをした。ガッシュたちの味方になって以降はガッシュたちのことを「坊や」と呼ぶようになる。そして彼の代わりにゼオンを倒すことを誓い、ゼオンとの戦いで絶体絶命となったガッシュたちの前に駆けつけ、ティオ・キャンチョメ・ウマゴンの解放を試みる。ゼオン相手に善戦するも、デュフォーの「答えを出す者」の能力により「グラード・マ・コファル」の弾丸軌道が読まれ、またゼオンへの恐怖が完全に消えていなかったことによりゼオンの「ジャウロ・ザケルガ」によって本を燃やされてしまう。しかし、テッドや魔界で世話をしていた子供たちの幻に支えられ、術にニコルの布のいち部を挟む事でスイッチを押し無事に3人を解放。ゼオンを哀れむような言葉を残して魔界へ送還された。
最終話ではテッド・レインと共に孤児たちの家を作っていた。
「2」ではテッド・レインと共に最終話で作成していた孤児院で暮らしていた。魔界が正体不明の存在に襲われた際、孤児院を襲撃してきたワイグにテッド・レインと共に交戦するも術を奪われ、孤児を守りながら戦うも敗北。ゼリィの発言から命を落としたと思われたが、後に動けない状態ではあるものの、ガッシュの最後の術で辛うじて一命を取り留めたことがガッシュの口から語られた。
アニメ版では呪いから解放された後もリオウとの実力差を悟り「逆らったら消される」という理由でリオウの部下になる。テッドとの敵対理由が異なり、心を閉ざしやすい性格であったため両親の殺害犯をテッドだと思い込んでいたことによる（真犯人はゾフィスらしき人物）。テッドの説得により誤解を解き彼と和解するが、その直後に現れた心臓を打つ魔物に本を燃やされテッドに探してくれたことを感謝しながら魔界に送還される。
- 呪文

1. コファル
小さな宝石を放つ。
2. ゴウ・コファル
大きな宝石を放つ。上位呪文の「ギガノ・コファル」と比べ弾速と宝石の硬度がやや高め。
3. ガレ・コファル
指先から一個ずつ小さな宝石を放つ。10発同時に放つことも5発ずつ二度に分けて放つことも可能。
4. ガンズ・ゴウ・コファルガ
「コファル」よりもやや大粒な宝石を乱射する。「ガレ・コファル」より範囲が広く、回避しづらい。
5. ギガノ・コファル
巨大な宝石を放つ。
6. ディオガ・コファルドン
チェリッシュの最大呪文。超巨大なダイヤモンドのような宝石を放つ。
7. グラード・マ・コファル
スコープのついた巨大なライフル銃を出し、それを持って宝石の弾丸を撃つ。銃を構える術者の地点以外の離れた2箇所に鏡「射撃地点（ミラーサイト）」を設置し、そこから狙撃することも可能。チェリッシュを守るテッドの姿によって目覚めた呪文。
8. シン・グラード・ガンズ・コファル
「グラード・マ・コファル」の強化版で「シン」の術の一つ。
魔界へ戻り魂だけの存在になったが、ガッシュの「自分たちを助けたい」という思いを感じ取り、ガッシュを助けたいと思った時に、ガッシュの金色の本に現れた呪文。
9. ガンズ・コファル
複数の宝石を放つ。『2』にて登場し、ジギーがチェリッシュの力が入った瓶から発動した。
ニコル
声 - 相田さやか
チェリッシュの本（シャルトルーズイエロー）の持ち主である女性。髪型は金髪のロングヘア（アニメでは茶髪）。
チェリッシュとは仕事の最中に出会い、旅の中で彼女と友人関係を築いてきた。
女の2人旅は何かと危険なためずっと男装していた。リオウに呪いをかけられ、止むを得ずファウード復活に協力することになった。鳥獣保護区でレンジャー（自然保護官）の仕事をしており、そのため銃の扱いに詳しい。ゼオン戦ではその狙撃の知識で、チェリッシュの「グラード・マ・コファル」をサポートした。
アニメでは実力差の問題でチェリッシュがリオウの部下になることを不本意で承諾した。呪いをかけられていたことを知っていたアリシエに説得されたが応じなかった。また、女性だということは明かされずアニメでは性別は不明だが、原作通り、女かと思われる。

### ファンゴペア
ファンゴ
声 - 吉田小南美
ファウード復活に関わった魔物の一体。「炎（フレイム）のファンゴ」と呼ばれ、その異名の通り炎の術を使う。
術の基盤となる二つの円盤は「ゴデュファ」前は「アルセム・ガデュウドン」を使った時のみ確認され、「ゴデュファ」後は常時出現していた。
元来は野心家ながらも真っ当な考えの持ち主で、王となるためロデュウやキース同様にリオウからファウードを奪うつもりだった。後に主がゼオンに変わり、彼を倒すために「ゴデュファ」の契約を受け姿が変わり力は上がったが、ファウードやゼオンへの忠誠心を植え付けられてしまう。さらには味方をわざと攻撃するなど、攻撃的で邪悪な性格へ豹変した（それを見たリィエンは「あんな魔物じゃ無かった」と驚いた）。ファウードの力に溺れた挙句、味方であるはずのザルチムにリーヤの術を防ぐ盾代わりとされてしまう最後を迎えた。
アニメ版ではジェデュンと共にウマゴン・カルディオと対戦。原作とは違い正気で戦うが性格は原作とは逆に悪くなっている。彼らを苦戦させたが結局は敗れ、ジェデュン共々魔界に送還される。
彼の容姿のデザインは元々ガッシュのモチーフ候補の1つであった（1巻参考おまけページ）。
- 呪文

1. アルセム・ガデュウドン
ファンゴの最大呪文。円盤を高速回転させ超巨大な炎のビームを放射する。「ゴデュファ」後はさらに巨大化していた。
2. カービング・ガデュウ
円盤を回転させ炎のビームを放射する。
3. ウォル・ガデュン
円盤から炎の壁を放出する。
4. オルディ・ガデュウ
円盤から敵を追尾する炎弾を放つ。
5. リオル・ガデュウガ
円盤から直線の炎を放射する。本人曰く「中級呪文」らしい。
6. ロンド・ガデュウ
円盤を並べ、そこから炎の鞭を放つ。
7. ディオ・ガデュウガ
円盤から巨大な炎弾を放つ。
8. ガデュウセン
円盤を重ね合わせて炎弾を発射する。
アドラー
声 - 菊池正美
ファンゴの本（ゼラニウム）の持ち主。貴族風の男。
他のパートナーと違い、外見・性格ともに豹変したファンゴに特に動揺を見せなかった。
アニメ版では傲慢な性格でチームワークが滅茶苦茶なウマゴンペアとカルディオペアを嘲笑う。ファウードによって世界が滅ぼされることに「守る価値もない世界は滅ぶべきだ」「世界を創りかえる」等と賛成の立場を取っており、日本を滅ぼした後はユーラシア大陸を潰すことを考えていた。

### ギャロンペア
ギャロン
声 - 千葉進歩
ファウード復活に関わった魔物の一体。全身を甲冑に包み、両腕に刃を装備している。肉体強化の術を使う。
元は弱い相手に強い呪文を使わない紳士的な性格だったらしいが、「ゴデュファ」によってファウードの力を得たことで姿が変わり性格も攻撃的かつ邪悪に豹変し、ほとんど抵抗出来ない相手に強い術を使おうとしたりした。
ゼオンから預かった「雷の結晶」でチェリッシュを強制的に戦わせていたが、テッドの捨て身の最大呪文によって雷の結晶を破壊され倒される。その後、ジードに本を燃やされ魔界に帰っていった。
アニメ版ではガッシュ一行の刺客として登場した。リーヤたちと戦うが、戦人と化した2人にほとんど太刀打ちできず、最大呪文を出す間もなく敗北する。
- 呪文

1. エマリオン・バスカード
ギャロンの最大呪文。ディオガ級。肩の防具に体を隠した状態から巨大化して相手に突撃する。「ゴデュファ」後は完全に形状が変化し、さらに巨大化していた。なお、その時見えていた顔は「ディオ・マ・バスカルグ」同様禍々しくなっている。
2. アム・バスカルグ
腕を変形・強化する肉体強化呪文。封印を解く際に使用した最大術を除けば、アニメ版で唯一使用した原作の呪文。
3. レイ・バスカルグ
足を変形・強化する肉体強化呪文。
4. ギガム・バスカルグ
「アム・バスカルグ」の状態から腕をさらに変形・強化する。
5. ディオ・マ・バスカルグ
ギャロン最強の肉体強化術。本来は使えば自身にダメージが及ぶ術。
だが「ゴデュファ」後にはそれが克服されており、体が巨大化して凶悪で禍々しい姿へと変わる。また、ジェットによると以前はこのような姿になる術ではなかったらしい。
6. ギャン・バスカード
アニメ版の呪文。肩の防具を大きくし、体を隠し身を守りながら防具から無数の槍を放ち攻撃する。
7. アラム・バスカルグ
アニメ版の呪文。腕の刃を強化して真空の刃を放つ。
ハリー・ジェット
声 - 高橋広樹
ギャロンの本（チャコールグレイ）の持ち主。目の濃いクマが特徴の黒い長髪の男性。
強敵と戦うことを望み、相手の力量に合わせた呪文しか使いたがらない。また、ゼオンのことは気に入っているらしい（本人曰く「目が光っていてカッコイイから」）。ディオ・マ・バスガルクで禍々しくなったギャロンを見て「こんな姿になる呪文じゃなかったぞ…」と驚きと恐怖が入り混じった顔をしていた。テッドに敗れた後、リィエンの制裁を受けた。

### ジェデュンペア
ジェデュン
声 - 石井康嗣
ファウード復活に関わった魔物の一体。爬虫類の特徴が強く出た容姿をした大柄な体型。
戦闘中は腹部のカプセル内にパートナーのルンを入れて守っている。空中に浮遊する能力を持つ。
「ゴデュファ」によってファウードの力を得て姿が変貌する。コントロールルームで、ロデュウと共にガッシュたちを迎え撃つ最後の刺客として立ちはだかり、一度は一行を全滅寸前にまで追い詰めるが、意識不明から回復した清麿と共に戦線復帰したガッシュの新呪文「バオウ・クロウ・ディスグルグ」によって敗れた。
ずっと「ヤンコ」「キュウウウウ！」の二語しか言葉を発していなかったが実は普通に話すことも出来、またその口調から性別は女であるらしいことを最後に明かし、ルンとの別れを悲しみ、涙ながら喋らなかった理由を告白し魔界へと帰っていった。
アニメ版ではファンゴと共に先行登場し、連携プレイが上手く出来ずにいたウマゴンとカルディオを苦しめる。腹部の牙でカプセルを隠すことまで可能なほどの防御力を誇り、自身のその強固さにかなりの自信を見せた。しかし、彼らの連携攻撃による炎と氷で腹部のカプセルを破壊され、ファンゴと共に敗北。原作とは異なり性別が男である他、普通に言葉を話している。
- 呪文

1. バビオウ・グノービオ
ジェデュンの最大呪文。ルン曰くディオガ級。複数の巨大な蛇を出現させて攻撃する。
ロデュウ曰く少し時間を置かないと最大の大きさにならず最大威力にならないらしい。「ゴデュファ」後はさらに大きくなり、鎧のようなものに包まれていた。
2. ギガノ・グノビオン
両手を合わせ、大きな蛇に変えて相手を攻撃する。
3. ガルバビオン
体を側面に高速回転させて相手に突っ込む。アニメ版では「ガルバビロン」と呼ばれていた。
4. バーガス・グノビオン
腕を多数の蛇に変え、四方八方から攻撃する。
5. ボビィ・グノビルグ
巨大化して空中から相手を押し潰す。
6. グノビオン
両腕を蛇に変え、相手を攻撃する。アニメ版では「ガノビロン」と呼ばれており、この術を出す際に「ガルバビオン」と読むシーンもあった。
7. ギガノ・グドルク
全身から多数の槍を突き出す。
8. ディマ・グノビオン
全身から複数の大きな蛇を生み出し、攻撃する。
エスカルロ・ルン
声 - 永野愛
ジェデュンの本（ライラックグレー）の持ち主である少女。
ジェデュンの腹部のカプセルに入っており、そこから呪文を唱える。性格は原作では冷静、アニメでは冷酷。
ジェデュンとは町で出会い、無理矢理連れさらわれた模様。
ジェデュンが今までずっと「ヤンコ」以外の言葉を発しなかったため、名前すら他の魔物から聞いて知る有様であった。本当は彼女のことをもっと知りたいと願っていたのだが、最後に今まで喋らなかった理由を聞かされると「ああ、そう…」と納得と呆れが混ざったような感じで別れた。
アニメ版では「世界は一度滅ぶくらいがちょうどいい」という年齢にそぐわぬ冷酷な考えの持ち主であった。

### ホウガンペア
ホウガン
声 - 高橋広樹
ファウードの封印を解くべく、リオウよりアースの下へと迎えに送り出された魔物。
同行を拒否したアースの返り討ちに遭って魔界へ送還される。
- 呪文

1. エムル・アクス
アニメ版の呪文。持っている斧に炎を纏わせ、その炎を敵に放つ。
2. ギガノ・エムル・アクス
アニメ版の呪文。巨大な炎を斧に纏わせ、相手に斬りかかる。
ミリオン・スーツ
声 - 石井康嗣
ホウガンの本（アーバングレイ）の持ち主。アニメDVDの魔物図鑑にはハルクと表記されていた。

### エルザドルペア
エルザドル
「竜族」における2体の神童の片割れで、大人でも手に負えないほどの強さを持つ魔物。人間換算年齢16歳。
同じく竜族の神童としてアシュロンがいる。彼同様、魔界の小人族の麦ビールを好む。
バリーと戦い、その圧倒的な力で彼を追い詰めたが、彼の粘りに屈し、自分を倒したバリーに賞賛の言葉を残して魔界へ帰った。
ガッシュカフェではバリーと同席になるも無視して飲みながら愚痴っていたが次第に話が弾み、子供のころにアシュロンとお互いに死にかけるレベルの喧嘩をして負け、親からも恐れられていた自分に向かって来たアシュロンを評価し、バリーのことも評価していると話した。
- 呪文

1. ディガル・クロウ
腕の爪を強化し、相手を切り裂く。
2. アギオ・ディスグルグ
顎の歯の数を増やし、相手を噛み砕く。
威力はかなり高く、バリーの「ゴウ・ゾルシルド」を破り、彼の片方の角を折るほどの威力。
アビーラ・サビーラ
エルザドルの本（ティールグリーン）の持ち主。
エルザドルの強さを信じていたらしく、バリーに倒された時はショックを受けていた。

## クリア・ノート編の魔物と本の持ち主

### アシュロンペア
アシュロン
赤い巨大な翼竜の姿をした魔物。一人称は「オレ」。レインと同じような力か、人に似た姿を取ることも可能（本来の力を抑えた姿だが、この形態でも術は使えるし強い）。
大人の戦士でも手に負えないほどの強さを持つ、2体の「竜族の神童」の片割れ。
性格は礼儀正しく勇ましい武人肌。しかし、闘争を好むわけではなく、王になった際には差別の無い皆が仲良く助け合い幸せに暮らせる魔界を作る王を目指していた。
凄まじい強度を持つ朱（ヒヒ）色の「竜の鱗（ドラゴンスケイル）」を全身に身に纏っている。激しい修業により同じ「神童」と呼ばれるエルザドルを遥かに凌ぐ極めて高い実力を誇り、その実力はクリア曰く「ゴームですら敵わないほど強い」。
かつて「魔界を滅ぼそうとしている魔物」であるクリアと交戦（この際にクリアの「ランズ・ラディス」で右胸に大きな傷を負った）し、彼の目的と圧倒的な実力を知り、クリアを止めるために逃げ延び、修業を積み力を高めながら機会をうかがっていた。ファウードの存在や活動や脅威、それを巡る戦いは知っていたものの、クリアを監視するためにギリギリまで静観していた。
魔物の残り人数が10人になる直前に「バオウ」の使い手であるガッシュの下に現れ、彼の実力と善悪を見極めるために戦いを挑み、ガッシュが悪ではないことを知った後は後に彼の力も借りるためにクリアの存在を教えた。
ブラゴを倒すためにフランスに現れたクリアの魔力を察知し、ガッシュと共に再び彼に戦いを挑むが、依然クリアとの実力差は大きくほとんど敵わなかった。しかし、ガッシュの魔物への思いに希望を感じ取り、クリアの攻撃からガッシュを庇った。ガッシュに願いを託した後、捨て身の一撃でクリアに大ダメージを与えて魔界へと帰っていった。彼が「シン・フェイウルク」でクリアに与えたダメージによる10か月の期間がガッシュたちとブラゴの共闘を促すこととなる。
その後は、クリア完全体との決戦においてガッシュの金色の本を通して出現。クリアの下半身の巨大な球状の消滅弾を完全に粉砕し、アシュロンのことを覚えていたクリア完全体を驚愕させた。また、アシュロン自身も今のクリアを「力に支配された馬鹿」と罵っていた。
最終回では魔界ではガッシュに新たな肉体を与えられたことで右胸の傷が消えており、エルザドルと一緒に大好きなビールを飲んでいた。
「2」では、ゴームと協力して、侵略者から逃れた魔物たちを救助している。竜族の聖地「龍の要塞（ドラゴン・フォート）」と呼ばれる山に自分自身の血を流し込むことで、堅牢な防御壁を築いている。
好きな食べ物：ビール。
- 呪文

1. テオブロア
口から強大な波動を放つ。
力を抑えた人の姿の時点でガッシュの「テオザケル」と同等の威力を誇る。
2. ディガル・クロウ
エルザドルの術を参照。
また、アシュロンは術の力を全て腕に上乗せした状態で相手を殴りつけるといった使い方もしている。
3. シン・フェイウルク
アシュロンの最大術で「シン」の術の一つ。音速を遥かに超える高速移動を行う。
しかし、現在のアシュロンにはその凄まじいパワーを完全にはコントロールしきれないため、短距離での小回りが利かず身体の負担も大きい魔界送還直前にクリアに体当たりした時には頭の角を変形させ、それでクリアの腹部を貫いた為、角をある程度変形させられる模様。
4. ディオガ・ブロア
「テオブロア」よりもさらに強大な波動を口から放つ。
5. テイル・ディスグルグ
尻尾の力を強化し相手を攻撃する。任意で複数に分離させたり、元に戻すことも可能。
6. ガンズ・ブロア
口から多数の波動を放つ。
7. ディオガ・アムギルク
腕に巨大な刃物のようなものを付け強化する。
8. ディシルド・ドラゴルク
両腕を盾状に変化させる防御系肉体強化。
クリアの「ランズ・ラディス」に対抗するための術で、それは防いだものの「ギール・ランズ・ラディス」で破壊されてしまった。
9. シン・ドラゴノス・ブロア
「ディオガ・ブロア」の強化版で「シン」の術の一つ。アシュロン曰く「真なる竜の吐息（ドラゴンブレス）」。
魔界で魂だけの存在になったが、ガッシュの「自分たちを助けたい」という思いを感じ取り、ガッシュの金色の本に憑依した時に現れた呪文。
リーン・ヴィズ
アシュロンの本（朱（ヒヒ）色）の持ち主。高く逆立った黒髪の青年。一人称は「あっし」。
アシュロンとは裏路地のような場所で出会った。
アシュロンのことは「ダンナ」、清麿のことは「清麿の兄さん」と呼んでおり、基本的には後輩的な口調で話す。自分を「何もない奴」と卑下し、戦いのスリルによって生きていることを実感するためにアシュロンに協力していた。アシュロン送還後も清麿たちと行動を共にする。また、アシュロンの出会いから察するに当時は不良だった様子。

### ローゲペア
ローゲ・バイパー
フランスでブラゴが倒した魔物。
彼が倒されたことにより生き残りの魔物が10人になった。
本の持ち主（名前不明）
ローゲの本（ゴールデンコーン）の持ち主。金髪の男らしい。

### ゴームペア
ゴーム
カブトムシを人型にしたような姿の魔物で、両手に口がある。
幼いからか「ゴー」と「オー」しか喋れず、ミール曰く難しいことは理解しない。周囲の話を聞かない割に自らの意思は率直に表す、強大な力を前にすると怯えるなど、見た目から年齢は計りにくいが少なくとも精神は子供。
王を決める戦いの最中、消さないでもらうことを見返りにクリアの仲間になることを約束している。クリアがゴームだけを残す約束をした理由は、ゴームの空間を操る力の有用性と物心ついた時から親などの家族も友人も居ない「独り」であったため。
空間を操る力を持ち、術以外にも元々持っている能力として空間に穴を開け長距離を一瞬で移動したり、異空間を作りそこに隠れることが出来る。使いようによっては開けた穴に捕まることも可能。また、5km以内の魔物の気配を察知する能力も持つ。
残りの魔物が10体となった直後にアースとエリーの前に現れ、その高い戦闘力で彼らを一方的に追い詰め倒した。クリアがアシュロンとの戦いで重傷を負った後は彼を異空間に隠し、10か月を要する彼の治癒と進化を見守っていたが、7か月目にストレスが限界に来てクリアを洞窟に隠した後に行動を開始。偶然ミラノに居たパピプリオを狙い彼を必死で庇うルーパーを一方的に痛めつけるが、彼を助けに来たキャンチョメに蹂躙され精神崩壊寸前まで追い込まれる。しかし、フォルゴレの説得によって正気に戻ったキャンチョメの優しさに触れたことで「独り」であることを嫌がるようになる。その後、魔界に送還されたキャンチョメも一緒に生き残らせてくれるようにクリアに頼むが、断られたことで彼と敵対する。右腕と下半身を失い瀕死になりながらもクリアとヴィノーをロッキー山脈に置き去りにし、ミールと共にガッシュの元に逃亡。彼に後のことを託して本を燃やしてもらい、送還された。
なお、魔界で復活した後はボロボロになった肉体も元通りになり、人間界での約束通りキャンチョメやパピプリオと仲良くしている様子。
「2」ではアシュロンと協力して、侵略者から逃れた魔物たちのもとに空間移動の穴を用いて救助船を送り、救護活動を行っている。
- 呪文

1. バークレイド・ディオボロス
両腕から黒いエネルギー波を放ち、標的周辺の空間を標的もろとも捻じ曲げ潰し破壊する。
2. ウィー・ムー・ウォー・ジンガムル・ディオボロス
棘だらけの巨大な球状の黒いエネルギー弾を放つ。
3. ディオボロス・ザ・ランダミート
ゴームの最大呪文。出現した黒い箱から無数の丸や三角の黒いカビの塊を放ち、それらに触れた標的や術の空間を捻じ曲げて腐食・消滅させる。空間内の無数の丸や三角は操作が可能。
4. ディオボロス
両腕から黒いエネルギーを放ち、敵を攻撃する。
5. ギガノ・ディオボロス
「ディオボロス」の強化版で、両腕から広範囲に黒いエネルギーを放つ。
6. ボージルド・ディオボロス
両腕から渦巻状の盾を出現させ、攻撃を防ぐ。パピプリオのディオガ級の術を防ぐほどの防御力。
ミール
ゴームの本（エボニー）の持ち主である女性。
語尾に「ぴょん」をつけるなど、能天気かつ調子外れの口調が特徴だが性格は冷酷かつ残忍。
ゴームとはとあるアジトで出会い、無理矢理彼に連れさられてパートナーになった。
クリア・ゴーム組のブレーンとしての役割を担う。クリアの治癒中はヴィノーの世話をしていた。キャンチョメ戦の後、クリア打倒宣言をしたゴームに対して「絶対に勝てない」「大きな悪（ワル）にからんだ時点で終わり」と、涙を流しながら厳しい言葉でゴームを止めようとしたが、最終的に彼に協力。クリアに敗北した後、ガッシュにゴームとキャンチョメの復活を頼み、受け入れられると「ありがとう」と告げて去っていった。
背中に古い傷跡のような物があり、クリアのような絶対的な力を持つ悪を恐れていることから、過去に何かしらの深いトラウマを抱えている。
なお、彼女自身の正体は、裏社会の関係者兼不良少女である模様。

### ガニーペア
ガニー・フェスト
アースの回想に登場した魔物。
エリーのいない時にアースを襲い圧倒するが、彼女が唱えた「ソルド」の一撃で倒される。
- 呪文

1. ガルク
身体を変形させ体当たりをする。
本の持ち主（名前不明）
ガニーの本（スペクトルブルー）の本の持ち主であるチンピラ風の男。

### クリアペア
クリア・ノート
タンクトップの青年姿の魔物で、本作品の最終ボス。
消滅と無効化の術を使う。
自らを魔物を滅ぼす存在としており、後に術に飲まれて異形の姿に変身する。
ヴィノー
クリアの本（透明）の持ち主である赤ん坊。
見た目にそぐわず、凄まじい心の力を持つ。

## 『金色のガッシュ!!2』の登場人物

### 魔界
ゼリィ
荒廃した魔界の数少ない生き残りである魔物の少女。オルモの姉。
臆病で泣き虫な性格だが、オルモを守るために窮地に立ち向かう強い芯の持ち主。
元々はテッド・チェリッシュ・レインが建設した孤児院（テッドハウス）でオルモと共に暮らしていた。しかしワイグの襲撃により一度は命を落としてしまうが、ガッシュの最後の術で復活を遂げた。その際、ガッシュの命の欠片がオルモと共に身体の中に存在しており、人間界でガッシュが復活するために必要なピースとなっていた。
ジギーの手引きで「絶望から希望を生む男」こと清麿に助けを求めるべく、オルモや犬型の魔物のミッピと共に人間界のエジプトへ逃れてきた。
- 呪文

1.ベリル
腕から何かを射出する術。術の力を奪われているため詳細は不明。
オルモ
顔の右半分が腐っている赤子。ゼリィの弟。
ジギーの手引きによって人間界へ逃れてきた経緯を持ち、当初は自身の顔を蔑む人々から疎まれていたが、清麿やザハラに保護されてからは次第に回復し、少しずつ成長している。
魔界ではゼリィと共に孤児院で暮らしていたが、ワイグの襲撃で一度は命を落としてしまう。しかしガッシュの最後の術で復活を遂げ、人間界でガッシュが復活するために必要なピースとなっていた。
ミッピ
ゼリィやオルモと行動を共にする犬型の魔物。本来は王族に仕える魔物。
そのため、魔界ではガッシュの側で行動していた。
ジギー
ゼリィたちを連れ、魔界を逃げ回っていた魔物の子。ミッピと同様に本来は王族に仕える魔物。
そのため、魔界ではミッピと共にガッシュの側で行動していた。
追手を退けるためにチェリッシュのガンズ・コファルを使ったが、ワイグによるラシルドに阻まれた上で反撃され、バラバラにされるが、「最期の賭け」としてガッシュから託されていた清麿の似顔絵が描かれた一枚の紙をゼリィに託してリオウの転移システムを動かし、ゼリィたちと共に人間界へ転移する。
人間界のエジプトにたどり着いた時には既に息絶えており、ゼリィによって木の下に埋葬された。
- 魔物の術を閉じ込めた瓶で使用した呪文

1. ガンズ・コファル
チェリッシュの術を参照。
コンソメ
ハンソデ・キャンチョメの弟。キャンチョメにそっくりなベビー服を着た赤子。
次兄のキャンチョメやフォルゴレに憧れており、よくキャンチョメからフォルゴレの話を聞いていたらしい。
魔界が正体不明の存在からの襲撃を受けた際、両親や長兄のハンソデの手引きでキャンチョメと共に荒廃した魔界から人間界のミラノへ逃げ延びた。しかし家族や魔界の現状を把握していなかったためか、特に焦る様子もなくマイペースにフォルゴレのコンサートを楽しんでいた。
なお、フォルゴレはコンサート中に観客席にいたコンソメの姿を見つけると、キャンチョメと見間違え、感激のあまりに観客席に飛び込んでしまった。
好きな食べ物：ドーナツ。
キャンチョメの両親
キャンチョメ・コンソメ・ハンソデの父親と母親。前作最終回によれば父の名前は「タイガー」。
父親はふくよかな体型で髭をはやしたキャンチョメ・コンソメ似、母親は若々しい見た目でハンソデ似。
魔界が正体不明の存在からの襲撃を受けた際、ハンソデと共に「ポルク」が閉じ込められた瓶をキャンチョメに託し、キャンチョメとコンソメを敵の魔の手から逃したが、その後の生死は不明。
チューバ
猛禽類のような姿をした大型の鳥の魔物。モモンと行動を共にし、侵略者の手に落ちた施設を巡って地図を作っている。
ドット
魔界・コールヴォー雪原に住む魔物の少年。妹のアンナと共に侵略の魔の手に怯えて暮らしていたが、モモンに保護される。
ミラージュ
竜族の長老。かつてガッシュの父・ダウワンにやがてバオウへと育つ竜の卵を授けた。

### カード
「2」に登場する謎の敵対勢力。
突如魔界を襲撃し、魔物達の術の力を奪って瓶に封じ込め、敵に対抗する術を失った魔界を蹂躙して壊滅状態に追い込んだ。
刺客達は自らを「カード」と名乗っており、魔物とは根本的に全く違う生物と感じさせている模様。
現在は魔界で一番北の大地「ジエラド」を拠点としている他、テレパシーのような交信手段を持ち、何者かからの命令を受けており、本人の意志とは無関係にテレパシーの主から強制的にテレポートさせられることもある。
その正体はベリエルと契約を交わし、魂の状態から蘇生した存在。ベリエルによって蘇生した者たちはそれぞれが体内に十字状の核を持っており、ほぼ生前の姿で行動している。

#### 首領格
べリエル
ギルやレビー達刺客の首領と思わしき侵略者。現在は本拠地にいる。
顔の上半分を金属のようなマスクで覆い隠し、頭からローブを被っている謎の人物。
魔界や全ての術を手中に収め、何かの計画を成そうとしている。

#### 構成員
ワイグ
魔界を襲った侵略者の一人。
黒スーツ風の人間形態と巨大な一つ目と5本の腕に武器や刃物を武装した異形の怪物の2つの姿を持つ。
魔物から奪った術が封じ込められた4つの瓶を入れたアタッシュケースを持ち歩く。
考えることが苦手な脳筋タイプ（ギルからも筋肉バカと言われている）で極めて粗暴かつ残忍な性格で、自分に歯向かう相手には容赦しないが、人間界では（相手から攻撃してこない限り）無関係の者を無闇に巻き込もうとせず、強い相手には一定の敬意を持つ一面を持ち合わせているが、熱くなりやすくキレてしまうと周りが見えなくなる事もある。
銃すら意に介さないほど頑強だが、仮面で隠された人間でいう口のある部分に存在する「核」のようなものが弱点である。
清麿には上記の性格を利用されて翻弄されるが、その状態にあってもギルの指示は素直に聞き入れており、ギルとの信頼関係は強い。
人間界ではゼリィとオルモを追ってエジプトまで来ており、遺跡にてガッシュ・清麿ペアと対峙。ガッシュの本を取り戻した清麿によって雷の瓶の術を奪還されたことでガッシュに圧倒され、炎の術の瓶の中身と合体してガッシュに襲い掛かるも敗北し、消滅する。
- 魔物から奪った術を封じ込めた瓶で使用した呪文

1. ラシルド
2. ザケルガ
ガッシュの術を参照。
ワイグが所有する4つの瓶にはそれぞれ「植物」「炎」「雷」「氷」の紋章が入っており、現時点で判明している限り、雷の瓶はガッシュの力で他は不明。

ギル
魔界を襲った侵略者の一人で、ワイグのパートナー的存在。
表の姿は眼鏡をかけた小柄な少年。元々は人間で「魔導士（ソーサラー）」と呼ばれていた。
冷静沈着にして冷酷な性格だが、任務の傍らで観光旅行を楽しむといったマイペースで天然な一面も持ち合わせている。また、王を決める戦いについても知っている模様。
ワイグの直情的すぎる性格を咎めているものの、根幹では強い信頼関係を築いており、ワイグが消滅した際には感情を剥き出しにして激怒していた。
- 炎の瓶を使用した呪文

1．合力（ラー）
炎の術の力とワイグを合体させた呪文。
ワイグ自身は炎を身に纏いギルの印が同調し、術を発動できるようになる。また力との同調が強くなれば詠唱は必要なくなる。ワイグはこの力により45秒で消滅する制限時間が設けられた。
詠唱は「我が声と指の印にて力へと命ずる。その力に依り代を与え抑圧された力を解き放たん。その代償として己が意思を我に預けよ!!」
2．ガン・ロゥ
複数の炎の弾丸を放つ。詠唱は「その力を多数の弾と化し撃ち出さん。」
3．ウォーロゥ
炎の壁を放つ。内側からは壁越しに相手の姿を捉えることが可能。
4．ルカ・ヴォール
ワイグ自身から炎を放出する。
5．ガズリング・ジョルト
炎を纏った拳を複数放つ。
6．ガウ・ギ・オーヴァ
炎を纏った拳が肘当たりからブーストして威力と速度を上げる。
7．ボ・ルダー・オルグ・ワイグ
ワイグ自身が右肩に複数の火球、左腕は炎の槍、腹部は棘の付いた火球と全身が兵器と化す術。
強力だがそれぞれ1回きりの攻撃になり、放出後や相殺後にはその部位は消滅していく。
詠唱は「依り代の命と共に全ての力を解き放たん。」
レビー・ジンク
魔界を襲った侵略者の一人。
表の姿は髪を編み込んだ小柄な少女だが、「獣王（じゅうおう）」を自称する。口癖は「チーチーチー」。
自身の髪に宿した獣を使役したり、その獣と一体化して攻撃を仕掛ける技を持つ。
他の侵略者たちと比べると魔物を殺すことを楽しむような素振りは見せず淡々と任務をこなしているが、魔物を獣たちの餌として食べさせ、無関係な人間を巻き込むことを厭わない本性を持つ。
「獣王」を名乗る通り、第9話の回想シーンでかつては獣の群れの中で暮らしていたことが示唆されているが、獣たちを仕留められ、自身も兵士たちに槍を向けられるという意味深な姿が描かれている。
人間界ではキャンチョメを追ってミラノまで来ており、フォルゴレ・キャンチョメペアと対峙。復活した黄色い魔本に出現した新呪文「モ・ポルク」でゴーザとハイロスを手玉に取ったキャンチョメに圧倒され、「ドルク」の術の力と合体してキャンチョメに襲い掛かるも、自身への攻撃を思い留まったゴーザとハイロスの涙と鼻毛ブーの犠牲で元の姿に戻った。
ゴーザ
レビーの右のおさげに封じられている黒豹のような見た目に熊や狼をかけ合わせたような巨大な獣。
レビー自身が髪を解くことでこの獣を身に纏い、自身の身体能力を強化することができる他、おさげを切り離すことで独立行動させることも可能。
ハイロス
レビーの左のおさげに封じられている羽根が4枚ある始祖鳥のような巨大な獣。
ゴーザ同様に切り離して行動させることが可能な他、レビー自身の強化にも用いられる。
你好剛毛・鼻毛ブー（ニーハオごうもう・はなげブー）
レビーと行動を共にする侵略者の一人。ハットを被った成人男性。
ワイグと同様、魔物から奪った術が封じ込められた4つの瓶を入れたアタッシュケースを持ち歩く（後に、ティオの術の瓶はフォルゴレによって奪還された）。
珍妙な名前とは裏腹に真面目すぎる性格をしており、フォルゴレ・キャンチョメペアのやり取りを興味深そうに観察するなどノリの良い一面も持つ。また、優れた観察眼と洞察力を持ち、キャンチョメの新呪文「モ・ポルク」の特性を微かな動きの違和感から見抜いている。
你好剛毛流・鼻毛家という流派の最高師範であり、魔導の術に加えて体術にも優れている。呪文無しの徒手格闘でもフォルゴレを苦戦させる実力を持ち、電車に轢かれても多少は動けるほどのタフさを兼ね備えている。
「ドルク」の術の力を使ってレビーを合体させたが、不遇なレビーに肩入れしたかったこともあり、自身の髪の毛を使った呪符で「合力」を発動させたため、自身が消滅する選択をした。
- 魔物から奪った術を封じ込めた瓶で使用した呪文

1. ビライツ
ロブノスの術を参照。
2. サイフォジオ
ティオの術を参照。
3. ドルク
4. ドルセン
3,4はゴフレの術を参照。
残り一つの瓶には「爆発」の属性らしき紋章が入っているが、未使用。
- ドルクの瓶を使用した呪文

1．合力（リーラオ）
「ドルク」の術の力とレビーを合体させた呪文。ブー自身の髪の毛を使用し、呪符を使用する。
ギル達と同様、基本は印が必要になる模様でレビーは50秒で消滅する制限時間が設けられた。
詠唱は「髪なる分身を呪符と化し我が言霊と字印にて力へと命ずる。依り代たる御体へと抑圧された力を解き放たん。その代償として己が意思を我に預けよ！！」
2．スートュ・オィ
足を強化し、移動速度を上げる。
詠唱は「その力を足へと集め爆速の足を生み出さん！！！」
3．ジーリー・オゥ
腕や爪に岩のような鱗が装着され、威力を上げる。
詠唱は「獣の力を腕に集め岩をも切り裂く爪となれ。」
4．ファイ・スー・サンガ
尻尾が3匹の蛇のように分裂する。
詠唱は「尾たる命に三ツ香蛇牙口狙う獲物を追いつめん！！！」
5．バォトゥ・スーダイ
手が蛇の口や棘付きの岩石、岩石の槍に形状が変化する。
ポーラ
侵略者の一人。端正な顔立ちをした美少年だが、プライドが高く暴力を楽しむ非情な性格。ペアを組む魔女からは「王子」と呼ばれる。
体を刃物に変化させ、巨大なチャクラム型の武器を出現させる能力を持つ。
魔女
侵略者の一人。童話の悪い魔女のイメージそのままの風体をした老婆。
テンションの起伏が非常に激しく、陽気にふるまっていたかと思えば些細なことでひどく気落ちするを繰り返すコミカルな性格。
ふざけた言動の反面、魔物の術に関する研究で様々な成果を上げており、魔法陣や追加の詠唱を用いて呪文を強化する力を持つ。
- 魔物から奪った術を封じ込めた瓶で使用した呪文

1. ガデュウガ
炎を生み出す。魔女の作る魔法陣を使うことで、建物を覆いつくす炎の膜を作る。
2. ウルソルト
3. リゴウ・ソルド
ポーラの右腕の剣と浮遊するチャクラムを同時に強化する。
4. ジャン・ジ・ソルド
2,4はアースの術を参照。
未使用である残り2つの瓶には、属性不明の術の他、ロデュウの術と思われる翼の紋章が入った瓶がある。
ガンサー
侵略者の一人。下半身が球体になっている小柄な男。
多くの巨漢の手下を従える。異なる属性の呪文同士を組み合わせ、新種の呪文を生み出す実験を行っている。
- 魔物から奪った術を封じ込めた瓶で使用した呪文

1. ロンド・ラドム
ゾフィスの術を参照。
- 呪文を組み合わせて使用した呪文

1. ドリアム・ゼガロン
肩から右腕にかけてレールを出現させ、棘付き角型棍棒を三連発で放つ。
2. ギガノ・ラ・バ・デラドム
右腕を大砲に変化させ、殴打すると同時に爆炎を発射する。
3. ギラドム・バスカード
右腕に巨大な棘を生やし、回転と爆発の推進力を用いて攻撃する。
3. オルラガス・バスカード
両腕を棘と刃物が生えた六本の触手に変化させ、多方向から連続で攻撃する。
ジリオン・ゼブリット
長髪の男。ゼブリット・ブラザーズの一人。
他の3人の兄弟とともに突如としてベルモンド家を襲撃し、シェリーの子供たちに襲いかかり、ブラゴの術で子供たちを守ろうとするシェリーに猛攻を仕掛ける。
助太刀に現れたガッシュと清麿によってブラゴの術を奪還されるが、本心では強者との決闘を望んでおり、復活したブラゴと念願の決闘を繰り広げるものの、パートナーであるシェリーの常人を超越した戦闘センスを見誤っていたために敗北。最高の決闘を果たせたことに満足しながら消滅する。
- 魔物から奪った術を封じ込めた瓶で使用した呪文

1. グラビレイ
2. ギガノ・レイス
ブラゴの術を参照。
リーザ
食虫植物のような魔獣を使役する長身の女性。ゼブリット・ブラザーズの一人。
- 魔物から奪った術を封じ込めた瓶で使用した呪文

1. ギルファドム・バルスルク
リオウの術を参照。
- ギルファドム・バルスルクの瓶を使用した呪文

1．合力（エイシャント）
「ギルファドム・バルスルク」の術の力とジリオンを合体させた呪文。粉砕されたジリオンの肉体を強化・再生させるとともに、右腕を鎌状の刃が備わった武器に変化させる。
ガム
正装を着込んだ巨漢。ゼブリット・ブラザーズの一人。
腹部に風穴を開けられながらも、ガッシュと拮抗する怪力を有する。
- 魔物から奪った術を封じ込めた瓶で使用した呪文

1. ガドルク
手のひらを強化して防御力を高める。
ジモダ
顔に手足が生えたような姿をした男。ゼブリット・ブラザーズの一人。
魔物の術が封じられた瓶を食べることで、自身の体を触れたものを沈み込ませる底なし沼のような液体に変える能力を持つ。
- 魔物から奪った術を封じ込めた瓶で使用した呪文

1. ボギル
2. ボギルガ
3. ボギジルド
2はバビルの術を参照。
術そのものを発動させてはいないが、ジモダが食べた瓶に封じられていた術。
ブルー・スカアラット
特殊な能力を持つ四羽の蝶を操る少女。前世での享年は12歳。左肩に核が埋め込まれており、球体関節人形のようになっている。
ベリエルの手で生き返ったが、新たな生をやり直すために他者の命を奪わなければならないことについては後ろめたさを感じている。
ナゾナゾ博士の暗殺任務を与えられ、ブラック・バタフライの力で呪いをかけたものの、ナゾナゾ博士の底なしの優しさに触れたことで心境に変化が起きる。
- 魔物から奪った術を封じ込めた瓶で使用した呪文

1. ウルク
フェインの術を参照。
2. ガベルジュア
何本もの茨を生み出す。
3. ロザリア・ガドルク
何本もの茨と、牙が生えた薔薇を生み出す。
4. ブルーム・ロザリア
敵の四方を覆い隠す薔薇の壁を作り出す。
5. トルネルド・ウイガル
強烈な螺旋状の旋風を放つ。
- ブルーの能力

ブラック・バタフライ
張り付いた対象に約2時間で死亡する呪いをかける「死神の蝶」。更に解呪方法はブルーを殺すことのみとされている。
オレンジ・バタフライ
詳しい能力は不明だが、ブルーの言動から広範囲探知・索敵用と思われるオレンジ色の蝶。
グリーン・バタフライ
対象の判断力や思考を狂わせる能力を持つ緑色の蝶。
レッド・バタフライ
蝶の羽を持つ肉体に自身を強化する赤い蝶。しかし、ブルーに死のリスクがある程の危険な力とされている。
バタフライ・ニードル
蝶の羽を羽ばたかせ、鱗粉の旋風を放つ。ガッシュのマントを貫く威力を持つ上、攻撃後に空中に浮遊する鱗粉だけでも触れれば皮膚が焼ける。
ブラスト・ショット
蝶の羽を羽ばたかせ、鱗粉を散布する。
バタフライ・ウィップ
両腕を、鱗粉を纏った巨大な鞭へ変化させる。
ボビー
ブルーのパートナー。大きなひげを蓄えた全身毛むくじゃらの巨漢。トゲが生えた巨大な棍棒を持ち歩く。
粗野な外見に反して、ブルーの心情を案じるなど優しい性格をしている。
- 魔物から奪った術を封じ込めた瓶で使用した呪文

1 エイジャス・リ・ガロン
2本の鎖付きの鉄球を操る。地中からの奇襲も可能。
2 ロボルガ
コーラルQの術を参照。
3. ギガノ・ガロム
備えている武器を棘と刃が生えた巨大な鉄のハンマーへ変化させる。
4. ガランズ・シルド
備えている武器を分厚い金属の盾へ変化させる。
5. ヘビィ・ガランズ
棘の生えた鉄の塊を放つ。
ローリング・ウィッチ
ハイクラスの魔術師。宙に浮いた鉄棒を軸に大回転をし続ける非常にテンションの高い体操選手のような女性。
ヘム
両腕の代わりに眼、牙、爪が生えた触手を備えた大柄の男。
- ヘムの技

デス・ボール
髑髏の顔がついた巨大な黒い球を作り出す。使用前にベリエルから帰還命令を出されたため、実際の威力・効果は不明。
モーセス
エリオス城塞に駐在する魔導師であり、魔物の生物学者。
特定の感覚を鋭くする魔法を使い、城塞に侵入したモモンを発見。モモンの能力に興味を持ち、研究・解剖するべく執拗な追跡を行う。
リブラ
エリオス城塞に住む、軟体動物の足のような下半身と触手を持つ奇妙な姿の魔物。瓶に封じ込められた呪文を食べることで成長する特性を持つ。
肉体の一部は切り落としても、それぞれがモーセスの命令を聞く小型の生物として活動することができる。
モモンが城塞に潜入したのと時を同じくして、突如仲間を襲って魔物の術が封じられた瓶を捕食する。
- 呪文

1. ビシルド
六角形の形状をした盾を作る。
2. ビライツ
ロブノスの術を参照。
3. ジュロン
スギナの術を参照。
4. ギラガ・ラバド
触手の先端にある球体から電撃を放つ。
5. グランバオ
エシュロスの術を参照。
6. ギラガ・マバルド
触手の先端にある球体から電撃を纏った爆炎を放つ。
7. ジビラ・ドルク
トラバサミの形状をした歯を無数に放ち、敵に食らいつく。
8. ギラガ・ベビルグ
無数のトゲを生やした巨大な触手で攻撃する。
9. ギラガ・ガンズ・レブダガン
触手から強烈な電撃を放つ。
10. テオマ・バルド
顔面の球体から電撃とトゲを纏った爆炎を放つ。
11. アルガスト・バルジルド
盾の呪文。モーセスの施術により、外皮全体を覆う強固な盾となる。

#### その他
アギレラ国の戦士
侵略者の一人。本名は不明。
魔物狩りにおいてバリーと戦うために派遣されたが返り討ちに遭った。弱い術が入った瓶しか与えてくれなかったベリエルへの当てつけとして自軍の情報をバリーに白状していたが、その最中にベリエルから遠隔で命を奪われた。
ベスミラテオ
名前だけ登場した存在。魔物たちの術を奪い取った張本人であることが鼻毛ブーの台詞から語られている。

### 人間界
ザハラ
清麿が設立した養護施設で清麿の助手をしている少女。
子供たちの世話をしているが、困っている子を放っておけない清麿の性分もあって余裕がなくなっているらしい。また、清麿と幾度となく生死の境目を見る修羅場を潜ってきた。
現実的な性格をしており、上記の経済的問題から清麿を探すゼリィに声をかけられても素知らぬフリをしており、清麿の言う魔界や魔物の話も理解できずにいるが、その一方で人情に厚い一面もあり、ワイグによって窮地に陥ってもなお立ち向かおうとするゼリィの姿に心を動かされ、清麿と共にゼリィたちを助けに現れる。
その後、ゼリィたちと共に遺跡から逃げ延び、清麿が滞在していた村を離れる際、遺跡の責任者に任命されている。高給職となり危険な仕事とは無縁の生活を送れることを喜んでいたものの、ザハラの部屋の机には色が着いた魔本が置かれていた。
施設の子供たち
清麿が設立した養護施設で暮らす優しい子供たち。
清麿やザハラに助けられるまで、人間界に来てから差別や偏見の目で見られ続けたゼリィたちに別け隔てなく接し、暖かく迎え入れた。
ジャン・ベルモンド
シェリーの長男。スポーツ万能で、特にテニスを得意としており、地区のチャンピオンに選ばれたこともある。しっかり者な性格で、裕福な暮らしをしている自らの境遇に誇りと責任を持ち、多くの習い事をするのも当然だという考えをしている。
ニコラ・ベルモンド
シェリーの次男。物分かりが良い兄や妹と異なり、英才教育には反発気味。加えて、街中で父の浮気現場を目撃し、苦い顔をしつつもそれを黙認する母に対して反抗的になっており、習い事をさぼることが増えている。
フローラ・ベルモンド
シェリーの末娘。大人しく控えめな性格で、幼少期のシェリーと面影が似ている。本当は遊ぶ時間も増やしたいという本音を持ちつつも、健気に習い事に励んでいる。
クロード・ベルモンド
シェリーの夫。貿易商を営む富豪の男性。
表向きは妻であるシェリーを支える良き夫だが、実際は白昼堂々と町中で浮気をしている不誠実な人物。
ジリオンたちの襲撃後、妻が大怪我をしたことを知って屋敷へ戻るが、ニコラに自身の浮気を指摘された上でブラゴから鬼の形相で説教され、恐怖する。
ファーン
ナゾナゾ博士が連絡を取った、魔物の本の持ち主たちと共に病院に集まっていた少女。
清麿は彼女がもっと小さかったときに面識がある模様。

## アニメオリジナルキャラクター

### ハイドペア
ハイド
声 - 浦和めぐみ
風を操る術を持つ魔物の少年。人間換算年齢8～9歳。
アニメ版におけるガッシュペアの初対戦相手。
クールかつ真面目な性格。上昇志向が強く、呪文なしで空中浮遊や瞬間移動を行えるなど、魔物の中でも秀でた能力を持つ。
ガッシュとの面識はあるのだが詳しい関係性は不明。だがあまり親しい間柄ではなかったらしく、他の魔物と同じく軽視していた模様。
第1話でガッシュを倒すべく清麿たちの前に現れるが、予想外の力に一時撤退する。第13話で再登場し、私利私欲のためだけに術を使い、まるで戦おうともしない泳太に愛想を尽かしてしまうが、ようやく目覚めた彼と新たな絆を築く。だがその後は、第14話の恵のコンサートにおける観客姿を最後に泳太共々全く登場しておらず、結局送還されたかも分からなかった。
後に逆輸入される形でクリア編に登場したため、誰かによって燃やされたらしい。その際、最終決戦でガッシュに力を与えた魔物の一体として登場した。
更に最終回では送付された集合写真に居たり、魔界の学校に通う様子が描かれており、ガッシュと同じ学校に通っていること、そしてガッシュよりも2学年上であることが明かされる。その後はパムーンと仲が良くなった模様。
さらに後ろ姿ではあるが、2007年のカレンダーの9月・10月のイラストに泳太と共に登場している。
名前の由来は、術と合わせて「ジキル博士とハイド氏」。
- 呪文

1. ジキル
圧縮された空気弾。
2. ジキルガ
「ジキル」の強化版。直線状となり、貫通力が上がっている。
海外版では「ジキルド」の名で読まれる。
3. ウィルド
カードゲームオリジナル呪文。渦巻で相手の攻撃を防ぐ。
4. ジキルド
ゲームオリジナル呪文。渦巻を出し敵を吸引する。
5. ウィルグ
ゲームオリジナル呪文。竜巻を発生させて相手を飲み込む。
6. ジキルレイ
ゲームオリジナル呪文。風の刃を大量に発生させて放つ。
7. ギガノ・ジキルド
ゲームオリジナル呪文。巨大な風の鳥を出現させて攻撃する。海外版では「ギガノ・ジキルガ」の名で読まれる。
窪塚 泳太（くぼづか えいた）
声 - 神谷浩史
ハイドの本（スカイブルー）の持ち主。
長髪で格好つけたがり屋の少年。女好きで軟派な性格であるが、怒ることもしばしば。
ハイドとは不良から暴行を受けていた所で出会った。
強くなるために魔本を手に取るが、ハイドの力で好き放題するうちに自分自身が強いと錯覚するようになっていた。第13話で清麿達が他人の為に命がけで戦うことに対して疑問を持ち、自身にも大切な人を守りたい心が芽生えて苦戦するハイドを身を挺して守った。この戦いでハイドとの信頼関係が生まれ、王を決める闘いへの参戦を決意した。かつての清麿同様学校でいじめを受けていたようで、不登校中の不良となっていた。
恵の大ファンであり、恵のグッズを集めたり、彼女のコンサートに足を運んでおり、2007年のカレンダーの9月・10月のイラストにも登場している（イラストは恵のコンサート）

### 魔鏡編（第31 - 35話）

#### ニャルラトペア
ニャルラト
声 - ゆきじ
可愛い子猫の姿をしている魔物。
尻尾にリボンを付けている（これは出会ったころに詞音が付けたもの）。2本足で立ったり数を数えることが可能。
正体を隠すため、一般人には詞音のペットということになっている。詞音を守るべく懸命に戦うも、「魔鏡」の力でパワーアップしたグリサにより本を燃やされてしまった。しかし悲しみはあったものの、最後まで詞音を励ましながら魔界へ送還された。このことにより、詞音は1人でも落ち込まないで立ち向かうという切っ掛けを作った。
フォルゴレや彼の歌である「チチをもげ!」を知っているのか、その曲を聴いたときは完璧に踊った。
- 呪文

1. パペルト
一定時間強制で相手に自分と同じ動作をさせる。
2. ペルク
凶暴化してハリネズミのような姿になり針状の毛を飛ばす。
3. キャドバン
強力な引っ掻き攻撃を乱発する。大木もバラバラに切り倒せる威力。
4. バイカル
体が肥大化して、落下した際の衝撃を和らげるクッションのようになる。また、この術の使用中は尾を伸ばして自在に操ることもできる。
響 詞音（ひびき しおん）
声 - 豊嶋真千子
ニャルラトの本（濃いピンク）の持ち主である少女。
制服が間に合わないまま私服姿で清麿のクラスに転入して来た挙句、清麿以外の男子全員を虜にした。
作中ではギャグ顔になることが多く、鬼のような顔になった描写があった。豆腐は「朝が絹ごしで夜が木綿」というこだわりを持つ。
半年前の交通事故で両親と死別した過去を持ち、ニャルラトとは一人きりになってしまった自分の下へまるで心を癒すかのような形で出会った。
今や唯一の家族となったニャルラトと別れたくない気持ちをグリサ達に利用され、騙されるままに「魔鏡」の欠片を集めていた。悲しくもニャルラトとの別れは避けられなかったが、ガッシュと清麿の言葉により自分が今までニャルラトに頼りきりだったことに気付く。
戦いの後、新たな人生を歩むべく再び転校手続きを取り、どこかへと引越して行った。
フォルゴレや彼の歌である「チチをもげ!」を知っているのか、その曲を聴いたときは完璧に踊った。しかも結構楽しげだったけどファンなのかは不明。
誕生日：8月23日〜31日（8月生まれのおとめ座）。血液型：B型?。身長：約145cm。好きな教科：音楽、体育。

#### ノリトー・ハッサミーペア
ノリトー・ハッサミー
声 - 増谷康紀
『魔鏡編』に登場。名前の通り、文房具のノリと鋏を組み合わせた姿をした魔物。普通のノリと鋏の状態と魔物の状態の2つを持つ。
名前に関しても清麿から「そのまんまじゃないか」と突っ込まれている。
電撃系の術に対し、ガッシュの「ザケル」程度の電撃なら鋏を上に放り投げ、鉄という材質を利用し軌道を変えることが出来る。しかし、その性質を利用され「ジケルド」で敗北した。
- 呪文

1. ヴォルク
魔物の姿に戻る。普段は普通のノリと鋏の状態で待機している。アニメDVDの魔物図鑑には「バルス」と表記されていた。
2. ポレイドルク
カードゲームオリジナル呪文。ノリの塊を相手にぶつける。
3. シザルク
背負っている鋏を2つに分解した後剣にして、光る刃を飛ばす。刃が飛んでいった部分はしばらく空間が斬られている状態になる。
4. パペルク
術発動前に切った何枚もの人型の紙が常人と同じサイズの紙人形になり、相手を攻撃する。
結構強いのだが、材質が紙なので簡単に燃やせるという弱点がある。
5. ガンズ・ポレイド
頭部から強力な接着剤を連射する。
清麿の足に当てて動けなくしたが自らの第三の術「シザルク」によって外れてしまった。
6. ギガノ・シザルク
ノリトー・ハッサミーの最大呪文。鋏から出したビームを上に飛ばし、巨大な鋏の怪物を出現させる。
遠藤 喜一郎（えんどう きいちろう）
声 - 乃村健次
ノリトー・ハッサミーの本（薄い灰色）の持ち主。ワイルドな風体の巨漢。
見た目の風貌に似合わず切り紙細工を得意とする器用な人物だったりする。
詞音たち同様、グリサたちにそそのかされて清麿たちを襲撃した。
「ギガノ・シザルク」を唱えた後、清麿が唱えた「ジケルド」によって襲われてしまった。本と同時に風車も燃やされてしまった。

#### グリサペア
グリサ
声 - 肝付兼太
『魔鏡編』に登場した炎の術を使う魔物。
前述の通り炎の術を使うが、その威力はマッチ並の貧弱さでありせいぜい煙草に火を付けるくらいにしか役に立たない。紳士的な態度だが、本性を現した時は乱暴な言葉遣いになり一人称は「私」から「俺」「俺様」に変わる。
魔界における禁断の魔導具「魔鏡」を盗み出し、その力を借りて王になるべく画策。だが、人間界へと送られる最中魔鏡は3つに割れてしまい、そのまま人間界のどこかへと散らばってしまった。詞音とニャルラトに対し、魔鏡が王を決める戦いから解放される力を持つ代物だと偽り散った欠片を探す手助けをさせていた。目論み通り魔鏡を元の姿に戻すことに成功しついにその力で強大化するが、卑劣な手段に怒りを燃やしたガッシュと清麿に倒された。
パンツは成人男性がよく穿いているパンツだった。三つ目で額の目は普段は帽子で隠れており、スキンヘッドで頭頂に角が生えている。
フォルゴレや彼の歌である「チチをもげ!」を知っているのか、ラジオを使って音楽を流すときはその曲を使用したけど踊らなかった。
- 呪文

1. ファイガル
普通のグリサが唯一使える術で、指から小さな炎を出す。魔鏡を使うと掌からビーム状の大きな炎を出す。
カードゲームでは「ブレズド」となっている。
2. リアプル
魔鏡使用後に使った術。普通のグリサを巨大化させ、パワーアップさせる。
3. ファイドルク
魔鏡使用後に使った術。「ファイガル」の強力版。
4. マグマ・ガラン
魔鏡使用後に使った術。マグマで地面を崩し、脱出不能のリングを造る。
5. マグマ・カスケード
魔鏡使用後に使った術。マグマの雨を降らせる。
6. ディノ・ファイガル
魔鏡使用後に使った術。掌から大きな炎の球を発射する。
7. ギガノ・ファイドルク
魔鏡使用後に使った術。グリサの最大呪文。体内のあちこちから炎を噴出させ、自身が炎の怪物となる。
ハカセ
声 - 亀山助清
グリサの本（小豆色）の持ち主。白衣を着た老人で、本名は房市一郎（ふさいち いちろう）。
元は学者で、学界では天才と呼ばれるほど有名だったが追放されてしまった。グリサと出会うことで学界への復讐を誓い、数々の発明品の力により彼の戦いをサポートしてきた。敗北後の生死は不明。
フォルゴレや彼の歌である「チチをもげ!」を知っており、ラジオとフォルゴレの曲のCDをグリサに渡したと思われる。ファンなのかは不明。

### 石版編

#### ファウストペア
ファウスト
声 - 乃村健次
石版に封じ込められていた人型の千年前の魔物。
当時からツヴァイ・トロワとチームを組み、「静寂の三闘士（サイレント・ルーラー）」と呼ばれ恐れられていた。
ゾフィスの命を受け、サバンナにてブラゴを襲撃するが、まとめて敗れ去った。
- 呪文

1. ガシルド
ゲーム版のマルスの術とは違い、背中の刀を取り出し相手を斬りつける。
2. ゼルセン
コルルやキッドの術とは違い、エネルギー弾を撃つ。
3. アイアン・ビサイガ
ファウストの最大呪文。詳細は不明。
4. ラウド
ファウスト・ツヴァイ・トロワの三位一体で発動させる呪文。
強力な超音波で、魔物とパートナーを引き離してしまい、魔物は一定時間音が聞こえなくなる。
ナツオ・P・コスナー
声 - 佐藤晴男
ファウストの本（コバルトターコイズ）の持ち主。チンピラ風の男性。

#### ツヴァイペア
ツヴァイ
声 - 志村知幸
「静寂の三闘士」の一体。亀のような容姿をしている。
- 呪文

1. ガルク
体を回転させ、相手に突っ込む。
2. チェインセン
背中の棘をチェーンで伸ばして相手を攻撃する。地中からの攻撃も可能。
3. ダイダラ・チェインガ
ツヴァイの最大呪文。
4. ラウド
ファウストの術を参照。
ディビット・コール
声 - 新垣樽助
ツヴァイの本（薄い小豆色）の持ち主。英国風の紳士。

#### トロワペア
トロワ
声 - 志賀克也
「静寂の三闘士」の一体。翼を持ち、飛行することが出来る。
- 呪文

1. ビライツ
ロブノスの術を参照。
2. ガンズ・ビライツ
エルジョの術を参照。
3. ギガノ・ビレイド
バーゴの術を参照。
4. ラウド
ファウストの術を参照。
オージー・ブライアント
声 - 平井啓二
トロワの本（マルスブラウン）の持ち主。黒人のヘビー級ボクサー。

### 異世界編（第93 - 98話）

#### マジロウペア
マジロウ
声 - 水田わさび
『異世界編』最初の第93話に登場したアルマジロのような姿をしている魔物。
名である「マジロウ」としか喋ることが出来ない。
奈良県明日香村の石舞台古墳でガッシュと出会い仲良くなる。ブラゴたちに出会うものの全く相手にされなかったが、ニコラウスの勝手な行動でブラゴに攻撃するも「ギガノ・レイス」で本を燃やされ駆けつけたガッシュとの別れを悲しみながら魔界に帰っていった。
- 呪文

1. サークドルク
棘の付いた甲殻に身を包み体を強化する。
2. ドルセン
ゴフレの術とは違い、口から青いエネルギーを放出する。
ニコラウス
声 - 環有希
マジロウの本（鶯色）の持ち主（DVDの表紙では紫色系になっている）。バグパイプをこよなく愛する少年。出身地はスコットランドなのか、自分のユニフォームをガッシュとウマゴンにスカートと間違えられた。
ブラゴたちと出会った時に彼から「ザコ」と言われたことで彼に攻撃を仕掛けてしまいマジロウを失う。
マジロウが魔界に帰った後は精神を病んでしまい、自分の過ちを責めながら入院する。その後フォルゴレの誘いによってイタリアに渡り、物憂げな音色でイタリア国中を憂鬱にさせてフォルゴレを苦しめた（なお、原曲は第2期OPテーマ曲）。その後はバグパイプを捨てたが、「チチをもげ!」を遠くから聴いたときにはマジロウとの楽しさなどを思い出し、立ち直る。

#### マエストロ
マエストロ
声 - 加瀬康之
弥生時代の住民のような服装と複数の勾玉が埋め込まれた鎧、黒いマントを身に纏った長身の魔物。腰に剣を差しており、磁力の術を使う。
王を決める戦いの参加者だったが、人間界へ送られる途中、魔界との狭間にある異世界に誤って落とされてしまう。そこは脱出不可能とされる魔界の流刑地だった。
憎しみに駆られた彼は、クロガネを始めとする流刑囚魔物たちを従え、魔界への復讐を企む。魔界への扉を開くため、その力を持つにふさわしいガッシュとブラゴを異世界に呼び寄せたが、二人の合体術「黒いバオウ・ザケルガ」（「バオウ・ザケルガ」＋「バベルガ・グラビドン」）の前に破れ、ブラゴに本を燃やされ、魔界を憎みながらもやっと戻れるといった発言をしながら魔界へと送還された。コイルで威力を増幅させていたとはいえ、ガッシュとブラゴを同時に相手にして圧倒するほどの実力を持ち、ガッシュには「お主の力なら王になれたかもしれない」と評されるほどだった。
ゲーム『金色のガッシュベル!! 友情タッグバトル2』では隠しキャラクターとして登場した。
- 呪文

1. マグネシルド
勾玉を2つ合わせたような形をしたドーム状の磁力のバリアで身を守る。なお、このバリアは自身のみならず離れた場所でも任意で作り出せる。
2. マグネルガ
拳から複数の扇形の磁力波を放つ。周囲のコイルを使い、自由に軌道を変えることも出来た。
3. マグネシルガ
手から磁力の光弾を連続発射して相手を攻撃する。
4. マグネドルク
磁力の力で身体能力を強化する。相手の物理攻撃を弾いたり、相手の体を拳に引き寄せて攻撃することも出来る。
5. ギガノ・マグネシルド
「マグネシルド」の上位術。強力な磁力のバリアで身を守る。
6. ギガノ・マグネルド
強大な磁力の塊を撃ち放つ。
7. アムゼルグ・マグネルガ
磁力のエネルギーで出来た巨大な拳を放出する。
8. マグネ・シド・デュランガ
マエストロの最大呪文。磁力のエネルギーを持ち、青白く光る巨大な武人を呼び出し相手を攻撃する。

#### 流刑魔物
クロガネ
声 - 藤本たかひろ
マエストロの副官である巨漢。
「ジケルド」の磁力をものともしない驚異的なパワーを誇り、鎧に仕込まれた武器を術に見立てて戦う（モドキの技）。部下を簡単に見捨てるなど、冷酷な性格。
- モドキの技

1. リグロセンモドキ
ロップスの術に見立て、先端に矛の付いたロープを多数放って攻撃する。
2. ディノ・リグノオンモドキ
ロップスの術に見立て、複数の錨で巨大な岩などを持ち上げ、相手にぶつける。
- 部下が使うモドキの技

1. グランバオモドキ
部下が持っている大砲から弾丸を発射する。
2. ガンズ・ガロンモドキ
棘の付いた鉄球をハンマー投げのようにして攻撃する。あるいは大砲から棘の付いた鉄球を発射する（清麿は2発目の発射の際に「ガンズ・ガロンモドキ2」と言った）。
3. ラージア・ゼルセンモドキ
キッドの術に見立て、鉄で出来た腕を持ち上げ投げつける。「ラウザルク」で強化したガッシュによって投げ返された。
4. ガンズ・ビライツモドキ
部下が持っている砲門から光線を発射する。
5. チャーグル・イミスドンモドキ
ビクトリームの術に見立て、部下がVの字に並び、強大なビームとして一気に放出する。
執事
声 - 園部啓一
マエストロの執事。
村長
声 - 宮澤正
異世界のとある村の村長。マエストロによる圧政に苦しむ。

### その他
チンピラドライバー
声 - 不明
本来は気弱な性格らしく、運転中にレイコムと細川に襲われたときは何も言えずに車を奪い取られて橋の下へ振り落とされてしまった。
恵のマネージャー
声 - 永野愛
ショートヘアの女性。恵の撮影などに登場している。
アニメの石版編では別の男性が務めていたことから一時交代があった模様。
姉弟
声 - 水谷優子（姉）、渡辺久美子（弟）
24話に登場。遠い国の子供。アポロに会うまでは姉がロップスの面倒を見ていた。弟は姉にかわいがられるロップスを見て嫉妬していたが、ロップスと別れる際は涙を流していた。
南極のペンギン
南極で遭難したキャンチョメを（フォルゴレが迎えに来るまで）手下にして餌を取るように命令するなど扱き使っていたのだが根っからの悪いペンギンではなく、フォルゴレが迎えに来たときは部下共々船に乗り、2人を見送っていた。
恵のクラスメイトたち
58話に登場。神楽坂女学院の女子生徒達。
茶髪のショートヘアの女子は恵の良き理解者であり、マスコミから彼女を助けている。ウエーブのかかったロングヘアの女子（声 - 山崎和佳奈）とその取り巻きたちは恵に対して「お高くとまっている」と意地悪を言ったが、恵の思いを聞いて考えを改め、彼女のコンサートに参加した。
遺跡の美人三姉妹
声 - 不明
79話に登場。デボロ遺跡の門番的存在。3人の女性の顔を模った石像。
ティオペアとウォンレイペアに「お前たちの中で一番美しいのは誰だ?」と問いかけ、4人を悩ませたが、恥ずかしがったリィエンが呪文を唱え、ウォンレイの「ゴウ・バウレン」で粉砕された。

鹿
声 - 不明
アニメ版の93話（異世界編）に登場する鹿。奈良にやって来たガッシュやウマゴンと楽しく遊び、特にウマゴンと楽しくはしゃいだためか、「馬鹿」と表示されてしまう。

ユン
声 - 寺田はるひ
117話に登場。香港マフィアの一員であり、リィ・バクロンの部下。ポニーテールが特徴。
バクロンの「娘のリィエンをボスにする」という考えに反対し、ウォンレイとリィエンの仲を壊そうと企んだ。ウォンレイを騙して自身の部下で襲いかかろうとするも、ウォンレイとリィエンに返り討ちにされ、失敗に終わった。
ナツ子
声 - 千葉千恵巳
122話に登場。小学生くらいの少女。嫌いな食べ物はニンジンとセロリ。
自身の嘘つきな性格が原因で両親と喧嘩して家出し、夏祭りの会場でガッシュと出会った。「かぐや姫」と名乗ったが、ガッシュと共に過ごしていくうちに素直になり、迎えに来た使用人たちと共に家に帰った。数人の使用人たちがいたり、自家用のヘリがあるなど、家は裕福である模様。
チェリッシュの両親
声 - なし
145話に登場。回想のみ登場。父親は茶髪で、髭を生やしている。母親は黄土色の髪で、額に赤い突起がある。
町のはみ出し者だったテッドを優しく接し、卵焼きをご馳走した。ゾフィスらしき魔物の襲撃によって夫婦ともに死亡した。
研究者（アニメ版）
声 - 不明
デュフォーを拉致して実験材料扱いした研究者達であり、デュフォーの運命や心を狂わせた張本人である。清麿が「デュフォーは何を考えている？」と思ったときにデュフォーの能力で清麿に見せた。その後は侵入したゼオンによって倒されるが、全員生死は不明。

## 劇場版オリジナルキャラクター

### 『101番目の魔物』
ゲーム『友情タッグバトル フルパワー』ではワイズマンとアカツキが、『魔界のブックマーク』ではワイズマンが登場している。

#### ワイズマンペア
ワイズマン
声 - 森川智之
映画第1作の敵キャラクター。「魔界第七小学校始まって以来の天才」と呼ばれていた神童。
「気」を操る力を持っており、他人の記憶や感情を奪ったり地面に術を当てることで地中のマグマを噴火させることが出来る。
天才ゆえに危険な思想を持ち、人間と共に戦うことに反対していた。王を決める戦いの選考にもれてからは修行を続け、人間界における魔物の暴走鎮圧用として保管されていた「白い魔本」を黒騎士の館から盗み出して人間界へ赴く。白い魔本が持つ相手の呪文を吸い取る力を使ってガッシュたちを追い詰めるが、最後まで諦めようとしない彼らのまとまった思いで生まれた奇跡の合体呪文「バルド・フォルス」に敗れる。人間と魔物の心が合わさった力の強さを思い知ることで自らの過ちに気付き、魔界へ帰っていった。
ちなみに、原作ではアシュロンの妄想の中にワイズマンと思しき魔物がいたが、本人かは不明。
なお、ゲーム版（GC版）ではパスワードを入れることで使用可能となるキャラクターになっている。
- 呪文

1. ウノデスゾル
紫色の光線状の気を放つ。
2. ドスデルソル
相手を自動追尾する紫色の球状の気を放つ。
3. キルデスゾル
紫色の巨大な魔獣を放つ。
- 白い本でガッシュたちから奪い取り使用した呪文

1. セウシル
2. サイフォジオ
3. ギガ・ラ・セウシル
ティオの術を参照。
4. ザケルガ
ガッシュの術を参照。

コトハ
声 - 矢島晶子
強気でおてんばだが、小鳥を愛でる優しい少女。占いが大好きで、恋に憧れる今時の中学生（学年は1〜2年）で13歳。
偶然ブリを追って湖を泳いできたガッシュと出会い友達になる。しかしワイズマンにより「白い魔本」の持ち主とさせられ、さらにワイズマンの「気」を操る力で感情と記憶を失わされてしまうが、彼が倒されたことにより正気に戻り、ガッシュたちと和解した。

#### アカツキペア
アカツキ
声 - サエキトモ
地面を操る術を持つ魔物。
魔界でのガッシュを知っている魔物の一人。富士山麓で偶然遭遇したガッシュに襲いかかるが、返り討ちにされる。原作の終盤の集合写真にも登場している。
ゲーム版（GC版）ではパスワードを入れるとワイズマン同様に使用可能。最大呪文を使うとありもしない最大呪文を使おうとし、不発に終わる。
- 呪文

1. グライツ
地面を尖らせた形で隆起させ攻撃する。
2. グラギロン
尖った土や石を相手の頭上に降らせて攻撃する。
3. グランシルド
ゲーム『友情タッグバトル フルパワー』で使用。地面を抉り出して相手の攻撃を防ぐ。
桜田（さくらだ）
声 - 遠近孝一
アカツキの本（若草色）の持ち主。チンピラ風の男性。
ガッシュたちに容赦なく襲いかかるが、アカツキを倒した彼らを恐れ逃走した。
なお、ゲーム版（GC版）ではワイズマン同様にパスワードを入れるとアカツキ共々使用可能。最大呪文を使うと、ありもしない最大呪文を使おうとしてアカツキに呆れ気味に「（最大呪文は）ナイナイ」と突っ込まれる。

#### その他（劇場版）
ガッシュの母
声 - 高山みなみ
声のみ登場。母だが本編に登場した魔界の王妃であるかは不明。
ガッシュには深い愛情を持って接していたが、王を決める戦いに選ばれたガッシュに「戦いが終わるまで自分のことは忘れるように」と言って送り出す気丈な一面もある。
琴乃（コトノ）
声 - 三石琴乃
コトハの母。優しく穏やかな性格（ガッシュは彼女に母の面影を見た）。
ワイズマンの策略により倒れてしまうが、終盤で正気になる。
モップン
声 - 千葉繁
魔界第七小学校に住んでいるモップ姿の魔物。
寄宿舎生活に馴染めず故郷の風車村に帰りたがっていたガッシュをよく慰めていた。ガッシュと清麿の学校脱出に手を貸す。
羽ペン
声 - 杉山佳寿子
魔界第七小学校の校長の愛用している羽ペン。
語尾に「ハネ」を付けて話、実は大きさを変えられる。
モップンと共にガッシュたちに手を貸す。
校長先生
声 - 大塚周夫
魔界の長老。非常に巨大な体で龍のような頭部を持つ。
年だからか体が大きいからなのか常に椅子に座ったままであり、移動もそのままする。
王を決める戦いでは出場する100人の魔物を決める審査員を務めるが、学校では居眠りばかりしているので、「居眠り校長」と生徒からは呼ばれている。
座ったままだったり居眠り校長だったりするが強大な魔力の持ち主であり、魔界の王と同じく人間界への門を開くことが出来る。
その後、原作の最終回でガッシュの戴冠式の時にも登場している。
黒騎士
声 - 錦織健
魔界の治安を担っている最強の鎧騎士のような魔物。ケンタウロスのような四本脚を持つ。
愛用の巨大な槍を魔界の王や校長以外の者では壊せないほどの頑丈な檻に変える術を使う。この術が解けるのは黒騎士自身と現魔界の王と校長のみ。
無口で正義感が強いが、曲がったことが大嫌いなあまり、真っ直ぐにしか走れない猪突猛進ぶりを見せる。当初ガッシュたちを白い魔本を盗んだ犯人と疑うが、最後は彼らが人間界へ戻るための手助けをしてくれた。
その後、原作の最終回でガッシュの戴冠式の時に集まった魔物の中に彼がいる。
フクロウ
声 - 西村朋紘
黒騎士の側近。無口な黒騎士の意思の代弁者でもある。

### 『メカバルカンの来襲』
Dr.M2（ドクター・エムツー）
声 - 千葉繁
映画第2作の敵キャラクター。未来の魔界におけるマッドサイエンティスト。独自に「魔科学」なる研究を進めていたが、魔界では認められないでいた。
ある経緯で入手したトイバルカンの製作者が将来の清麿であることを突き止め、その頭脳に着目。タイムゲートを発明し、現代の人間界へとやって来て清麿を拉致する。魔科学に支配された魔界を築くためのパートナーになるよう清麿に迫る。
キャラクターデザインは原作者の雷句誠が担当している。監督の五十嵐卓哉によればシナリオを読んでいるときから千葉繁の声が聞こえていたといい、デザイン要望の際に千葉の名前は出さなかったが千葉に似た容姿となった。
四代目バルカン
声 - 齋藤彩夏
Dr.M2が製作した無数のメカバルカンの一体。中に入れる・空を飛べるなどの機能がついている。
計画実行の邪魔にならないようにガッシュを引きつける遊び相手として派遣され、Dr.M2の側へ近付かせないための命令を受けていた。トイバルカンのプログラムが元となっている。

## ゲーム版オリジナルキャラクター

### 『魔界のブックマーク』

#### ビブリオペア
ビブリオ
ガッシュに似た顔だちをした魔物。本好きの読書家。
本を操る術を持ち、本をモンスターに変えたり、人間や魔物を漫画本に変える。
『吉凶戦士オマモリ隊』に登場するノロイ隊を使ってガッシュたちを倒そうとし、ガッシュたちに立ち向かうもソーマに魔本を燃やされ魔界に送還された。
- 呪文

1. アニムト
本を小さな「本のモンスター」に変える。
2. リガロ・アニムク
対象を漫画本に変える。心の力の消耗が激しく、連続使用は困難。
なお、漫画本にされた人々（または魔物など）はブックカバーを取ると元に戻る。
3. ビルデ・アニムガ
本を「本のモンスター」に変える（自身の魔本も例外ではない）。
佐久間 菜須香（さくま なすか）
ビブリオの本（ネズミ色）の持ち主。漫画家志望の大学生。
大の漫画好きでゲーム中に出てきた漫画『吉凶戦士オマモリ隊』の大ファン。

#### ソーマペア
ソーマ
『魔界のブックマーク』のラスボスであり、巫女風の魔物・ココメロの正体。
骨を利用した術を使う魔物で残酷な性格をしている。
ビブリオの魔本を燃やし、ガッシュたちを苦しめるが、彼らの活躍により野望は打ち砕かれ、魔界に送還された。
- 呪文

1. バルデス
地中から、棘型の岩を出現させ攻撃。
2. アムバルク
腕を骨で強化する。
3. バルシルド
骨で作り出した全方位の盾を出す。
4. バルク
ドリル型の骨で強化し突撃する。
5. バルセン
ドリル型の骨を落下させて攻撃する。
6. バルト・デストラーダ
巨大な髑髏を出現させ広範囲に攻撃する。
- 「記録のしおり」を用いた呪文
詳細はそれぞれのリンク先を参照。

1. ギガノ・ドルク
姿を変容・巨大化させ、強化する。
2. ザケル
3. ギガ・ラ・セウシル
4. ザケルガ
5. サイス
3,5はティオの術を参照。5はティオと違い複数の刃を放つことができる。
6. ポルク
6,8はキャンチョメの術を参照。6は腕だけを刃物に変身させて攻撃する。
7. バオウ・ザケルガ
2,4,7はガッシュの術を参照。
8. ディカポルク

国枝 光博（くにえだ みつひろ）
ソーマの本（濃い赤）の持ち主。関西出身のミュージシャン。
通称クニミツで相当臆病な性格。

#### ノロイ隊
ビブリオの術で生み出された、本のモンスターたち。
実は伊熊虎虎作の漫画『吉凶占師オマモリ隊』に登場する敵役。
漫画では、人間を呪いで支配し世界を征服するのが目的という設定になっている。
ギャルミ
水晶占いの使い手。占いで必ず「凶」を出し、その占い結果を「呪い」として占った相手を攻撃できる。
実は菜須香が伊熊に送ったイラストが『吉凶占師オマモリ隊』に掲載されたものでモデルは菜須香自身。
ベルーバ
凶殺四天王の一人。名前通りに鐘のような外見をしており、ダンジョンを作る能力を持つ。
ジーリオ
凶殺四天王の一人。ガッシュたちに気を使うなど、根から悪人ではない。時を操る力を持つ。
マスネー
凶殺四天王の一人。ガッシュたちの幻覚を作る能力を持つ。
ネーロ/ネオネーロ
凶殺四天王の一人。残留思念を実体化する能力を持つ。
腕の数珠を操って攻撃するが、数十個の数珠のうちの一つの赤い数珠がネオネーロの実体である。
一度ガッシュたちに敗れるもネオネーロとして復活する。
バイオラ
吉凶占師の一人であり、凶殺四天王のボス。戦いに敗れた凶殺四天王を再生する力を持つ。
プロフォルート
吉凶占師の一人。男勝りな性格。とてつもない怪力の持ち主。
アカーシャ
吉凶占師の一人。光球を放って攻撃する。
ユーフォリア&スーフェリア
吉凶占師である姉妹。緑髪のポニーテールで左目に金の眼帯が姉のユーフォリア、赤髪のショートヘアで右目に銀の眼帯が妹のスーフェリア。
ユーフォリアは魔術を、スーフェリアは体術を得意とする。
ボダイジュ
吉凶占師の一人であり、ノロイ隊のボス。骨のような形をした肩のパーツで攻撃する。
神殺星
星のような形をした怪物。『吉凶占師オマモリ隊』では、ボダイジュの力により凶殺四天王が合体して生まれるモンスターという設定になっており、凶殺四天王の技を使う。

#### その他（ゲーム版）
伊熊 虎虎（いくま とらこ）
漫画『吉凶占師オマモリ隊』の作者。恵のファンらしい。モデルは作者である雷句誠。

### 『うなれ!友情の電撃』シリーズ
雷句先生
声 - 金丸淳一
作者である雷句誠の自画像そのもの。バルカン3000やナオミちゃんと共にペアを組んで戦う。
魔本を持たないのになぜか心の力を使うことが出来る謎の人物と化している。攻撃は「Gペンアタック!!」。
後の『金色のガッシュベル!! ザ・カードバトル for GBA』『うなれ!友情の電撃 ドリームタッグトーナメント』にも登場。
バルカン3000
雷句先生のパートナーの1人。外見はガッシュが清麿に作ってもらったバルカン300にそっくり。
見た目こそバルカン300に瓜二つだが自力で動くことが出来るばかりではなく、ミサイルやドリルなどを出したり、フェニックスのような姿に変身することも出来るという、とんでも戦闘ロボットと化している。
ゲーム中最強のキャラとの噂もある。『うなれ!友情の電撃 ドリームタッグトーナメント』では3体のバルカンが登場（数字はどれも300）。
ヒーローババーン
声 - 置鮎龍太郎
雷句誠の作品『哀愁戦士ヒーローババーン』の登場人物。
雷句先生が戦いに勝つとどこからか現れて一緒に勝利を喜ぶ。

### 『ザ・カードバトル for GBA』
キレ麿
ガッシュにカードのやり方を教えた人物。カードに詳しいらしい。
マコマコ博士

### 『永遠の絆の仲間たち』
ソメイユ
声 - 悠木碧
羊のような髪と角を生やした記憶喪失の少女。